# Втрати силових структур внаслідок російського вторгнення в Україну (червень 2023)
У статті наведено список втрат українських військовослужбовців у російсько-українській війні за червень 2023 року (включно).

## Список загиблих за червень 2023 року
| №                              | Світлина Емблема                | Прізвище, ім'я, по-батькові                                     | Про особу | Дата смерті    | Обставини смерті |
| ------------------------------ | ------------------------------- | --------------------------------------------------------------- | --- | -------------- | --- |
| 1 червня                       |                                 |                                                                 | |                | |
| 11805                          |                                 | Бомко Микола Дмитрович («Монгол»)                               | 22 травня 1973, Вінниччина. Проживав у Дрогобичі, працював у Державній прикордонній службі України на пункті пропуску Рава-Руська. Декілька років тому разом із сім'єю переїхав до Болехова. Після початку повномасштабної війни разом з двома синами пішли захищати країну. Він служив штаб-сержантом, головним сержантом 1 взводу оперативного призначення 3-го батальйону «Свобода» 4 Бригади швидкого реагування НГУ «Рубіж» Національної гвардії України. | 1 червня 2023  | Загинув поблизу Спірного Бахмутського району. Прощання відбулося 7 червня на цвинтарі м. Болехів. |
| 11806                          |                                 | Дячук Ігор Володимирович                                        | 41 рік, с. Чорний Потік. Учасник АТО у 2014 році. Воював старшим стрільцем 108 батальйону 10 окремої гірсько-штурмової бригади «Едельвейс». Рідний брат Ігоря також у складі ЗСУ. | 1 червня 2023  | Загинув неподалік селища Спірне Бахмутського району Донецької області. |
| 11807                          |                                 | Верещагін-Янко Станіслав Олегович («Яник»)                      | 30 вересня 1982. Мешкав в Києві. У червні 2022 року долучився до батальйону «Свобода» Бригади швидкого реагування НГУ «Рубіж». | 1 червня 2023  | Прощання відбулося 8 червня у київському крематорії (Байковий цвинтар). |
| 11808                          |                                 | Левко Руслан(«Бандера»)                                         | 32 роки, м. Стрий Львівської області. Навчався у Стрийському фаховому коледжі Львівського національного університету природокористування. Тривалий час працював у Чехії. Був учасником Революції Гідності. Із початком військової агресії РФ вступив до НГУ та проходив службу у лавах батальйону оперативного призначення імені Героя України генерал-майора Сергія Кульчицького. Неодноразово виконував бойові завдання у зоні АТО/ООС. За особистий героїзм військового нагородили відзнакою Президента України «За участь в антитерористичній операції», медаллю «За оборону гори Карачун», відзнаками Верховної Ради України, Національної гвардії України та Міністерства внутрішніх справ. Після 24 лютого 2022 виконував завдання у столиці та на території Київської області, згодом боровся із військовими РФ на східному напрямку. | 1 червня 2023  | Прощання відбулося 7 червня 2023 у гарнізонному храмі. Похований на Личаківському цвинтарі. |
| 11809                          |                                 | Штил Ерік Владиславович                                         | 2 лютого 1998, м. Ужгород. У 2015 році закінчив Багатопрофільний ліцей «Інтелект». Під час навчання в школі займався туризмом й отримав звання «Кандидата у майстри спорту України». У 2019 році був призваний до строкової військової служби, закінчив службу у 2020 році. Після початку повномасштабного вторгнення Росії в Україну долучився до лав територіальної оборони. З 2 квітня 2022 року пішов на захист України та до останнього дня свого життя боронив Батьківщину. | 1 червня 2023  | Загинув на полі бою від отриманого вогнепально-осколкового поранення голови. |
| 11810                          |                                 | Ковальчук Микола Віталійович                                    | 4 вересня 1983, селище Колки, Луцького району, Волинської області. Старший водій 1-стрілецького відділення 3 стрілецького взводу 2 стрілецької роти в/ч А7086, 2-й окремий стрілецький батальйон. З 2014 року брав активну участь в АТО на Сході країни. | 1 червня 2023  | Був нагороджений: відзнакою і нагрудним знаком Президента України «ЗА УЧАСТЬ В АНТИТЕРОРИСТИЧНІЙ ОПЕРАЦІЇ» указ Президента від 17 лютого 2016 року. Нагороджений нагрудним знаком "Учасник бойових дій в російсько-українській війні.(від 24 серпня 2019 р.) Нагороджений грамотою і нагрудним знаком «Учасник АТО» від 14 жовтня2020 року. Загинув під час обстрілу позиції в районі населеного пункту Степове Василівського району Запорізької області. Отримавши множинні наскрізьні та сліпі поранення тулуба та кінцівок з ушкодженням внутрішніх органів. |
| 11811                          |                                 | Легач Василь Васильович(«Паяльник»)                             | 27.07.1989. Нагороджений званням "Почесний громадянин Тячівської міської територіальної громади" посмертно. Отримав відзнаку почесний нагрудний знак Головнокомандувача Збройних сил України "Хрест хоробрих". Посмертно нагороджений почесною нагородою "Захисник рідної землі" згідно розпорядження №425 виконавчого комітету Мукачівської міської ради. | 1 червня 2023  | Загинув під час виконання бойового завдання в околицях н.п. Ступочки Донецької області (Бахмутський напрямок) |
| 11812 … 11815                  |                                 | Україна                                                         | Військовослужбовці ЗС України. | 1 червня 2023  | |
| 2 червня                       |                                 |                                                                 | |                | |
| 11816                          |                                 | Вавелюк Володимир                                               | 36 років, Камінь-Каширський, Волинь. Матрос. Житель с. Галузія. | 2 червня 2023  | Загинув внаслідок мінометного поранення, отриманого в Донецькій області. |
| 11817                          |                                 | Оністрат Остап Андрійович («Бендер»)                            | 21 рік, м. Київ. Навчався у Києво-Могилянській академії, але призупинив навчання через повномасштабне вторгнення. Добровільно долучився до ЗСУ 1 червня 2022 року. Оператор БПЛА, 68-ма окрема єгерська бригада. Син українського бізнесмена та банкіра Андрія Оністрата. | 2 червня 2023  | Загинув під Вугледаром. Похований 6 червня 2023 на київському кладовищі «Берковці». Нагороджений орденом «За мужність» III ступеня (посмертно). |
| 11818                          |                                 | Савєльєв Владислав Михайлович («Nomad»)                         | 14 серпня 1996, м. Кіровоград. Виріс у родині військовослужбовців. Закінчив гімназію № 9 у м. Кропивницькому. Навчався у Харківському національному університеті Повітряних сил імені Івана Кожедуба, який закінчив з відзнакою у 2019 році. Пілот, майор повітряних сил України. | 2 червня 2023  | Зранку 2 червня 2023 року разом із пілотом «Juice» (Андрієм Пільщиковим) на двох МіГ-29 здійснили успішний бойовий виліт у східному напрямку, запустивши ракети HARM. Увечері того ж дня Владислав Савєльєв виконував ще один бойовий виліт. Під час нього було успішно запущено керовані бомби JDAM, які досягли своїх цілей. Однак у районі Покровська (Донецька область) його літак був уражений силами ворожої ППО . Нагороджений орденом Богдана Хмельницького ІІІ ступеня (посмертно). |
| 11819                          |                                 | Горонді Едуард Олександрович                                    | 9 лютого 1992, м. Мукачево. Учасник АТО 2014 року. Долучився знову до ЗСУ після повномасштабного вторгнення. З 2022 служив у військовій частині А7084, 101-ша окрема бригада територіальної оборони, молодший сержант. | 2 червня 2023  | Загинув на «нулі». Похорон відбувся 11 червня 2023 в Мукачеві. |
| 11820                          |                                 | Бак Юрій                                                        | 54 роки, м. Львів. Закінчив колишнє Харківське вище військове училище та Харківський національний університет внутрішніх справ. Більшу частину життя присвятив службі у Національній гвардії України. Військовий перебував у складі 45 полку імені Олександра Красіцького, 2 окремої Галицької бригади та Навчального центру імені Василя Вишиваного. Зокрема, працював заступником командира з озброєння-начальником технічних частин НГУ. Також обіймав посаду начальника автомобільних та бронетанкових служб технічного забезпечення внутрішніх військ МВС. Виконував бойові завдання у зоні АТО у складі однієї з військових частин Західного територіального управління. За особисту мужність захисника нагородили нагрудним знаком «Учасник АТО». Після початку повномасштабної війни полковник був заступником командира 2 стрілецького батальйону військової частини Нацгвардії України. | 2 червня 2023  | Прощання відбулося 5 червня 2023. Похований на Сихівському кладовищі у Львові. |
| 11821                          |                                 | Майорчак Микола                                                 | 30 років, с. Вовків Львівської області. Закінчив історичний факультет ЛНУ імені Івана Франка. У 2021 році чоловік вступив на аспірантуру до Інституту українознавства імені Івана Крип'якевича НАН України та вивчав археологію. Науковець брав участь у археологічних експедиціях, досліджував античну епоху, історію раннього християнства та поселення липицької культури. Також був учасником проєкту «Локальна історія», де записував свідчення очевидців національно-визвольних змагань в Україні. Крім того, обіймав посаду старшого наукового співробітника Львівського історичного музею. Був учасником Революції Гідності. Із початком повномасштабного вторгнення став на захист України. Спочатку перебував на військовій службі в одному з відділів Львівського районного територіального центру комплектування та соціальної підтримки. Згодом виконував бойові завдання у лавах 10 окремої гірсько-штурмової бригади «Едельвейс». | 2 червня 2023  | 6 червня похований на Личаківському цвинтарі у Львові. |
| 11822                          |                                 | Кукін Геннадій                                                  | 47 років, м. Новий Розділ. Був мобілізований на військову службу 11 грудня 2022 року. Проходив службу в складі 3 механізованого батальйону військової частини А0501. | 2 червня 2023  | Загинув в районі населеного пункту Новоселівське Луганської області. |
| 11823                          |                                 | Колубатко Василь                                                | 52 роки, м. Лозова. З перших днів вторгнення став на захист України, сиротами лишились двоє доньок. | 2 червня 2023  | Загинув під час артобстрілу. 7 червня відбувся похорон в місті Лозова. |
| 11824                          |                                 | Сікорський Антон Миколайович                                    | 29 травня 1984 р, м. Первомайськ Миколаївської обл. Молодший сержант, командир третього єгерського взводу третьої єгерської роти 1 єгерського батальйону 68 окремої єгерської бригади ім. Олекси Довбуша. Закінчив ТНУ ім. Вернадського за спеціальністю Біохімія. Строкова служба в 2007—2008 в бригаді берегової оборони в АРК. Працював у фармацевтичних компаніях «Дарниця», «Артеріум», «Асіно», Київський вітамінний завод, Соффарма. Розробляв і патентував нові лікарські засоби. 24 лютого 2022 року був в Мадриді у відрядженні, але повернувся в Україну і 6 березня 2022 року пішов добровольцем захищати Україну. Спочатку був медиком роти, потім командиром взводу. Виконував бойові завдання біля Вугледару, Пречистівки, Павлівки. Без батька залишився 2-річний син. | 2 червня 2023  | 2 червня 2023 року загинув під час виконання бойового завдання. Похований 15 червня 2023 року на Берковецькому міському кладовищі Києва. 42 ділянка, 14 ряд. |
| 11825                          |                                 | Кобір Григорій                                                  | 1969, с. Тинів поблизу Дрогобича, але багато років жив у місті Самбір. Брав участь у врегулюванні конфлікту в Нагірному Карабаху. Після армії він 10 років пропрацював на заводі у Дрогобичі, потім — займався приватним бізнесом. Був активним учасником Революції Гідності. Входив до складу «Самооборони Самбірщини», а у найгарячіші моменти розстрілів Небесної Сотні перебував на Майдані. З 2014 року регулярно почав їздити на схід допомагати нашим захисникам. На Самбірщині Григорія знали як футболіста. Він грав за багато різних клубів, останній з яких ФК «Стріла». До ігор команда підготувала нову форму, але Григорій не встиг ї приміряти, бо почалась повномасштабна війна. У перші дні після вторгнення він добровольцем зголосився патрулювати вулиці міста, а на початку травня 2022 року доєднався до лав Збройних сил України. Служив старшим техніком роти понтонно-мостового батальйону в/ч А 3817. Саме він оглядав, готував та ремонтував техніку для виконання бойових завдань. | 2 червня 2023  | Під час одного з них, 2 червня 2023 року, внаслідок артилерійського обстрілу загинув. У пам'ять про Героя у Самборі заснували щорічний футбольний турнір. Перший відбувся у липні 2023 року. |
| 11826                          |                                 | Проценко Олег Васильович                                        | 25 липня 1992, с. Переволочна Прилуцького району Чернігівської області. У 1998 року пішов до 1 класу Переволочнянської школи. У 2002 році разом з сім'єю переїхав до с. Охіньки. У 2009 році закінчив 11 класів Охіньківської ЗОШ І-ІІІ ступенів. Протягом 2009—2010 років навчався в Дігтярівському СПТУ. У 2010 році пішов трактористом працювати до СТОВ «Батьківщина». У 2012 році вперше став до лав ЗС України, службу та навчання проходив у Житомирі. Одружився у 2014 році. Після початку повномасштабної війни чоловік долучився до Захисників України. Був призваний на військову службу Прилуцьким РТЦК та СП 27 грудня 2022 року. Був водієм розвідувального відділення розвідувального взводу десантно-штурмового батальйону 80-ї окремої десантно-штурмової бригади. | 2 червня 2023  | Загинув поблизу населеного пункту Іванівське Бахмутського району Донецької області. Похований на місцевому сільському кладовищі у селі Охіньки Прилуцького району Чернігівської області. Нагороджений орденом «За мужність» III ступеня (посмертно). |
| 11827                          |                                 | Багно Сергій («BAGGI»)                                          | 24 роки, м. Охтирка Сумської області. Після закінчення школи здобув фах тракториста-машиніста у Богодухівському професійно-технічному ліцеї. Пройшов строкову військову службу, а згодом вирішив залишитися в армії, тому підписав контракт. На момент повномасштабного російського вторгнення Сергій служив у 72-ій окремій механізованій бригаді імені Чорних Запорожців. Був у складі самохідного артилерійського дивізіону. | 2 червня 2023  | Загинув біля селища Катеринівка на Донеччині. Під час виконання бойового завдання отримав смертельні поранення внаслідок ворожого обстрілу. Похований на Алеї Слави цвинтаря у рідному місті. |
| 11828                          |                                 | Крисюк Михайло Васильович                                       | 50 років, селище Степань. Навчався в місцевій школі. Закінчив Радивилівське професійно-технічне училище №26, де здобув кваліфікацію оздоблювальника деревообробного виробництва, верстатника. Працював столяром, пізніше – машиністом котелень в ОЗ ЗСО «Степанський ліцей». Служив у 60-му батальйоні «Поліські вовки» 104-ої окремої бригади територіальної оборони ЗСУ. Обіймав посаду кулеметника. | 2 червня 2023  | Загинув поблизу селища Дружба на Донеччині внаслідок ворожого мінометного обстрілу . |
| 11829                          |                                 | Михайленко Андрій Русланович                                    | 22 травня 1997, м. Василівка Запорізької області. Сапер інженерно-саперного відділення інженерно-саперного взводу механізованого батальйону військової частини А4007 | 2 червня 2023  | Загинув внаслідок поранення, отриманого від розриву осколкової гранати, біля Авдіївки Покровського району Донецької області . |
| 11829 … 11829                  |                                 | Україна                                                         | Військовослужбовці ЗС України. | 2 червня 2023  | |
| 3 червня                       |                                 |                                                                 | |                | |
| 11830                          |                                 | Довган Ігор                                                     | 18.10.1980, 42 роки, с. П’ятничани. Проживав в м. Стрий. 4 березня 2022 року долучився до лав ЗСУ. 3 серпня 2022 року обороняв Миколаївщину, Херсонщину, Кремінну, а з кінця січня 2023 року брав участь у боях Бахмутського району Донецької області. Служив бойовим медиком. | 3 червня 2023  | Загинув під час виконання бойового завдання поблизу населеного пункту Іванівське Бахмутського району. Похований на Алеї Слави у Стрию 8 червня 2023 року. Залишилося двоє синів . |
| 11831                          |                                 | Рибак Ігор                                                      | 35 років, м. Лозова. Навідником-оператор. | 3 червня 2023  | Загинув поблизу Берестового Куп'янського району. |
| 11832                          |                                 | Чепець Андрій                                                   | 27 років. На фронті перебував з 2016 року. Старший солдат. | 3 червня 2023  | Загинув поблизу Берестового Куп'янського району. Прощання із захисником відбулось 6 червня у селі Мар'ївка |
| 11833                          |                                 | Магазінов Сергій («Чіф»)                                        | 42 роки, м. Горлівка Донецької області. Закінчив автотранспортний технікум. Працював автомеханіком. У 2014 році, коли російські військові окупували Донбас та рідне місто, він із родиною був змушений переїхати до Вишгорода на Київщині. 24 березня 2022 долучився до ТРО Київської області. У жовтні 2022 перейшов на службу в 81-шу окрему аеромобільну бригаду. | 3 червня 2023  | Загинув біля селища Білогорівка на Луганщині. Під час виконання бойового завдання боєць отримав смертельні поранення внаслідок ворожого артилерійського обстрілу. Похований у Вишгороді на Київщині |
| 11834                          |                                 | Максимець Тарас                                                 | 10 березня 1994, м. Червоноград. Старший солдат, майстер-номер обслуги 148-го окремого гаубичного самохідно-артилерійського дивізіону. З 2014 року працював гірничомонтажником на шахті «Великомостівська». | 3 червня 2023  | Помер в районі села Перлявка Житомирської області |
| 11835                          |                                 | Войтюк Дмитро Вікторович («Чечен»)                              | 3.01.1993, 30 років, м. Сарни Рівненської області. Після школи вступив у вище професійне училище № 21, а потім — у Мирогощанський аграрний фаховий коледж. Згодом переїхав до Києва за коханою, там і жив далі. Закінчив Національний університет біоресурсів і природокористування і став магістром енергетики. Тривалий час служив у поліції. Був старшим екіпажу й офіцером — лейтенантом поліції. Згодом обійняв посаду менеджера з продажу в ТОВ «Електросистеми України». Під час повномасштабного вторгнення записався у добровольці ТРО. Далі вони стали 104-ою окремою бригадою ТРО ЗСУ. Спочатку захищали периметр міста, потім вирушили до кордону з Білорусією. Там чоловік став командиром відділення, а вже згодом — командиром взводу, молодший лейтенант. У квітні 2023-го їхній підрозділ перемістили на Бахмутський напрямок. | 3 червня 2023  | Загинув в районі села Дачне на Донеччині. Виконуючи бойове завдання, отримав смертельні поранення під час ворожого артилерійського обстрілу. Похований у рідному місті Сарни . |
| 11836                          |                                 | Чорній Юрій Мирославович                                        | 17 травня 1970, с. Підсадки, Львівська область. Навчався у Середній загальноосвітній школі І-ІІІ ступенів №31 міста Львова. Здобув освіту у Львівському професійному коледжі готельно-туристичного та ресторанного сервісу. Після завершення навчання проходив військову службу у Дрездені. У мирний час працював у Чехії. Повернувшись до Львова, працював у галузі поліграфії. Сержант, командир стрілецького відділення | 3 червня 2023  | Загинув під час виконання бойового завдання |
| 11837                          |                                 | Полін Олексій Валерійович («KASPER»)                            | 5 березня 1991, м. Сарни. Навчався у НВК «Школа-колегіум» ім.Т.Г.Шевченка з 1998 по 2006 роки. Після закінчення школи вступив до Сарненського педагогічного коледжу РДГУ на спеціальність «Фізичне виховання». Після закінчення коледжу, з 2010 по 2014 роки, навчався у Харківському національному університеті внутрішніх справ за спеціальністю «Соціологія». З 2014 по 2021 роки служив в ОВС Сарненському районному відділі поліції ГУНП у Рівненській області, на посаді начальника сектора логістики. У 2015 році брав участь в АТО/ООС, за що був нагороджений відзнакою Президента України. У 2021 році звільнився з органів поліції у званні капітана поліції. На початку повномасштабного вторгнення добровольцем пішов в ТРО. Далі вони стали окремою 104 бригадою ЗСУ. Спочатку захищали периметр міста Сарни, далі перемістилися до кордону з білоруссю. У квітні 2023 року хлопців перемістили на Бахмутський напрямок. Служив в 60-му батальйоні «Поліські вовки», командир стрілецького відділення в/ч А7072 (104-а окрема бригада територіальної оборони), молодший сержант ЗСУ. | 3 червня 2023  | Загинув 3 червня 2023 року, в результаті бойових дій поблизу н.п.Дачне Донецької області, разом зі своїм земляком Дмитром Войтюком. Похований на Алеї Героїв у м.Сарни . |
| 11838                          |                                 | Гусєв Андрій Валерійович                                        | 24.11.1980. Вищу освіту здобув у Дніпровському національному університеті імені Олеся Гончара за фахом журналіста-міжнародника. Під час російського вторгнення в Україну у званні підполковника був командиром групи спеціального призначення 3-го окремого загону спеціального призначення «Омега» Центру спеціального призначення Національної гвардії України. Був нагороджений орденом Богдана Хмельницького ІІІ степеня. | 3 червня 2023  | Загинув 3 червня 2023 року в Харківській області. Поховано в м. Дніпро. Герой України (23 серпня 2024, посмертно). |
| 11839                          |                                 | Гирич Іван                                                      | 50 років, с. Жупани Козівської громади. Після початку повномасштабного вторгнення вступив до лав ЗСУ. Служив у військовій частині А4447. | 3 червня 2023  | З червня 2023 року боєць зник безвісти. Його загибель у населеному пункті Мала Токмачка Запорізької області підтвердили в вересні 2024 |
| 11840                          |                                 | Савич Олександр Васильович                                      | 12.05.1976. Молодший сержант. 60-й батальйон, 104 ОБрТрО | 3 червня 2023  | [ 41 ] |
| 4 червня                       |                                 |                                                                 | |                | |
| 11840                          |                                 | Кава Тарас Михайлович («Снікерс»)                               | 14 березня 1983, с. Чесники Рогатинського району. Навчався в місцевій школі, згодом продовжив здобувати освіту в Рогатинському СПТУ № 35, де отримав професію тракториста-машиніста. З 1999 по 2001 пройшов військову службу. У мирний час працював у СВК ім. Михайла Грушевського та за кордоном. До лав ЗСУ був мобілізований 14 березня 2002 (у свій день народження). Проходив службу у військовій частині Т0950. Був гранатометником 1-го штурмового відділення, 1-го штурмового взводу штурмової роти. 28 лютого був спрямований на оборону фортеці Бахмут. 23 березня 2023 отримав контузію. 3 травня отримав осколкове поранення. 4 травня померла його мама після важкої хвороби. | 4 червня 2023  | Загинув під час виконання бойового завдання на околицях Іванівського Бахмутського району на Донеччині. Отримав осколкові поранення близько 15:45. Залишилися син і донька. |
| 11841                          |                                 | Зелінський Сергій Петрович («Марафон»)                          | 19 липня 1982, 40 років, с. Кізомис Херсонської області. Після закінчення школи навчався у Херсонському державному аграрно-економічному університеті за спеціальністю "Менеджмент". З 2014 року займався активною волонтерською діяльністю та очолював спілку воїнів АТО Білозерської громади. До повномасштабної війни був підприємцем, став співзасновником ветеранського бізнесу — піцерії «Сіль і перець». Був в окупації в Херсоні, співпрацював з СБУ. За його допомоги підривали колаборантів. Він виготовляв вибухівку. Після того як виїхав з окупації вступив до лав ССО. Був заступником командира групи «Грека». Брав участь в розвідувальних операціях. | 4 червня 2023  | Загинув в стрілецькому бою в Харківській області. Прощання відбулося 8 червня в Хмельницькому. Залишилися мама, дружина, син і донька, сестра. |
| 11842                          |                                 | Стефанишин Микола                                               | 49 років, с. Мостище Олешанської громади. Останні кілька років проживав в Івано-Франківську. На захист країни військовослужбовець став на початку повномасштабного вторгнення РФ. Спочатку працював у територіальному центрі комплектування та соціальної підтримки, проходив військовий вишкіл. У лавах ЗСУ служив старшим солдатом. Воював на Донеччині. На початку травня 2023 року був у відпустці, приїздив до рідного села. | 4 червня 2023  | Загинув під час чергування на контрольному пункті поблизу села Новокалинове Покровського району Донецької області. Похований на Алеї героїв в Чукалівці біля Івано-Франківська. |
| 11843                          |                                 | Куценко В'ячеслав Володимирович                                 | 1 березня 1980, м. Українка. Долучився до лав ЗСУ 17 січня 2023 року. | 4 червня 2023  | Загинув поблизу населеного пункту Сторожеве Волноваського району в Донецькій області під час виконання обов'язків військової служби при захисті Батьківщини. |
| 11844                          |                                 | Чудівський Сергій                                               | 21 червня 1997, селище Березна Чернігівської області. Навчався у місцевій школі. У 2017 році закінчив Чернігівський кооперативний фаховий коледж, де вчився на технологічному відділенні. Працював кондитером. З перших днів повномасштабного російського вторгнення захищав країну в одній із бригад Національної гвардії України. Був розвідником. | 4 червня 2023  | Загинув під час виконання бойового завдання біля села Білогорівка на Донеччині. Похований у рідному селищі |
| 11845                          |                                 | Савлук Павло («Рудий»)                                          | 39 років, селище Кирнасівка Вінницької області. Навчався в Брацлавському училищі, де здобув професію слюсара-електрика. Одружився і згодом з родиною переїхав до міста Приморськ Запорізької області. Усе життя працював будівельником. З 2014 року займався волонтерською діяльністю. У лютому 2022 року став бійцем 114-го батальйону 110-ї окремої бригади територіальної оборони Збройних Сил України. Служив у протитанковому взводі роти вогневої підтримки. | 4 червня 2023  | Загинув поблизу села Новопіль на Донеччині. Під час виконання бойового завдання отримав смертельні поранення внаслідок влучення в його окоп бомби ФАБ-500 з боку російських окупантів. Похований в рідному селі |
| 11846                          |                                 | Скоблій Іван («Прапор»)                                         | 48 років, м. Новий Розділ. Навчався у місцевій школі № 4. У 1993 році закінчив Новороздільське ПТУ № 5, здобув фах слюсаря з ремонту автомобілів. Останнім місцем роботи був супермаркет «Сільпо», де чоловік був охоронником. В 2020 році підписав контракт із ЗСУ. Служив оператором-навідником БМП у 109-му батальйоні 10-ї окремої гірсько-штурмової бригади. Виконував бойові завдання на території ООС. Під час повномасштабного вторгнення продовжував разом із побратимами захищати Україну від окупантів. | 4 червня 2023  | Загинув біля села Званівка на Донеччині. Вирушаючи на бойове завдання, боєць підірвався на ворожій міні. Похований на Малехівському кладовищі у рідному місті. |
| 11847                          |                                 | Дунай Сергій                                                    | 1 серпня 1971, с. Карначівка на Тернопільщині. Усе життя займався футболом: спочатку виступав за місцеву команду «Каменяр», потім входив до складу «Стандарта» (Вишгородок), а також грав у ветеранському чемпіонаті Тернопільської області за клуб «Ветеран» з Ланавців. До початку повномасштабного вторгнення Сергій брав участь у російсько-українській війні, але повернувся до мирного життя, у якому був вчителем математики та інформатики Лопушненської школи. У березні 2022 року Сергій став на захист України знову. Був командиром механізованого взводу 3 механізованої роти військової частини А3719, мав звання капітана. | 4 червня 2023  | Загинув унаслідок ворожого мінометно-артилерійського обстрілу поблизу села Діброва на Луганщині |
| 11848                          |                                 | Удод Віктор                                                     | 49 років, с. Богуші Рівненської області. Жив у селищі Новопаволоцьке Житомирської області. Здобув фах столяра, будівельника, паркетника у Соснівському професійно-технічному училищі № 8. Пройшов строкову військову службу. Одружився, виховував чотирьох дітей. Був механізатором. Під час повномасштабного російського вторгнення був мобілізований до лав Збройних Сил України. Служив у військовій частині А4773. Обіймав посаду старшого навідника | 4 червня 2023  | Загинув виконуючи військові обов'язки біля села Володине на Донеччині. Загинув в селі Паволоч на Житомирщині. |
| 11849                          |                                 | Тімукін Іван Анатолійович                                       | 11 листопада 1987 с. Бехтери, Голопристанського району, Херсонській області. Закінчив Бехтерську ЗОШ, після закінчення 9 класу змушений був працювати, так як батьки померли. Із початком повномасштабного вторгнення виїхав з Харківської області де працював, як ВПО до сестри в м. Ужгород і добровільно пішов на захист України. 1 червня 2022 року був призваний до лав ЗСУ. Виконував бойові завдання на найгарячіших напрямках спочатку у складі 53 ОМБр на Донецькому напрямку: Бахмут, Мар'янка, Костянтинівка, потім на Херсонському, а з січня 2023 року перевівся в нову 23 ОМБр. | 4 червня 2023  | Загинув при виконанні бойового завдання на Запорізькому напрямку поблизу н.п. Левадне потрапив під мінометний обстріл ворога і отримав поранення не сумісне з життям. Похований 21 червня на Берковецькому кладовищі у м. Київ, 42 ділянка, 17 ряд. Нагороджений орденом «За мужність» III ступеня (посмертно). Залишилася молодша сестра, яка також несе службу в лавах ЗС та кохана дівчина Юлія, яка вірно чекала Івана з війни |
|                                |                                 | Павлечко Роман («Павлик»)                                       | 37 років, с. Слобода-Небилівська, Івано-Франківської області. Спочатку навчався у місцевій школі, а з 5 класу – у Небилівській. У 7 років, коли помер його батько, був змушений працювати, щоб допомагати родині. У 16 років вирушив на заробітки за кордон, а в 18 почав службу в українській армії, був зв’язківцем. Після закінчення служби знову поїхав за кордон. Після початку повномасштабного вторгнення добровольцем долучився до 10-ої окремої гірсько-штурмової бригади «Едельвейс». У грудні 2022 року отримав важкі поранення, довго лікувався, навіть йшов на поправлення. Проте невдовзі йому знову погіршало. | 4 червня 2023  | У грудні 2022 року потрапив у реанімаційне відділення міста Дніпра з багатьма пораненнями. Після лікування його відпустили додому. Звідти потрапив у лікарню в Івано-Франківську. Йому стало краще і його виписали. У Романа прокинулася велика жага до життя. Купив собі трактор, щоб після повного одужання працювати на полі, хоча до поля ледь ішов. Невдовзі йому знову погіршало. Після обстежень чоловіка прооперували, але покращення не було. І 4 червня 2023 року він помер. |
|                                |                                 | Баліцький Кирило Васильович                                     | 23 березня 1990, с. Колодяжне. Після закінчення школи продовжив освіту в Баранівському ліцеї. Працював на кар'єрі у ТОВ «Граніт». У січні 2023 долучився до лав ЗСУ. Солдат, стрілець-санітар 1-го механізованого батальйону. | 4 червня 2023  | Загинув поблизу села Рівнопіль, Донецька область. |
| 5 червня                       |                                 |                                                                 | |                | |
| 11850                          |                                 | Ковтун Василь Михайлович                                        | 20 жовтня 1974, с. Атюша Коропської громади. У 1992 році закінчив 10 класів Атюшівської середньої школи й пішов навчатися до Ніжинського сільськогосподарського технікуму. Відслужив у армії. Після служби пішов працювати в СВК «Правда» трактористом, де і працював до реорганізації. Останній час працював опалювачем Атюшівської ЗОШ I—III ступенів ім. Станіслава Ковтуна. Із 16 січня 2023 року був мобілізований і перебував на військовій службі, захищав Україну у складі 31-ї окремої механізованої бригади. | 5 червня 2023  | Загинув під час виконання бойового завдання в Донецькій області поблизу населеного пункту Новоочеретувате. |
| 11851                          |                                 | Максимчук Юрій                                                  | 31 жовтня 1993, с. Бистриця Надвірнянського району. | 5 червня 2023  | Загинув військовослужбовець 5 червня 2023 під час виконання бойового завдання на Запорізькому напрямку. |
| 11852                          |                                 | Тарасіч Олександр Олександрович                                 | 34 роки, житель м. Вараш. Молодший сержант, командир відділення однієї із рот 95-ї окремої десантно-штурмової бригади. Мобілізований у січні 2023 року. | 5 червня 2023  | Загинув у бою біля м. Мар'їнка Донецької області під час виконання бойового завдання. Похований 10 червня на Алеї Героїв на кладовищі у с. Стара Рафалівка. |
| 11853                          |                                 | Ярецький Мирон Богданович                                       | 6 липня 1984 | 5 червня 2023  | Похований на Алеї Героїв кладовища с. Чукалівка 20 червня 2023. |
| 11854                          |                                 | Сахнік Станіслав                                                | 29 грудня 1999. Лейтенант. | 5 червня 2023  | Похований 22 червня на цвинтарі в селі Хриплин. |
| 11855                          |                                 | Голубка Іван Васильович                                         | 12.01.1996, с. Дебеславці, Коломийський район, Івано-Франківська область. Був командиром БМП 109 батальйону у складі 10 окремої гірсько-штурмової бригади «Едельвейс». | 5 червня 2023  | Загинув поблизу села Григорівка Бахмутського району під час штурму позицій РФ. Похорон відбувся 21 червня в рідному селі Герой України (посмертно, 5 грудня 2024). |
| 11856                          |                                 | Слющенко Олексій                                                | Багаторазовий чемпіон України з бодібілдінгу та паверліфтінгу служив у розвідпідрозділі 123-ї бригади територіальної оборони. | 5 червня 2023  | 5 червня 2023 брав участь в операції на дніпровських островах, поблизу Херсона. Отримав смертельне поранення, коли намагався витягнути свого пораненого командира. |
| 11857                          |                                 | Савчин Ігор Михайлович                                          | 14 червня 1983. Мешкав в м. Долина. На військову службу чоловіка 18 грудня 2022 року призвав Калуський територіальний центр комплектування та соціальної допомоги. Служив навідником гранатометного відділення взводу вогневої підтримки десантно-штурмової бригади морської піхоти. | 5 червня 2023  | Загинув поблизу селища Велика Новосілка Волноваського району. Разом із побратимами штурмували позиції військових РФ. |
|                                |                                 | Дімчев Дмитро Володимирович                                     | 1 лютого 1995, с. Теплиця Болградського району Одеської області. Середню освіту здобув в ДНЗ “Арцизький професійний аграрний ліцей”. З 2015 року на службі в ЗСУ, останні роки служив у підрозділі морської піхоти. | 5 червня 2023  | Загинув під час виконання бойового завдання. Похований 10 червня в рідному селі. |
| 11858                          |                                 | Кривко Віктор                                                   | с. Теофіпілка. | 5 червня 2023  | Загинув на Запорізькому напрямку, під час обстрілу. |
| 11859                          |                                 | Чайка Олександр Олександрович («Піаніст»)                       | 12.4.1990, 33 роки, м. Переяслав Київська область. Був мобілізований 18 травня 2022. Молодший сержант 3 ОШБр. | 5 червня 2023  | Загинув біля Бахмута. Похорон відбувся 9 червня 2023 в місті Переяслав. Залишилися дружина, донька та батьки . |
|                                |                                 | Іванов Олександр («Опер»)                                       | 47 років, м. Суми. Закінчив будівельний коледж. Пройшов строкову військову службу. Після армії служив у міліції на посадах оперуповноваженого та слідчого. Мав високі показники з пошуку і затримання правопорушників. Звільнився у званні капітана і почав реалізовувати свій потенціал у цивільному житті. Працював на підприємстві, яке спеціалізувалось на металах. З початком повномасштабної війни Олександр вирішив, що має захищати Україну. Приєднався до лав 31-ї окремої механізованої бригади ЗСУ. Обійняв посаду командира машини-командира відділення та вирушив на передову. | 5 червня 2023  | Загинув поблизу села Новосілка на Донеччині. Під час ведення наступальної операції отримав смертельні поранення внаслідок ворожого артилерійського обстрілу. Похований на Алеї Слави в Сумах |
|                                |                                 | Крушельницький Андрій Михайлович                                | 24 листопада 1999, с. Тудорів Чортківського району. | 5 червня 2023  | Загинув в районі населеного пункту Північне Донецької області |
|                                |                                 | Добрянський Геннадій («Батя»)                                   | 49 років, с. Олександрівка Миколаївської області. Здобув середню освіту в Олександрівській школі. Потім вступив до Вознесенського ПТУ-18, де навчався на електрика. У 1992-му був призваний на строкову службу та зарахований в списки Чорноморського флоту. За два роки – звільнений зі строкової служби з присвоєнням звання старшина 1 статті. Після служби змінив кілька професій, доки в 2006-му не влаштувався на залізницю, де працював монтером колії 4 розряду. 14 січня 2023 року Геннадій був мобілізований до лав Військово-морських сил ЗСУ. Він обійняв посаду головного сержанта взводу в 37-ій окремій бригаді морської піхоти. | 5 червня 2023  | Загинув під час штурмових дій поблизу селища Урожайне на Донеччині. Похований в рідному селищі Олександрівці. Залишилися батьки, дружина, донька та син . |
|                                |                                 | Брюх Микола Олександрович                                       | 24 березня 1984 року. Проживав у селі Ковжиха Великорублівської громади. Матрос, стрілець-помічник гранатометника. | 5 червня 2023  | Загинув в районі селище Урожайне Волноваського району Донецької області внаслідок артилерійського обстрілу |
| 6 червня                       |                                 |                                                                 | |                | |
| 11860                          |                                 | Рудак Андрій Тарасович                                          | 30 листопада 1998, с. Парище у Надвірнянській громаді. З 2005 по 2012 навчався в школі. Лейтенант | 6 червня 2023  | Загинув у бою з військовими формуваннями РФ поблизу Яковлівки Донецької області. |
| 11861                          |                                 | Доценко Ілля («Грек»)                                           | 28 років, м. Сватове на Луганщині. Закінчив Луганський національний аграрний університет за спеціальністю «Облік та оподаткування». Працював в агросекторі. Коли почалося повномасштабне російське вторгнення разом із рідними переїхав на Хмельниччину і вже там вирушив до військкомату, щоб приєднатися до лав захисників. Воював у складі 132-го окремого розвідувального батальйону Десантно-штурмових військ Збройних Сил України. Був розвідником-гранатометником. Під час війни одружився. | 6 червня 2023  | Загинув внаслідок ворожого авіаудару в районі села Омельник Запорізької області. Похований на Алеї Слави кладовища мікрорайону Ракове у Хмельницькому. |
| 11862                          |                                 | Вієнко Руслан («Розвідка»)                                      | Липень 2003, с. Мала Білозерка Запорізької області. Після школи здобув фах електрика у Запорізькому машинобудівному вищому професійному училищі № 27. Після повномасштабного вторгнення приєднався до лав ЗСУ. Служив у 5-й окремій штурмовій бригаді. Обіймав посаду стрільця-зенітника. | 6 червня 2023  | Загинув в бою з окупантами за місто Бахмут на Донеччині. Під час ворожого артилерійського обстрілу боєць отримав уламкове поранення в голову, відкриту черепно-мозкову травму і кулеве поранення плеча. Ці травми стали смертельними. Похований на Алеї Слави Кушугумського кладовища у Запоріжжі |
| 11863                          |                                 | Головєй Олег («Професор»)                                       | 37 років, с. Сурсько-Михайлівка Дніпропетровської області. Мав незакінчену вищу освіту. Займався виготовленням виробів з дерева, шив чохли на ножі та пістолети. З 2016 року чоловік служив у ЗСУ за контрактом. Брав участь в АТО/ООС на Донбасі. Повномасштабне вторгнення зустрів разом із побратимами. На той момент обіймав посаду старшини батареї зенітно-ракетного дивізіону одного з підрозділів. | 6 червня 2023  | Загинув виконуючи бойове завдання біля селища Золочів на Харківщині. Боєць підірвався на ворожій міні та отримав смертельні вибухові травми. Похований в селищі Надіївка на Дніпропетровщині. |
| 11864                          |                                 | Борщук Дмитро Сергійович («Гайдамака»)                          | 11 березня 1986, м. Фастів. Навчався в ЗОШ №22 м.Києва, закінчив Вище комерційне училище Київського національного торговельно-економічного університету, здобув професію спеціаліста з технологій харчування. У 2014 Дмитро Борщук пішов добровольцем в АТО, а через два роки повернувся до рідного Фастова. Пішов працювати у «Житлотеплоенерго» (філія Київенерго). | 6 червня 2023  | [ 75 ] [ 76 ] |
| 11865 … 11869                  |                                 | Україна                                                         | Військовослужбовці ЗС України. | 6 червня 2023  | |
| 7 червня                       |                                 |                                                                 | |                | |
| 11870                          |                                 | Твардовський Юрій Михайлович                                    | 1992, с. Кам'янки (Тернопільський район) Тернопільська область. старший солдат 44 окремої артилерійської бригади імені Данила Апостола. | 7 червня 2023  | Загинув на запорізькому напрямку від отриманих поранень внаслідок артобстрілу. |
| 11871                          |                                 | Кавуліч Володимир                                               | 33 роки, м. Кременчук. Школу закінчив у селі Супрунівка Полтавської громади. 2013-го військовий переїхав до Києва. Був учасником Революції гідності. З початку московсько-української війни служив (Володимир Кавуліч -ред.) у складі свободівських добровольчих батальйонів «Січ» та «Карпатська Січ». Після початку повномасштабного вторгнення став до лав Добровольчого батальйону «Феміда-Чорнобаївка». Був начальником координаційного штабу батальйону. | 7 червня 2023  | Загинув рятуючи жителів Херсонщини, які постраждали через підрив російською армією Каховської ГЕС. Сильна течія затягнула його човен під баржу. |
| 11872                          |                                 | Войтина Владислав                                               | 16 лютого 1998, м. Львів. Навчався у львівській школі № 62. Здобував освіту в Інституті права, психології та інноваційної освіти Львівської політехніки. Потім проходив військову службу у місті Кам'янка-Бузька Львівської області. Із початком агресії росії виконував бойові завдання у зоні проведення антитерористичної операції/операції Об'єднаних сил у складі 80-ї окремої десантно-штурмової бригади ЗСУ. За особистий героїзм і відвагу був нагороджений Почесним нагрудним знаком Головнокомандувача Збройних Сил України «Сталевий хрест». Початок повномасштабного вторгнення російської федерації зустрів на передовій. Боровся із російськими окупантами на Херсонщині, Миколаївщині, Харківщині та Донеччині. | 7 червня 2023  | Загинув у бою з російськими окупантами. Похорон відбувся 10 червня 2023. Похований на Личаківському цвинтарі. |
| 11873                          |                                 | Задерей Денис Русланович                                        | 9 лютого 2022, с. Прип'ять, Ковельський район. Був сиротою, виховувався в прийомній сім'ї. Після навчання в Прип'ятській школі здобував освіту в Одеському військово-морському ліцеї, згодом — в Одеській військовій академії (спеціалізація «Морська піхота»). Лейтенант. З 17 липня 2019 року уклав контракт на проходження військової служби, був командиром десантно-штурмової роти. Разом з побратимами проходив навчання в Республіці Польща, де вдосконалював практичні навички та вміння для захисту своєї держави. | 7 червня 2023  | З 7 червня 2023 року воїн вважався зниклим безвісти. Незабаром підтвердилася його смерть. Загинув на Донеччині |
| 11874                          |                                 | Христенко Олег Андрійович («Крилов»)                            | 19 жовтня 2001, м. Львів. З юного віку був учасником різноманітних патріотичних рухів та ініціатив. В 15 років поїхав на навчання в Польщу, провчився рік. Здобував освіту у Національному університеті «Львівська політехніка» заочно, спеціальність психологія. Паралельно він вчився на ІТ-курсах і після завершення курсів йому запропонували роботу. У перші дні повномасштабного вторгнення Росії, попри відсутність військового досвіду, самостійно поїхав до столиці та вступив до лав 3-ї окремої штурмової бригади Сухопутних військ ЗСУ (колишній окремий полк спеціального призначення «Азов»). Спочатку виконував бойові завдання на Київщині, згодом перебував на південному та східному напрямках. 13 січня 2023 отримав поранення. Працював над новою ІТ-розробкою для покращення боєздатності українських снайперів, однак свій останній проєкт завершити не встиг. | 7 червня 2023  | Загинув на Бахмутському напрямку під час штурму позицій на каналі Сіверський Донець—Донбас. Похорон відбувся 17 червня у Львові |
| 11875                          |                                 | Тонконог Олександр Олександрович                                | 25 травня 1984, м. Запоріжжя. Закінчивши школу пішов навчатися до Запорізького професійного ліцею залізничного транспорту за спеціальністю помічник машиніста. З 2005 до 2017 року здобув нову професію — токаря. З 2018—2022 роки працював на АТ «Запорізький завод феросплавів» помічником машиніста. Долучився до лав ЗСУ 2 грудня 2022. Служив командиром мінометного відділення роти морської піхоти батальйону морської піхоти в військовій частині А4548, молодший сержант. | 7 червня 2023  | Загинув в районі населеного пункту Велика Новосілка під час штурмових дій з боку противника |
| 11876                          |                                 | Кобас Ігор                                                      | 45 років, с. Калинове Золочівської громади. Став на захист України з перших днів повномасштабного вторгнення. | 7 червня 2023  | Загинув від осколкового поранення на фронті. |
| 11877                          |                                 | Пендерецький Андрій («Дюхан»)                                   | 28 червня 1976, м. Івано-Франківськ. Сапер 3-ї Штурмової Бригади. 2-й штурмовий батальйон. | 7 червня 2023  | Похований на кладовищі в Дем'яновому Лазі в Івано-Франківську |
| 11878                          |                                 | Колесник Геннадій Григорович («Підкова»)                        | 30 квітня 1973, м. Бердянськ. Долучився до полку Азов в 2015 році. Потім був начальником штабу «Національного корпусу» в рідному Бердянську. З перших днів повномасштабного вторгнення долучився до лав ССО Азов Київ. (3ОШБР). Старший сапер 2-го штурмового батальйону. | 7 червня 2023  | Загинув під час розмінування логістичних шляхів. Похорон відбувся 14 червня на Алеї Слави на Лук'янівському цвинтарі в Києві |
| 11879                          |                                 | Бортков Андрій («Цитрамон»)                                     | 30 років, родом з Дніпропетровщини, проте виріс та прожив усе життя у місті Славутич Київської області. Закінчив там школу № 2. Працював на атомних електростанціях по всій Україні. У жовтні 2022 року, чоловік був мобілізований до Збройних Сил України. Ніс службу у 128-ій окремій гірсько-штурмовій бригаді. За час служби молодший сержант Бортков нагороджений медаллю «За хоробрість в бою». Він неодноразово рятував побратимів з поля бою, тому що служив бойовим медиком. | 7 червня 2023  | Загинув біля села Лобкове Запорізької області. Під час евакуації пораненого потрапив під артилерійський і танковий обстріли з боку окупантів. Осколки пробили його каску. Похований на Алеї Слави у місті Славутич Київської області. |
|                                |                                 | Дуденко Назар («Guffi»)                                         | 23 роки, м. Кодима Одеської області. Після закінчення школи поїхав до Львова навчатися на перукаря. Працював діджеєм у молодіжному таборі «Лінія відриву». У 2019 році вирішив піти на військову службу за контрактом до ЗСУ. Служив у 9-му батальйоні 59-ї окремої мотопіхотної бригади імені Якова Гандзюка. Був заступником командира бойової машини — навідником-оператором. Виконував бойові завдання на території ООС, зокрема, брав участь у боях на Світлодарській дузі. Під час повномасштабного вторгнення Назар разом із побратимами боронив Миколаївщину, Херсонщину й Донеччину. | 7 червня 2023  | Загинув 7 червня 2023 року під час відбиття ворожого штурму в районі села Первомайське на Донеччині. Воїн місяць не дожив до свого 24-річчя. Похований Шершенці Одеської області. Вдома на нього чекали дружина та син, який народився у 2021 році. |
|                                |                                 | Білошицький Сергій Вікторович                                   | 10 березня 1983, смт Сарата Одеської області. Навчався в Одеському професійному ліцеї будівництва та архітектури. Мобілізований до лав ЗСУ 11 січня 2023 року. | 7 червня 2023  | Довгий час вважався зниклим без вісті. Похорон відбувся 29 грудня 2023 року в селищі Сарата. |
|                                |                                 | Дудай Богдан Олександрович                                      | 17.10.1997, м. Луцьк.З дитинства жив із родиною в селі Товпижин Рівненської області. Після закінчення школи вступив до Вищого професійного училища-25 смт.Демидівка, здобув освіту електрика. У 2016-2019 роках проходив військову службу в ЗСУ. Служив у 14-ій окремій механізованій бригаді імені князя Романа Великого. Брав участь в АТО/ООС. У 2018-му був нагороджений нагрудним знаком «За зразкову службу». Потім повернувся до цивільного життя. Працював за кордоном. | 7 червня 2023  | Загинув в результаті ворожого обстрілу під час виконання бойового завдання щодо захисту незалежності України в населеному пункті Масютівка Харківської області . |
|                                |                                 | Бабич Дмитро Вікторович («Смайл»)                               | 1997, с. Михайлівка, Сумська область. Випускник географічного факультету КНУ імені Тараса Шевченка 2021 року | 7 червня 2023  | Загинув під Бахмутом . |
|                                |                                 | Шеремет Руслан Русланович                                       | 29 жовтня 1995, Тернопільська область. Закінчив Національний педагогічний університет імені М.П. Драгоманова, де здобув ступінь бакалавра. Був активістом, учасником організації «Традиція і порядок». Читав багато книг, особливо філософських (Сократ, Кʼєркегор) та про війну (Юнгер). Батальйон Реванш ГУР МО | 7 червня 2023  | Загинув на Харківському напрямку. Залишилися бабуся, батьки та юна сестричка, дівчина. Похований в селищі Чоповичі на Житомирщині |
| 8 червня                       |                                 |                                                                 | |                | |
| 11879                          |                                 | Марціновський Ярослав Михайлович («Цимбал»)                     | 30 вересня 1986, с. Ценява, Коломийського району, Івано-Франківської області. Закінчив Коломийський індустріально-педагогічний фаховий коледж, здобув фах маляра-штукатура. Заробляв на життя тим, що виконував індивідуальні замовлення з укладання тротуарної плитки. Пройшов навчання та став гранатометником. Ніс службу у 47-ій окремій механізованій бригаді «Маґура». | 8 червня 2023  | Загинув поблизу населеного пункту Новоданилівка на Запоріжжі. Залишилися дружина та донька . |
| 11880                          |                                 | Бобров Олександр Олександрович                                  | 6 лютого 1981, м. Полонне, Хмельницька область. Воював у складі 47-ї окремої механізованої бригади «Маґура». До повномасштабного російського вторгнення активно працював на користь громади у рідному місті Полонне, працював депутатом Полонської міської ради, очолював у міськраді фракцію партії «Громадянська позиція». | 8 червня 2023  | Загинув поблизу населеного пункту Новоданилівка на Запоріжжі . |
| 11881                          |                                 | Мазур Олексій Ігорович («Родео»)                                | 11 березня 1995, м. Липовець. Маленьким переніс онкологічне захворювання, після чого вирішив, що обов''язково стане лікарем. Став на захист України до лав полку Азов у 2015 році. Служив бойовим медиком. Одружився цієї весни. Він був поранений і отримав травму ніг, міг залишитися в тилу, але не захотів — продовжив рятувати поранених і був професіоналом своєї справи. | 8 червня 2023  | Загинув під час виконання бойового завдання в селі Мала Токмачка на Запоріжжі. Снаряд влучив у авто медичної евакуації. Похований в місті Липовець. Мав останнє прохання: якщо загине, то нехай на прощанні із ним лунає пісня Nokturnal Mortum «Україна». |
| 11882                          |                                 | Тихий Роман                                                     | 15 травня 1975, Нові Стрілища Львівської області. Згодом переїхав на Херсонщину, навчався в Антонівській загальноосвітній школі. Після завершення навчання проходив військову службу лавах морської піхоти у Севастополі. У мирний час із сім'єю проживав у Скадовську Херсонської області, працював слюсарем газового устаткування. Після початку повномасштабного вторгнення родина перебралася до Львова. У Львові Роман вступив до складу 93-ї окремої механізованої бригади «Холодний Яр». | 8 червня 2023  | Похований 12 червня 2023 на Личаківському цвинтарі |
| 11883                          |                                 | Джаман Василь                                                   | 1990, проживав у селі Кулачківці. Служив навідником 35 окремої бригади морської піхоти імені контр-адмірала Михайла Остроградського. | 8 червня 2023  | Помер від смертельного поранення, отриманого поблизу села Сторожове Волноваського району на Донеччині. |
| 11884                          |                                 | Ківінський Сергій                                               | 1979, селище Клевань. | 8 червня 2023  | Загинув в районі населеного пункту Мала Токмачка Запорізької області. Похований в селищі Клевань. |
| 11885                          |                                 | Мельник Олександр Адамович                                      | с. Чудель. Проживав у селі Стрільськ Сарненської громади. У лавах Збройних Сил України служив стрільцем-санітаром у 33-тій окремій механізованій бригаді. | 8 червня 2023  | Загинув під час виконання бойового завдання в районі населеного пункту Свобода Запорізької області. |
| 11886                          |                                 | Амброзяк Дмитро                                                 | 1988, с. Забережжя. Служив сапером. З початку червня 2023 року вважався зниклим безвісти. | 8 червня 2023  | Загинув біля села Роботине Пологівського району Запорізької області. |
| 11887                          |                                 | Мороз Сергій                                                    | с. Волиця. Був гранатометником військової частини А4447. | 8 червня 2023  | Загинув у Запорізькій області |
| 11888                          |                                 | Ткач Денис Вікторович («Макді»)                                 | | 8 червня 2023  | Загинув на Бахмутському напрямку |
| 11889                          |                                 | Щербань Михайло Русланович                                      | 15 липня 1994, м. Ладижин. Закінчив Ладижинську ЗОШ № 2. Навчався в Одеській Державній Академії Архітектури та Будівництва. Працював у ТОВ «Профсталь» в місті Києві. З 25 лютого 2022 року добровільно вступив до лав Збройних Сил України. Служив кулеметником в одній з військових частин. З серпня 2022 року брав участь у боях під Миколаєвом, на Херсонщині та Донецьких напрямках. | 8 червня 2023  | Помер в шпиталі 8 червня 2023 року. |
| 11890                          |                                 | Думінкевич Роман Степанович                                     | 1981, с. Студінка. Служив стрільцем-помічником гранатометника штурмового відділення штурмового взводу штурмової роти військової частини. | 8 червня 2023  | 8 червня 2023 року загинув у Запорізькій області під час виконання бойових завдань, пов'язаних із захистом Батьківщини |
|                                |                                 | Шкуран Богдан Вікторович                                        | 1991, Полонська громада, Хмельницька область. Командир 1 штурмового відділення 3 штурмової роти військової частини А4640, 25ОШБ, 47ОМБр. | 8 червня 2023  | Загинув у Запорізькій області під час виконання бойових завдань |
|                                |                                 | Міщанчук Дмитро («Шустрий»)                                     | 23 роки, м. Вільнянськ Запорізької області. Навчався в Академії Державної пенітенціарної служби в місті Чернігів. Працював у ПАТ «Запоріжсталь» наладчиком верстатів та молодшим інспектором відділу нагляду і охорони у Вільнянській виправній колонії №20. Службу проходив у лавах 47-ї окремої механізованої бригади «Маґура». Обіймав посаду механіка-водія М2 «Bradley». Воював на Харківському, Донецькому та Запорізькому напрямках. | 8 червня 2023  | Загинув під час виконання бойового завдання поблизу села Роботине Запорізької області. Залишились мама, бабуся, тітка, двоюрідна сестра . |
|                                |                                 | Цимбалій Анатолій Миколайович                                   | 1990 р.н., с. Глеюватка Криворізького району. | 8 червня 2023  | Загинув при виконанні бойового завдання поблизу села Іванівське Бахмутського району Донецької області. Нагороджений орденом «За мужність» III ступеня (посмертно). |
|                                |                                 | Савицький В'ячеслав («Сава»)                                    | с. Купчичі Чернігівської області. Навчався у Спаській школі. У 2020 році закінчив Національний університет «Чернігівська політехніка». З дитинства захоплювався футболом та вирішив присвятити себе спорту. Останні роки грав за ФК «Кудрівка» на позиції захисника. У 2022 році разом зі своєю командою став чемпіоном і володарем Кубка Чернігівської області. У червні 2022-го чоловіка мобілізували до лав Десантно-штурмових військ Збройних Сил України. В'ячеслав служив навідником у 81-ій окремій аеромобільній бригаді. Виконував бойові завдання на різних напрямках фронту. | 8 червня 2023  | Загинув 8 червня 2023 року під час виконання бойового завдання поблизу селища Білогорівка на Луганщині. |
|                                |                                 | Зорський Сергій («Бармалєй»)                                    | 52 роки, м. Запоріжжя. Здобув фах інженера-будівельника у Запорізькому будівельному технікумі. Пройшов строкову службу в Німеччині. Коли повернувся додому, працював на різних підприємствах свого регіону, зокрема, в «ЗапоріжАлюміньбуд», «Запоріжпромбуд», «Інтерпромбуд». Брав участь у будівництві Запорізького трансформаторного заводу, ПрАТ «Плутон», заводу «Перетворювач», ТОВ «Запорізький титано-магнієвий комбінат», бізнес-центру «Eco Tower», веж-близнюків «Four Points by Sheraton». З 2012-го працював інженером у компанії «Запоріжкокс». У 2014—2015 роках воював в АТО на Донбасі у складі ЗСУ. Після звільнення повернувся на посаду головного спеціаліста відділу УБ ТОВ «БСГ». У 2018 році заочно закінчив навчання у Запорізькій державній інженерній академії на факультеті «Промислове та цивільне будівництво». Отримав диплом магістра з відзнакою. 25 лютого 2022 долучився до НГУ. В квітні 2022 його нагородили орденом «За мужність» ІІІ ступеня. | 8 червня 2023  | Загинув поблизу села Червона Криниця Запорізької області. Виконуючи бойове завдання, отримав смертельні поранення під час ворожого артилерійського обстрілу. Похований на кладовищі Святого Миколая у рідному місті. 8 жовтня 2023 вулицю Гагаріна в Запоріжжі перейменували в вулицю Сергія Зорського. |
|                                |                                 | Чонка Віталій Васильович                                        | 1974 р.н., молодший сержант, заступник командира бойової машини, 33-тя окрема механізована бригада. | 8 червня 2023  | Загинув під час виконання бойового завдання в районі с. Мала Токмачка Пологівського району Запорізької області.Відповідно до ідентифікації, проведеної 15 березня 2024 року в м.Запоріжжя, встановлено та підтверджено особу полеглого Героя, похований у селі Велика Копаня Виноградівської громади Берегівського району Закарпатської області |
|                                |                                 | Болгов Сергій                                                   | 34 роки, старший солдат, 33-тя окрема механізована бригада. | 8 червня 2023  | Загинув під час виконання бойового завдання в районі с. Мала Токмачка Пологівського району Запорізької області. Похований 29.10.2023 р у с. Ошихліби Чернівецького району Чернівецької області. |
|                                |                                 | Мислюк Іван                                                     | 24.11.1990 р.н. сержант 33 ОБМР. | 8 червня 2023  | Загинув під час виконання бойового завдання в районі с. Мала Токмачка Пологівського району Запорізької області. Поховали воїна 28 жовтня 2023 року у селі Мамаївці Чернівецького району Чернівецької області. |
|                                |                                 | Олексійовець Андрій Адамович                                    | 13.05.1988, с. Смородськ. 29 січня 2023 року був мобілізований до війська. Заступник командира бойової машини - навідник оператор 33 ОБМР. | 8 червня 2023  | Загинув під час виконання бойового завдання в районі с. Мала Токмачка Пологівського району Запорізької області. 6 серпня 2024 року КУ "Запорізьке обласне бюро судово-медичної експерктизи" ЗОР підтвердили факт загибелі військовослужбовця.Похований 10.08.2024 р у селі Угриськ Рівненської області . |
|                                |                                 | Сульжик Віталій Васильович                                      | 18.09.1987 р.н., солдат, 33 ОБМР | 8 червня 2023  | Загинув в районі с. Мала Токмачка Пологівського району Запорізької області.Понад рік вважався зниклим безвісти. У "Запорізьке обласне бюро судово-медичної експерктизи" ЗОР підтвердили факт загибелі військовослужбовця.Похований 02 жовтня 2024 року с. Шкарів Рівненської області. |
| 9 червня                       |                                 |                                                                 | |                | |
| 11890                          |                                 | Хрупіна Надія Олександрівна                                     | 6 червня 1971. Санітарний інструктор медичного пункту 1-го гірсько-штурмового батальйону, 128-ї окремої гірсько-штурмової Закарпатської бригади. | 9 червня 2023  | Загинула захищаючи Батьківщину та всіх нас від підступного та безжального ворога. 13 червня 2023 відбувся похорон в Ужгороді. |
| 11891                          |                                 | Сопіга Руслан Олександрович                                     | с. Залісці. Солдат, військовослужбовець ЗСУ, 68-ма бригада | 9 червня 2023  | Загинув на Донеччині поблизу населеного пункту Благодатне внаслідок мінно-вибухової травми |
| 11892                          |                                 | Данайтис Олександр                                              | 53 роки, м. Красилів, Хмельниччина. Солдат, військовослужбовець ЗСУ, 68-ма бригада | 9 червня 2023  | Загинув під час штурмових дій, внаслідок артилерійського обстрілу, поблизу населеного пункту Сторожеве. Сторожове було офіційно звільнене 12 червня. |
| 11893                          |                                 | Левицький Олег                                                  | 15 травня 1978, Брошнів-Осада. Закінчив загальноосвітню школу I—III ступенів в Брошнів-Осаді. Служив гранатометником. | 9 червня 2023  | Загинув на Запоріжжі. |
| 11894                          |                                 | Русановський Ігор                                               | 22 вересня 1993, с. Зашків Львівської області. Навчався у Зашківській середній загальноосвітній школі I—III ступенів імені Євгена Коновальця Львівської міської ради. Згодом здобував професійно-технічну освіту у Львові. У мирний час працював у Брюховицькому лісництві та Львівському лісовому господарстві. Захоплювався рибальством. Із початком повномасштабного вторгнення російської федерації став на захист держави від окупантів. Боронив її територіальну цілісність та незалежність у лавах 95-ї окремої десантно-штурмової бригади ДШВ Збройних Сил України. | 9 червня 2023  | Загинув, захищаючи Україну від російських окупантів. Похований 16 червня в рідному селі. |
| 11895                          |                                 | Жмур Олександр («Віки»)                                         | 26 липня 2003, м. Бровари. Випускник середньої загальноосвітньої школи № 186 м. Києва. Навчався на факультеті землевпорядкування Національного університету біоресурсів і природокористування України. Закінчив Відокремлений підрозділ Національного університету біоресурсів і природокористування України «Боярський коледж екології та природних ресурсів», ще з часів коледжу мріяв долучитися до лав ЗСУ, адже батько спецпризначенець. служив у мінометній бригаді. | 9 червня 2023  | Загинув від обстрілу ворожої артилерії біля населеного пункту Спірне Бахмутського району. |
| 11896                          |                                 | Здоров Роман Валерійович                                        | 14 травня 1999, с. Костянтинівка. | 9 червня 2023  | Загинув в районі населеного пункту Левадне Пологівського району Запорізької області. |
| 11897                          |                                 | Бойко Андрій Йосипович («FANTOM») .                             | 5 квітня 1979 р.н. Випускник Академії Прикордонних військ України імені Богдана Хмельницького. З квітня 2014 року служив в Збройних силах України у різних частинах ОК "Захід". З 2015р по 2019 р брав участь у бойових діях на сході країни. З січня 2023р служив у 33-ій окремій механізованій бригаді оперативного командування «Захід» Сухопутних військ ЗСУ,займався комплектацією бригади та розробляв нарукавний шеврон "Вовк". Підполковник, заступник командира бригади з морально-психологічного забезпечення, 33 ОМБР. Дисциплінований,професійно підготовлений, сумлінний та уважний офіцер. Під час виконання своїх службових обов'язків зарекомендував себе як відповідальний, зібраний цілеспрямований офіцер, який готовий захищати територіальну цілісність України, виконуючи будь-які задачі від командування. Нагорода - Нагрудний знак "Срібний хрест"(посмертно) від Головнокомандувача Збройних Сил України Валерія Залужного отримана дружиною Тетяною у листопаді 2023 р. По річниці загибелі нагороджений нагрудним знаком "Срібний хрест" від ОК "Захід". | 9 червня 2023  | Загинув на Запорізькому напрямку, поблизу с.Мала Токмачка виконуючи службові обов'язки внаслідок отриманих смертельних поранень під час ворожого артилерійського обстрілу. 3 місяці проводилася ДНК-експертиза. Похований на Алеї Героїв Микулинецького кладовища в місті Тернополі .Залишилась дружина, двоє доньок та старша сестра. |
| 11898                          |                                 | Унгурян Василь                                                  | м. Татарбунари Одеської області. Старший матрос, командир розвідувального відділення розвідувального взводу 35 бригади морської піхоти. Після навчання в Ізмаїльському ВПУ №9 залишився працювати на проживати в Ізмаїлі. Строкову службу проходив матросов в Севастополі, пізніше за контрактом у Болграді. В мирний час працював зварювальником на різних будівництвах. Після повномасштабного вторгнення мобілізувався до лав ЗСУ. | 9 червня 2023  | Загинув під час виконання бойового завдання в н.п. Сторожове Донецької області. Довгий час вважався зниклим без вісті. Похований 2 березня 2024 року в м. Ізмаїл |
| 11899                          |                                 | Гаврилов Руслан                                                 | 28 років, с. Новопавлівське Миколаївської області. Навчався у Миколаївському ПТУ на зварювальника, потім здобув фах тракториста у Снігурівському ліцеї. Був призваний на військову службу до Збройних Сил України під час мобілізації 21 грудня 2022 року. Служив у 67-ій окремій механізованій бригаді. Обіймав посаду кулеметника. | 9 червня 2023  | Загинув під час виконання бойового завдання в районі села Діброва на Луганщині. Похований в селі Павлівка Миколаївської області . |
| 11900                          |                                 | Дмитрієв Максим Сергійович («Філ»)                              | 31 липня 1984, с. Нова Некрасівка Ізмаїльського району. Навчався на зварювальника, працював на ізмаїльському судноремонтному заводі, пізніше займався будівництвом та ремонтом. Учасник АТО у складі 28-ї бригади. 28 лютого мобілізувався до 88 окремого батальону морської піхоти. | 9 червня 2023  | Загинув поблизу н.п. Сторожове Донецької області внаслідок прямого влучання в броенавтомобіль "Козак 2" керованої авійційної протитанкової ракети випущеної з гелікоптера Ка-52. Похований 19 червня 2023 в рідному селі . |
|                                |                                 | Онищук Сергій                                                   | 56 років. Сержант. 33-тя окрема механізована бригада. | 9 червня 2023  | Загинув під час бойових дій біля населеного пункту Мала Токмачка на Запоріжжі. |
|                                |                                 | Українчук Сергій Андрійович                                     | 6 березня 1982, м. Івано-Франківськ | 9 червня 2023  | Похорон відбувся 3 серпня 2024 |
|                                |                                 | Мельник Дмитро Михайлович («Меля»)                              | 22 роки, селище Казанка Миколаївської області. З дитинства жив із родиною в селі Олександрівка. Там закінчив школу. Потім здобув фах маляра-штукатура у Вознесенському професійному ліцеї. Пройшов строкову військову службу. Згодом працював у виправній колонії. У вересні 2022-го, поповнив лави ЗСУ. Пройшов навчання в Україні та Німеччині. Потім вирушив до побратимів на передову, служив в 47ОМБр. | 9 червня 2023  | Отримав смертельне поранення внаслідок мінометного обстрілу біля села Мала Токмачка Запорізької області. Похований в селі Дмитрівка на Миколаївщині |
|                                |                                 | Сарафінчан Степан                                               | 16.09.1977, с. Чагор, Буковина. Служив у механізованій роті механізованого батальйону в/ч А4699. | 9 червня 2023  | Зник безвісти в районі н.п. Мала Токмачка Запорізької області. 15 лютого 2024 року тіло військовослужбовця було опізнано . |
|                                |                                 | Цурукін Петро Миколайович («СТБ»)                               | 29 червня 1990, м. Трускавець. Середню освіту отримав у Трускавецький СЗШ№ 3. З 2007 по 2012 роки навчався у Чернівецькому національному університеті на спеціальності «менеджмент». У 2012 році переїхав до Києва та почав співпрацю з телеканалом «СТБ». Був редактором шоу «Один за всіх» та «Таємниці ДНК». Також працював на «Новому каналі» сценаристом та шеф-редактором проекту "Топ-модель по-українськи. У 2020—2021 роках був телеведучим колишнього телеканалу «Kyiv Live» (наразі: «Новини Live»). У вересні 2022 року доєднався до лав ЗСУ та став старшим солдатом, стрільцем-снайпером, гранатометником 3-го відділення 2-ї штурмової роти 47 ОМБр «Магура». | 9 червня 2023  | Загинув під час контрнаступу поблизу селища Мала Токмачка. Понад пів року вважався зниклим безвісти |
|                                |                                 | Хмеляр Сергій Володимирович («Скіф»)                            | 12.03.1993 с. Воронківці Хмельницька області. Проходив навчання в Німеччині та Словаччині. | 9 червня 2023  | Загинув під час контрнаступу поблизу селища Мала Токмачка. Похований 11 травня 2024 в селі Воронківці |
| 10 червня                      |                                 |                                                                 | |                | |
| 11901                          |                                 | Микуляк Іван                                                    | 38 років, с. Гута, Івано-Франківська область. Військовослужбовець 10 гірсько-штурмової бригади «Едельвейс» з Івано-Франківщини. | 10 червня 2023 | Загинув внаслідок танкового обстрілу поблизу селища Білогорівка Донецької області. |
| 11902                          |                                 | Приймак Андрій Тарасович                                        | 26 вересня 1981, Надвірнянська громада. Сержант. | 10 червня 2023 | Загинув неподалік села Новоданилівка Запорізької області під час обстрілу позицій. |
| 11903                          |                                 | Бабій Володимир                                                 | 13 червня 1991, с. Дубівці. | 10 червня 2023 | Загинув під час виконання бойового завдання. |
| 11904                          |                                 | Шипітко Ігор Анатолійович                                       | 2001, с. Зозулинці Тернопільської області. Оператор 3 відділення взводу протитанкових керованих ракет. | 10 червня 2023 | Загинув внаслідок обстрілу позиції із РСЗР «Град» біля н. п. Новоданилівка Запорізької області. |
| 11905                          |                                 | Тимошенко Андрій                                                | 46 років, м. Львів. Велику частину свого життя прожив у Сполучених Штатах Америки, звідки повернувся у 2010 році. У мирний час працював водієм у комунальному підприємстві Львова. Протягом 2015—2016 років виконував бойові завдання у зоні проведення антитерористичної операції у складі 2 окремої Галицької бригади Західного оперативно-територіального об'єднання Національної гвардії України. Із початком повномасштабного вторгнення став на захист Батьківщини до лав 24 окремої механізованої бригади імені короля Данила оперативного командування «Захід» Сухопутних військ ЗСУ. | 10 червня 2023 | Похорон відбувся 17 червня у Львові. |
| 11906                          |                                 | Квасун Сергій («Квас»)                                          | 26 років, с. Українка Острозької громади. Він був стрільцем-оператором підрозділу 4 роти 2 єгерського батальйону 68 оєбр імені Олекси Довбуша | 10 червня 2023 | Загинув внаслідок мінно-вибухової травми під час виконання бойового завдання з "зачистки" в районі населеного пункту Благодатне Донецької області. Похований в селі Українка. |
| 11907                          |                                 | Суванов Володимир                                               | 45 років, с. Бабин. Все свідоме життя Володимир жив і працював у Рівному. У травні 2023 отримав повістку з викликом на службу. Спочатку служив на Волині, потім — на Харківщині. Молодший сержант, старший навідник мінометної батареї. | 10 червня 2023 | Загинув у районі міста Куп'янськ Харківської області. Похований на кладовищі «Нове» в Рівному. |
| 11908                          |                                 | Павловський Петро                                               | 1985, с. Новий Корець. Сержант | 10 червня 2023 | Загинув в районі населеного пункту Торецьк Донецької області. |
| 11909                          |                                 | Герасимчук Іван Васильович («Гера»)                             | 04.07.1980, с. Тріскині Сарненської громади. З листопада 2022 став на захист рідної землі у лавах Збройних Сил України, був командиром відділення.старшим сержантом, командиром відділення в/ч А4056 (68-а окрема єгерська бригада ім.Олекси Довбуша). У героя залишилися дружина, мама, брати та сестри.Похований на кладовищі у рідному с. Тріскині, Ремчицького Cтаростинського округу. | 10 червня 2023 | Загинув 10 червня під час виконання бойового завдання поблизу населеного пункту Благодатне Донецької області. Нагороджений орденом «За мужність» III ступеня (посмертно). |
| 11910                          |                                 | Демченко Володимир Володимирович («Демон»)                      | м. Київ. Народився в сім'ї, де по батьківській лінії всі чоловіки були військовими офіцерами — тато, дядько, дід і прадіди. Навчався в Технічному ліцеї, був старанним, та справедливим. Вирішив вступати в НТУУ «КПІ ім. І. Сікорського», в грудні 2021 року закінчив університет і отримав диплом з відзнакою по спеціальності «Теплоенергетика. Енергетичний менеджмент та інжиніринг теплоенергетичних систем». 11 лютого 2022 року підписав контракт з теробороною і почав тренуватись. 24 лютого хотів бігти в військкомат, але захворів і зміг приступити до служби тільки 1 березня. Потрапив до 242-го окремого батальйону територіальної оборони 241-ї окремої бригади територіальної оборони. Професійно підготовлений, скрупульозний, сумлінний та уважний офіцер. Під час виконання своїх службових обов'язків зарекомендував себе як відповідальний, зібраний цілеспрямований офіцер, який готовий захищати територіальну цілісність України, виконуючи будь-які задачі від командування. Безпосередньо займався плануванням оборонної операції, допомагав батальйону з організацією оборони та підготовкою відповідних документів. | 10 червня 2023 | В липні батальйон відправили в зону бойових дій в Харківську область, де їх обстріляли іскандерами. Володю засипало уламками, він отримав тяжку черепно-мозкову травму, забої, переломи. Довго лежав в реанімації, переніс декілька операцій на головному мозку. Але 23 травня зробили операцію по закриттю дефекту і поставили пластину. Після цієї нескладної операції, Володі стало гірше, він впав у кому і помер в реанімації. Похований в Києві на Лук'янівському військовому кладовищі. Нагороджений медалями «За оборону міста-героя Харків», «За вірну службу» ІІІ ступеня, відзнакою «За відвагу». |
|                                |                                 | Мисан Дмитро                                                    | 23 роки, м. Славута Хмельницької області. Рано залишився сиротою. Здобув фах електрозварювальника у професійно-технічному училищі. Ніс службу у 35-ій окремій бригаді морської піхоти імені контрадмірала Михайла Остроградського. | 10 червня 2023 | Загинув біля села Сторожеве на Донеччині. Рятуючи побратимів під ворожим артилерійським обстрілом, сам отримав смертельне осколкове поранення. Похований у рідному місті |
|                                |                                 | Хаустов Владислав                                               | 33 роки, м. Павлоград Дніпропетровської області. У 2012 році закінчив Національний гірничий університет. Працював на Західно-Донбаській шахті на посаді гірничого робітника очисного вибою. У червні 2022 року чоловік добровільно вступив до лав ЗСУ. Служив у 46-ій окремій аеромобільній бригаді. Обіймав посаду навідника гаубичного артилерійського дивізіону. Брав участь у боях за Херсон, Соледар, Бахмут і Запоріжжя. | 10 червня 2023 | Загинув поблизу села Білогір'я Запорізької області. Виконуючи службові обов'язки, потрапив під ворожий артилерійський обстріл. Похований у рідному місті |
|                                |                                 | Хрущак Степан Володимирович («Норт»)                            | 9 січня 1994 року народження, с. Заболоття Червоноградського району Львівської області. У 2010-2013 роках навчався у Белзькій філії Угнівського аграрно-будівельного ліцею. З початком повномасштабного вторгнення повернувся з-за кордону (Швеція), щоб стати на захист України. Служив у в/ч А4056 (68-а окрема єгерська бригада ім.Олекси Довбуша) в 1 взводі 4 роти 2 батальйону на посаді "старший стрілець". | 10 червня 2023 | Загинув внаслідок ворожого кулеметного обстрілу під час виконання бойового завдання з "зачистки" в районі населеного пункту Благодатне Донецької області. |
|                                |                                 | Сижук Геннадій Сергійович                                       | 24.06.1972 року народження був призваний на військову службу по мобілізації до складу військової частини на посаду стрільця-санітара 3 єгерського відділення 2 єгерського взводу 1 єгерської роти 1 єгерського батальйону (68-а окрема єгерська бригада ім.Олекси Довбуша) | 10 червня 2023 | Загинув під час виконання бойового завдання, щодо захисту територіальної цілісності та незалежності України у в районі населеного пункту Благодатне Донецької області. |
|                                |                                 | Поздєєв Михайло Борисович («Каспер»)                            | 23.01.1984, м. Суми | 10 червня 2023 | [ 150 ] |
|                                |                                 | Дурасов Андрій Олексійович                                      | 1991, с. Коритне Банилівської територіальної громади. Старший солдат, бойовий медик, в.ч. А4640, 25ОШБ, 47ОМБр. | 10 червня 2023 | Загинув в районі населеного пункту с.Роботине Запорізької області. Прощання 29 червня селі Коритне . |
|                                |                                 | Пилипчук Юрій Миколайович                                       | 16 травня 1978, с. Білогір`я. Працював у правоохоронних органах, в органах державної влади та місцевого самоврядування. Молодший сержант, водій першої штурмової роти в/ч А4640. | 10 червня 2023 | Загинув під час виконання бойового завдання біля села Роботине в Запорізькій області. Залишились батьки, дружина та двоє дітей. Залишились батьки, дружина та двоє дітей |
|                                |                                 | Бєліков Олексій Олександрович                                   | 12.12.1987, м. Кривий Ріг. У цивільному житті він працював у металургійній компанії «АрселорМіттал Кривий Ріг»оператором посту керування станом гарячої прокатки. Захищав Україну з 2014-го року в складі 40-го батальону "Кривбас". За цей час пройшов багато випробувань. Зміг вийти з Іловайського та Дебальцівського оточень. А в 2018 вступив на службу до лав ЗСУ за контрактом. | 10 червня 2023 | На бойовому завдані отримав поранення і загинув 10 червня 2023 року в н. п Яковлівка в Донецькому напрямку |
|                                |                                 | Ярошенко Артем Сергійович                                       | 28.09.1993, с. Новоселівка Нововодолазького р-ну. Харківської області. В цивільному житті займався ковальною справою і ремонтом мотоциклів. Займався волонтерством, а потім добровольцем долучився до ЗСУ. 28 серпня 2022 отримав посаду водія. 8 січня 2023 за власним бажання перевівся до танкової роти на посаду навідник. 7 березня 2023 став головним сержантом, командиром танку. | 10 червня 2023 | Загинув під час проведення наступально-штурмових дій в районі бойових дій біля с. Білогорівка, Сєвєродонецького району, Луганської області. В результаті вогневого контакту з ворогом внаслідок попадання протитанкової керованої ракети у танк весь екіпаж загинув . |
| 11 червня                      |                                 |                                                                 | |                | |
| 11911                          |                                 | Леськів Сергій Богданович                                       | 1973, житель с. Кам'янки. Служив у ремонтно-відновлювальному батальйоні. | 11 червня 2023 | Помер внаслідок контузій отриманих на війні. Похований 13 червня в рідному селі. |
| 11912                          |                                 | Бать Андрій Іванович                                            | 28 травня 1993, с. Верхня Липиця. У 2009 закінчив Верхньолипицький ліцей і вступив до коледжу електронних приладів Івано-Франківського технічного університету нафти і газу на спеціальність «Комп'ютеризовані технології». У 2012—2013 роках пройшов підготовку в армії. З вересня 2013 виконував обов'язки інспектора патрульної служби. Був учасником АТО/ООС. У 2022 чоловік повернувся з-за кордону й одразу пішов до територіального центру комплектування і соціальної підтримки. Воював на Сумщині, Харківщині, Полтавщині. Згодом боронив країну від військових РФ на Запорізькому напрямку. Був командиром 1 стрілецького відділення 1 стрілецького взводу 3 стрілецької роти, молодший сержант. 13 березня 2023 року отримав від Головнокомандувача ЗСУ Валерія Залужного почесний нагрудний знак «Золотий хрест». | 11 червня 2023 | Загинув на Запорізькому напрямку поблизву міста Гуляйполе внаслідок обстрілу російськими військовими бойових позицій ЗСУ. |
| 11913                          |                                 | Кривокінь Ігор                                                  | 47 років, м. Донецьк. Після закінчення 10 класу вступив на військову службу до лав прикордонників, яку проходив у Чернівецькій області. Повернувшись, працював токарем у Приватному акціонерному товаристві. Із початком агресії Росії Ігор Кривокінь з родиною був змушений покинути рідне місто та перебратися до міста Павлоград Дніпропетровської області, де працював на місцевому заводі. Із початком повномасштабного вторгнення став на захист України до лав 17-ї окремої танкової Криворізької бригади імені Костянтина Пестушка оперативного командування «Схід» Сухопутних військ ЗСУ. Воював на південному та східному напрямках на посаді стрільця-снайпера механізованого батальйону. | 11 червня 2023 | Похорон відбувся 20 червня у Львові. |
| 11914                          |                                 | Овчарук Сергій                                                  | 1980, село Мала Любаша. Солдат. | 11 червня 2023 | Загинув від осколкового поранення голови, отриманого під час здійснення наступальних дій у районі населеного пункту Мала Токмачка Запорізької області. Похований в селі Мала Любаша |
| 11915                          |                                 | Славинський Михайло («Сержант»)                                 | 27 років, с. Тютюнники Житомирської області. У дитинстві з родиною переїхав де селища Борова Фастівського району на Київщині. Закінчив місцеву школу. Згодом навчався у Бердичівському деревообробному училищі та Київському професійно-технічному училищі № 17. З початком набору до Школи поліцейських чоловік вирішив піти туди. Коли почалося повномасштабне російське вторгнення, став на захист Київської області у лавах місцевої територіальної оборони. Після звільнення столичного регіону пройшов навчання та вирушив обороняти місто Бахмут на Донеччині. У березні 2023 року пройшов відбір та перевівся до лав ОЗСП «Азов», що у складі НГУ. Наприкінці травня вирушив у Запорізьку область | 11 червня 2023 | Загинув біля села Мала Токмачка Запорізької області. Похований у рідному селі. |
| 11916                          |                                 | Гарджала Микола («Гага»)                                        | 28 років, с. Озютичі Волинської області. Жив у Луцьку. Навчався у Луцькому вищому професійному училищі будівництва та архітектури. Згодом закінчив Луцький національний технічний університет. Працював столяром на меблевій фабриці «ВНД». У 2014—2015 роках був учасником АТО на Донбасі. | 11 червня 2023 | біля села Іванівське під Бахмутом на Донеччині. Рятуючи побратима на полі бою, сам отримав смертельні поранення в результаті ворожого артилерійського обстрілу. Похований в селі Полонка на Волині |
| 11917                          |                                 | Отрощенко Віталій («Хижак»)                                     | 25 вересня 1984, м. Хабаровськ, РФ. З раннього дитинства і до 22 років мешкав в селі Радолівка Запорізької області. Потім переїхав до Житомирщини, жив у селі Старі Вороб'ї. Працював на різних роботах, зокрема, був водієм, трактористом, зварювальником. До вторгнення був вальником лісу в Привітнянському лісництві ДП «Малинський лісгосп АПК». Під час повномасштабної війни чоловік поповнив лави Військово-морських сил ЗСУ. Служив у новоствореній 37-ій окремій бригаді морської піхоти. Був гранатометником штурмової роти «Вірні завжди». | 11 червня 2023 | Загинув 11 червня 2023 року біля селища Велика Новосілка на Донеччині. Виконуючи бойове завдання, потрапив під ворожий обстріл та отримав смертельні поранення. Похований в селі Старі Вороб'ї на Житомирщині. Вдома на нього чекали дружина і двоє синів, яким на момент загибелі тата було 12 і 3,5 роки. |
| 11918                          |                                 | Кеніз Артем Петрович                                            | 29 грудня 1999, с. Новомихайлівка Чернігівського району Запорізької області. Навчався у Новомихайлівській ЗОШ І-ІІІ ступенів. Після закінчення 9 класів школи у 2015 році вступив до Запорізького профільного ліцею автотранспорту, де здобував професію слюсаря з ремонту автотранспорту. Після закінчення ліцею у 2018 році змінив кілька місць роботи, поки не влаштувався охоронцем у Запорізькому супермаркеті АТБ. 8 березня 2022 був добровільно мобілізований. Штурмовик-кулеметник 1-го взводу 7-ї роти 3-го батальйону 47-ї окремої механізованої бригади. | 11 червня 2023 | Загинув у районі населеного пункту Роботине Пологівського району Артем загинув від проникаючих уламкових поранень голови |
| 11919                          |                                 | Зінчено Богдан («Ахіллес»)                                      | 31 рік, м. Черкаси. Молодший сержант. З 2003-го проживав з родиною в селі Лазірки Полтавської області. Після закінчення школи здобув фах тракториста-машиніста широкого профілю у місцевому СПТУ-46. У 2010-му пройшов строкову військову службу у танкових військах ЗСУ. Коли повернувся додому, влаштувався працювати охоронником. У листопаді 2022-го був мобілізований. Ніс службу у 47-ій окремій механізованій бригаді «Маґура». | 11 червня 2023 | Під час штурмових дій, рятуючи пораненого побратима, підірвався на ворожій міні біля села Роботине Запорізької області. Похований в селі Лазірки на Полтавщині . |
| 11920                          |                                 | Юсенко Дмитро                                                   | 33 роки, старший солдат, старший стрілець-оператор, 33-тя окрема механізована бригада. | 11 червня 2023 | Загинув під час бойових дій біля населеного пункту Мала Токмачка на Запоріжжі |
|                                |                                 | Бондаренко Олег Вікторович                                      | 5 травня 1974 р, с. Шевченкове Ізмаїльського району. Старший лейтенант, командир зенітно-артилерійського взводу. | 11 червня 2023 | Загинув при виконання службових обов'язків. Похований 14 червня 2023 року в с. Шевченкове. |
| 12 червня                      |                                 |                                                                 | |                | |
| 11921                          |                                 | Бохонок Олег Олегович                                           | 17 листопада 1996, с. Сарнів, Волочиський район. Там закінчив середню школу і вступив до Підволочиського ліцею за фахом радіомеханіка. Після закінчення навчання проходив строкову службу в Національній гвардії України, працював в ТОВ «Агробізнес». У перші дні повномасштабного вторгнення, 26 лютого 2022 року, був призваний до лав Збройних сил України. У червні 2022 року одружився зі своєю нареченою Іриною. | 12 червня 2023 | Загинув у районі населеного пункту Новоданилівка Оріхівського району Запорізької області. |
| 11922                          |                                 | Белей Володимир                                                 | 22 травня 1979, с. Братківці Івано-Франківської громади. На фронті був водієм-слюсарем одного з військових формувань. | 12 червня 2023 | Загинув поблизу Краматорська Донецької області. |
| 11923                          |                                 | Бабак Ігор                                                      | 31 жовтня 1975, с. Загвіздя. Служив у 102 окремій бригаді Сил територіальної оборони ЗСУ, в 75 батальйоні. Боронив країну від військових РФ на Запорізькому напрямку. | 12 червня 2023 | Отримав важке поранення під час ракетного обстрілу прифронтового Гуляйполя. Його госпіталізували до медзакладу в Запоріжжі. Лежав у реанімації, помер в лікарні. |
| 11924                          |                                 | Кожушко Юрій                                                    | 1983. Старший солдат, Бучацька громада | 12 червня 2023 | Загинув поблизу Малої Токмачки Запорізької області |
| 11925                          |                                 | Паньків Ярослав Васильович                                      | 19 липня 1982, м. Жидачів Львівської області. Служив на посаді стрілець-помічник гранатометника 2 стрілецького відділення 1 стрілецького взводу 2 стрілецької роти військової частини А4821 | 12 червня 2023 | Загинув поблизу населеного пункту Хромове Бахмутського району Донецької області |
| 11926                          |                                 | Гербін Євгеній                                                  | 39 років, Харківщина. Жив в обласному центрі. Закінчив Харківський національний автомобільно-дорожній університет, здобув фах оператора лінії. Під час повномасштабної війни, у серпні 2022 року, чоловік був мобілізований до лав ЗСУ. Ніс службу у лавах 54-ї окремої механізованої бригади імені гетьмана Івана Мазепи. Обіймав посаду стрільця-снайпера. Разом із побратимами обороняв Луганщину й Донеччину. | 12 червня 2023 | Загинув виконуючи бойове завдання в районі села Яковлівка на Донеччині. Похований на цвинтарі № 18 у Харкові. |
| 11927                          |                                 | Касатік Олександр («Тяпа»)                                      | 27 років, с. Петрівка Миколаївської області, а потім з родиною переїхав до села Станіславчик. Після навчання в школі закінчив Маринівський професійний аграрний ліцей. Восени 2016 року Олександра призвали на строкову службу в Мелітополь. Служив у 25-ій окремій повітрянодесантній бригаді. Згодом підписав контракт. У 2018-2019 роках брав участь у війні на сході України. Із перших днів повномасштабного вторгнення чоловік перебував у тому ж підрозділі, а згодом потрапив до 47-ї окремої механізованої бригади, де отримав посаду розвідника-оператора розвідувального взводу 1 механізованого батальйону. Навчався в Німеччині. | 12 червня 2023 | Загинув в селі Вербове, що в Запорізькій області. Під час виконання бойового завдання він отримав поранення, несумісні з життям |
| 11928                          |                                 | Хомич Микола Миколайович                                        | Солдат, 33-тя окрема механізована бригада. | 12 червня 2023 | Загинув під час артилерійського обстрілу позицій в районі н.п. Мала Токмачка Запорізької області |
| 11929                          |                                 | Палько Іван Іванович                                            | 16 листопада 1987, м. Новояворівськ. Після закінчення 9 класів у Новояворівській школі №2, навчався в Художньому училищі смт.Івано-Франкове, де здобув професію столяра. Навчався в Львівському лісотехнічному університеті – спеціальність «дизайнер». Працював будівельником. Останнім місцем праці було КП «МГУ«Комфорт». | 12 червня 2023 | Загинув на Рівненському полігоні. Залишилися мати, батько, двє дітей, сестра та брат . |
| 11930 … 11932                  |                                 | Україна                                                         | Військовослужбовці ЗС України. | 12 червня 2023 | |
| 13 червня                      |                                 |                                                                 | |                | |
| 11933                          |                                 | Клюфас Олег Мирославович                                        | 9 червня 1980, с. Волостків Львівської області. Старший навідник мінометного взводу. Закінчив філософський факультет Львівського національного університету ім. Івана Франка. Філософ, поет-інноватор, перекладач, творець більш як 300 унікальних паліндромів. Мав фантастичну харизму, «сковородинську» натуру. Яскравий символ життя богемного й мистецького Львова. Писав поезію з кінця 1990-х, постійно експериментуючи з формами та створюючи нові сенси. Творив вірші з неологізмів під назвою «неохопія». Відомий як творець та генератор унікальних паліндромів #рак_літеральний. Також був співтворцем нового літературного жанру «жук поетичний». Перекладав пісні світової класики та сучасності з англійської, португальської, іспанської, французької, італійської, грузинської, литовської, польської, чеської, болгарської, угорської на українську, а також з української на інші мови. Був учасником гурту «Миклухо Маклай» та хорової капели «Прометей». | 13 червня 2023 | Загинув під час виконання бойового завдання у районі н. п. Роздолівка Бахмутського району Донецької області. |
| 11934                          |                                 | Жигайло Андрій Володимирович                                    | 12 грудня 1996, народився і жив у місті Червоноград Львівської області. Закінчив Львівський військовий коледж сержантського складу НАСВ та Володимирський педагогічний фаховий коледж імені А. Ю. Кримського. У мирному житті працював на приватному підприємстві, також був співробітником компанії «Нова пошта». У 2015 році брав участь в АТО. З початком повномасштабної війни без роздумів став на захист своєї країни від ворога. Служив у військовій частині 0284 — 80-й окремій десантно-штурмовій бригаді. Молодший сержант, командир розвідувального відділення. | 13 червня 2023 | Загинув під час виконання бойового завдання поблизу села Іванівське біля Бахмута. Похований 16 червня на Алеї Героїв Бендюзького цвинтаря. Нагороджений орденом «За мужність» III ступеня (посмертно). |
| 11935                          |                                 | Гіль Ігор                                                       | 27 листопада 1989, м. Львів. Навчався у Львівській спеціалізованій школі I-III-го ступенів № 15 з поглибленим вивченням англійської та французької мов Львівської міської ради (сьогодні — Ліцей № 15 Львівської міської ради). Здобував освіту за спеціальністю «Якість, стандартизація та сертифікація» у Національному університеті «Львівська політехніка». Із 2012 року працював за фахом. У вільний час займався комп'ютерним програмуванням, захоплювався вивченням фізики. Із початком повномасштабного вторгнення російської федерації став на захист Батьківщини до складу 95-ї окремої десантно-штурмової бригади Десантно-штурмових військ Збройних Сил України. | 13 червня 2023 | Загинув, захищаючи Україну від російських окупантів. Похований 20 червня на Личаківському цвинтарі у Львові. |
| 11936                          |                                 | Яцків Володимир                                                 | 57 років, м. Львів. Навчався у Ліцеї № 66 Львівської міської ради. У 1989 році закінчив Українську академію друкарства за спеціальністю «Інженер-механік». Після завершення навчання проходив військову службу в артилерії у Монголії. Самостійно опанував столярство, працював у фірмах із виготовлення меблів. Згодом розпочав власну справу у сфері деревообробки та виробництва меблів. Із перших місяців повномасштабного вторгнення Росії добровільно вступив до лав територіальної оборони. Боровся із російськими окупантами у складі 125-ї окремої бригади територіальної оборони регіонального управління «Захід» Сил територіальної оборони ЗСУ. | 13 червня 2023 | За значний особистий внесок у зміцнення обороноздатності держави, був нагороджений нагрудним знаком Міністерства оборони України «Знак пошани». Похорон відбувся 17 червня у Львові. |
| 11937                          |                                 | Гвоздецький Тарас                                               | 26 років, Борислав. | 13 червня 2023 | [ 185 ] |
| 11938                          |                                 | Лазарєв Михайло                                                 | 39 років, м. Коломия. Навчався у «Львівському професійно політехнічному ліцеї». Впродовж 10 років проживав у Іспанії, де працював у будівельній сфері. Згодом повернувся в Україну, був керівником місцевого авіамодельного клубу. Із початком повномасштабного вторгнення Росії добровольцем став на захист Батьківщини. Боронив територіальну цілісність та незалежність України у лавах 125-ї окремої бригади територіальної оборони ЗСУ. Виконував бойові завдання на Сумщині, Харківщині та Донеччині. | 13 червня 2023 | Похорон відбувся 20 червня у Львові. |
| 11939                          |                                 | Дідух Богдан                                                    | 33 роки, м. Львів. Навчався у Середній загальноосвітній школі I—III ступенів № 55 Львова. Здобував вищу освіту на кафедрі електроенергетики та систем управління НУ «Львівська політехніка». У мирний час працював у Регіональній філії «Львівська залізниця», потім — у будівельній сфері. Був головним арбітром Федерації футболу Кам'янеччини та членом багатьох аматорських футбольних і футзальних клубів Львова. Із початком повномасштабного вторгнення Росії активно займався волонтерською діяльністю. Згодом став на захист Батьківщини до лав 1-го окремого Феодосійського батальйону морської піхоти 36-ї окремої бригади морської піхоти імені контрадмірала Михайла Білинського Військово-Морських Сил ЗСУ. | 13 червня 2023 | Похорон відбувся 19 червня у Львові. |
| 11940                          |                                 | Данів Іван                                                      | 41 рік. Мешкав у селі Дем'янів Бурштинської громади. На фронті служив старшим навідником гранатометного відділення взводу вогневої підтримки 10 окремої гірсько-штурмової бригади «Едельвейс». Мав звання Старший сержант. | 13 червня 2023 | Загинув поблизу села Берестове Донецької області. |
| 11941                          |                                 | Фартушинський Орест Володимирович                               | 12 червня 1998, смт Делятин Надвірнянського району Івано-Франківської області. Старший матрос взводу морської піхоти роти морської піхоти 88 окремого батальйону морської піхоти 35 ОБрМП. | 13 червня 2023 | Загинув під час штурму ворожих позицій в районі населеного пункту Старомайорське Донецької області . |
| 11942                          |                                 | Витак Микола Володимирович                                      | 22 роки (2001 р.н.), Гніздичів. | 13 червня 2023 | Загинув під час виконання бойового завдання поблизу населеного пункту Білогорівка, Луганської області. |
| 11943                          |                                 | Чорномаз Роман Богданович(«Корсар»)                             | 11 травня 1976, Умань. Народився та виріс в особливій патріотичній сім'ї. Батько — Богдан Чорномаз — відомий історик, дисидент і в'язень сумління, письменник і громадський діяч, мама — Тетяна — також відома активістка і борчиня за незалежність України, певний час очолювала Черкаську обласну організацію ВО «Свобода», нині волонтерка, яка допомагає війську. Багато років працював у Києві журналістом і фотокореспондентом у багатьох столичних інформагенціях. Активний учасник Революції Гідності. Після початку повномасштабного вторгнення долучився до лав батальйону «Свобода», став снайпером. | 13 червня 2023 | Загинув поблизу населеного пункту Курдюмівка Бахмутського району. Похорон відбувся 31 серпня 2023 |
| 11944                          |                                 | Плечій Ростислав Зіновійович                                    | 22 серпня 1992. Випускник Стрийського ліцею імені Івана Франка | 13 червня 2023 | Загинув поблизу Курдюмівки Бахмутського району |
|                                |                                 | Овсієнко Євген Андрійович                                       | м. Черкаси. Закінчив школу № 11 міста Черкас. Після цього навчався у професійному ліцеї № 17, де здобув фах муляра та електрозварювальника. Після початку повномасштабного вторгнення, був мобілізований до лав Збройних Сил України. Служив у артилерійському взводі. | 13 червня 2023 | Загинув під час виконання бойового завдання на території Луганської області. |
|                                |                                 | Поліщук Леонід Валерійович                                      | 16 березня 1996, с. Дядьковичі, що на Дубенщині. Середню освіту здобув у Сатиївському ліцеї. Згодом вступив до Рівненського ВПУ № 1, де вивчився на муляра-бруківника. Після навчання працював, а згодом — проходив строкову військову службу у Національній гвардії України. Потім був учасником АТО, отримав звання старшого солдата. У 2019 році одружився, у сім'ї народилося двоє синів. Працював на будівництві у столиці. Захищати Україну пішов 6 січня 2023 року. У складі 80-ї десантно-штурмової бригади потрапив на Донеччину, де й проходив службу. | 13 червня 2023 | Загинув у бою біля н.п. Іванівське Донецької області. Похований у рідному селі. Нагороджений орденом «За мужність» III ступеня (посмертно). |
|                                |                                 | Садик Олег Анатолійович («Молот»)                               | 8 січня 1994, с. Леляки. Закінчив Семенівську школу, а після дев'ятого класу навчався та проживав в місті Києві, де ним опікувалася старша сестра Інна. Долучився до ОЗСП «Азов» з 2014 року. Мешкав з сім'єю в Маріуполі. У 2022 після оборони Маріуполя потрапив в полон. У вересні 2022 був визволений з полону і знову став в стрій. | 13 червня 2023 | Загинув на Запорізькому напрямку. Похорон відбувся 18 червня 2023 |
|                                |                                 | Юзьков Вадим                                                    | 38 років, м. Хмельницький. До повномасштабного вторгнення працював у банківській сфері. На фронт пішов добровольцем, служив у десантно-штурмових військах. Був тричі поранений. Проходив військові навчання за кордоном, був командиром взводу. | 13 червня 2023 | Загинув на Луганщині внаслідок ракетного обстрілу. Похорон відбувся 31 липня 2023 на Алеї Слави в Хмельницькому |
|                                |                                 | Анопрієнко В'ячеслав                                            | 43 роки, м. Чернігів. Закінчив Чернігівський державний інститут економіки і управління. Пройшов строкову військову службу. У 2002—2005 роках служив за контрактом у ЗСУ. Останні роки життя працював на будівництві. З початком повномасштабного російського вторгнення служив у 35-й окремій бригаді морської піхоти у 88-му окремому батальйоні імені контрадмірала Михайла Остроградського. Обіймав посаду командира відділення-командира машини. | 13 червня 2023 | Загинув на Донеччині біля села Старомайорське. Похований в Чернігові на кладовищі «Ялівщина» |
|                                |                                 | Абажи Олександр Федорович                                       | 7 квітня 1979, м. Болград Одеської області. Строкову службу проходив в м. Дніпро. В 2014 році мобілізований до ЗСУ. З 2020 року служив за контрактом у 88 ОБМП. В 2022 році виконував бойові завдання на Одещині, пізніше був залучений до звільнення Херсонщини, виконував бойові завдання на Авдіївському напрямку. | 13 червня 2023 | Загинув під час штурмових дій поблизу населеного пункту Макарівка Донецької області. Похований 18 червня 2023 на міському цвинтарі Болграда. |
|                                |                                 | Крижанівський Артем Анатолійович                                | 9 березня 1996, м. Фастів Київської області. Навчався у школі № 1. Потім здобув фах повара-офіціанта у Фастівському центрі професійно-технічної освіти. Під час повномасштабного російського вторгнення 17 червня 2022, став військовослужбовцем 26-го окремого стрілецького батальйону ЗСУ. Обіймав посаду стрільця-помічника гранатометника. Майже рік воював пліч-о-пліч з побратимами на передовій та був надійним товаришем. | 13 червня 2023 | Загинув на Донеччині. Похований на Алеї Слави Інтернаціонального кладовища в рідному Фастові. |
|                                |                                 | Витак Микола                                                    | 22 роки, селище Гніздичів Львівської області. Здобув фах механіка у Львівському професійному ліцеї. Працював на паперовій фабриці «Кохавинка». Захоплювався автомобілями. Під час повномасштабної війни, 25 квітня 2023 року, приєднався до лав Десантно-штурмової бригади ЗСУ. Служив у 81-й окремій аеромобільній бригаді. Після навчання вирушив на передову. | 13 червня 2023 | Загинув біля селища Білогорівка на Луганщині. Під час ворожого обстрілу снаряд влучив у приміщення, де боєць виконував службові обов'язки. Поранення виявилися смертельними. |
|                                |                                 | Кекіш Василь Володимирович («Док»)                              | 17 лютого 1994, м. Червоноград. Молодший сержант, старший бойовий медик, 81 ОАеМБр 2 аеромобільної роти 1 аеромобільного батальйону в/ч А2120. Закінчив Тернопільський національний університет ім. І. Я. Горбачевського. За часів АТО був волонтером в організації «Тризуб Дентал». З початком повномасштабної війни, він самостійно пішов у військкомат, щоб стати на захист своєї Батьківщини та вже від 28 лютого 2022 року поповнив ряди захисників України. Брав участь у Харківській операції, Сватівський напрямок, звільняв н.п. Богородичне, Святогірськ, Білогорівка. Був двічі поранений, уламок від снаряда біля плечового сплетіння лікарі так і не змогли витягнути, мав контузію, але завжди повертався на передову. Отримав відзнаку Головнокомандувача Збройних Сил України «Сталевий хрест» за вправне командування. | 13 червня 2023 | Загинув в районі бойових дій біля н.п. Білогорівка Сєвєродонецького району, Луганської області. |
|                                |                                 | Коваленко Антон Ростиславович                                   | 28 квітня 1997, м. Чигирин, Черкаська область. Закінчив Чигиринський економіко-правовий фаховий коледж (2015). У 2015-2021 брав участь в АТО на схорді України. Молодший сержант, з березня 2023 служив на посаді командира мотопіхотного взводу мотопіхотної роти мотопіхотного батальйону. | 13 червня 2023 | Загинув під час виконання бойового завдання в районі с. Роздолівка Бахмутського району Донецької області. Похований у м. Чигирин. Герой України (посмертно). |
|                                |                                 | Буяло Олег Юрійович                                             | 12 квітня 2002, м. Славутич, Київська область. Закінчив Військову академію міста Одеса. Лейтенант, служив командиром роти вогневої підтримки одного з батальйонів 37-ої ОБрМП. | 13 червня 2023 | Загинув під час виконання бойового завдання в районі біля смт Велика Новосілка (Волноваський район, Донецька область). Похований у м. Славутичі. Герой України (посмертно). |
|                                |                                 | Доценко Андрій («Доц»)                                          | 16 червня 1975, м. Суми. Здобув середню освіту в машинобудівному технікумі, а потім вступив до Української академії банківської справи, проте її не закінчив. У цивільному житті працював менеджером з продажів сільськогосподарської техніки та запчастин на підприємстві «Либідь» у Сумах. У 2014-му брав участь у війні на сході України. Потім повернувся додому. До 2022 року працював у компанії «Мінетех». Коли почалось повномасштабне вторгнення, чоловік був з родиною у Польщі. Одразу ж вирушив додому. Спершу йому вдалося записатися в місцеву диверсійно-розвідувальну групу – він охороняв блокпости по області. Потім мобілізувався. Обіймав посаду комаднира підрозділу, командира військової машини 35-ї окремої бригади морської піхоти імені контрадмірала Михайла Остроградського. Пройшов навчання за кордоном. На початку літа 2023-го його бригаду перекинули в Донецьку область. У складі 88-го батальйону боєць звільняв село Сторожове, а потім разом із побратимами пішов в бік Старомайорського, де прийняв свій останній бій. | 13 червня 2023 | Загинув на полі бою у селі Старомайорське Донецької області. Похований на Алеї слави Баранівського кладовища в місті Суми. Залишилися дружина та донька . |
| 14 червня                      |                                 |                                                                 | |                | |
| 11945                          |                                 | Сікиринський Юрій Олексійович («Адвокат»)                       | 3 лютого 1971, м. Львів, мешкав у с. Солонка, що біля Львова. Навчався у Середній загальноосвітній школі № 53 міста Львова (сьогодні — Львівська гімназія «Престиж»). Закінчив історичний та юридичний факультети Львівського національного університету імені Івана Франка, адвокат. Активний учасник двох Майданів, з 2014 року — волонтер українського війська. З перших днів повномасштабної війни вступив до лав Сил національної оборони: служив у 125-й окремій бригаді територіальної оборони. | 14 червня 2023 | Загинув у бою в районі населеного пункту Роздолівка Бахмутського району. Похорон відбувся 20 червня у Львові. |
| 11946                          |                                 | Козакевич Дмитро Володимирович                                  | 14 червня 1987, селище Широке Криворізького району. Під час повномасштабного вторгнення чоловік був військовослужбовцем частини А0693. Останнім часом захисник виконував бойові завдання на сході України. | 14 червня 2023 | Загинув поблизу Білогорівки Луганської області. Прощання із загиблим воїном відбулося 22 червня у Свято-Покровському храмі смт Широке. |
| 11947                          |                                 | Яськов Ігор Олександрович                                       | 7 лютого 1980, м. Запоріжжя. У 2002 рокці закінчив Металургійний технікум Запорізької державної інженерної академії, до 2019 року працював на Запорізькому титано-магнієвому комбінаті. З 2019 року брав участь в ООС, в 2020 - підписав контракт з 88 окремим батальоном морської піхоти та переїхав до Болграду. З початку повномасштабного вторгнення перебував у м. Вугледар та Покровськ Донецької області. Восени 2022 року був залучений до звільнення Херсонщини. | 14 червня 2023 | 13 червня в районі населеного пункту Макарівка Донецької області під час запеклого бою отримав важкі кульові поранення. Помер наступного дня на стабілізаційному пункті. 21 червня матроса Яськова провели в останню путь в м. Болград. |
| 11948 … 11956                  |                                 | Україна                                                         | Військовослужбовці ЗС України. | 14 червня 2023 | |
| 15 червня                      |                                 |                                                                 | |                | |
| 11957                          |                                 | Хомко (Куштинець) Олег Васильович                               | 1973, житель с. Богданівка Тернопільського району. Боєць 44-ї окремої артилерійської бригади. | 15 червня 2023 | Загинув у Донецькій області. |
| 11958                          |                                 | Куриленко Сергій Андрійович («Честер»)                          | 23 роки, с. Добре Баштанський район Миколаївської області. Сержант, командир гранатометного відділення десантно-штурмової роти 95 ОДШБр. Закінчивши Добренську ЗОШ вступив до Миколаївського політехнічного інституту. Після закінчення працював у Миколаєві. Під час повномасштабної війни був призваний на військову службу за контрактом Заводським РТЦК та СП Миколаївська області. Нагороджений орденом «За мужність» III ступеня (13 січня 2023). | 15 червня 2023 | Загинув поблизу Кремінної, що на Луганщині внаслідок ворожого артилерійського обстрілу. |
| 11959                          |                                 | Грицьків Василь                                                 | 55 років, м. Львів. Після закінчення школи служив прикордонником. Потім працював у приватних охоронних компаніях. Із початком повномасштабного вторгнення РФ добровільно пішов захищати Україну. Служив на Харківщині та Донеччині у складі 125 окремої бригади ТрО регіонального управління «Захід» Сил територіальної оборони ЗСУ. | 15 червня 2023 | Похорон відбувся 21 червня у Львові. |
| 11960                          |                                 | Переклита Володимир                                             | 11 серпня 1975, с. Липівка Тисменицької громади. У 2022 році боєць вступив до війська. На фронті був водієм десантно-штурмового відділення 79 окремої десантно-штурмової бригади. | 15 червня 2023 | Загинув в Новомихайлівці Донецької області. |
| 11961                          |                                 | Райда Олександр Вікторович (Рибачок)                            | Олександрові Вікторовичу було 34. Він народився 30 серпня 1988 року в селі Інженерне Запорізької області. Закінчив Запорізький електротехнічний фаховий коледж. Працював у компанії Klion Group, що займається імпортом риби та морепродуктів. У вільний час обожнював риболовлю і полювання. 19 квітня 2022 року добровільно став на захист України. Обіймав посаду командира відділення розвідки безпілотних авіаційних комплексів 23-ої окремої механізованої бригади. За особистий героїзм і мужність нагородженний (посмертно) орденом Президента України "За Мужність" ІІІ ступеня | 15 червня 2023 | Молодший сержант Олександр Райда, загинув під час виконання бойового завдання 15 червня 2023 року. Біля села Левадне Запорізької області він отримав поранення, несумісне з життям. Похований 22 червня на Алеї героїв в Чукалівці. |
| 11962                          |                                 | Дзірун Володимир Васильович                                     | 24 листопада 2022, с. Коритня Уманського району Черкаської області. | 15 червня 2023 | Загинув під час виконання бойового завдання поблизу населеного пункту Мар'їнка Донецької області. Похований 21 червня у рідному селі. |
| 11963                          |                                 | Беспалов Олексій Вікторович                                     | 14 липня 1977 року. Проживав у с. Велика Шкарівка. | 15 червня 2023 | Загинув під час бою в населеному пункті Мала Токмачка Запорізької області. Похорон відбувся 21 червня |
| 11964                          |                                 | Очкуренко Олександр                                             | 26 років, с. Лутище. Був командиром мінометного взводу, старшим офіцером — звання молодший лейтенант. Служив у мінометній батареї 1 батальйону морської піхоти. | 15 червня 2023 | Загинув поблизу населеного пункту Левадне, що у Запорізькій області. |
| 11965                          |                                 | Ступак Віктор Едуардович («Гучі»)                               | 4 травня 1991, с. Вовчинець біля Івано-Франківська. Служив у 47-мій окремій механізованій бригаді «Ма́ґура». До війни засновник автомайстерні по ремонту вм'ятин без фарбування в місті Івано-Франківськ. Одружився в червня 2021 року. | 15 червня 2023 | Похований на кладовищі в селі Вовчинець. |
| 11966                          |                                 | Дзьоба Ігор                                                     | Вишнівецька громада. Був мобілізованим у жовтні 2022 року. Служив водієм-радіотелефоністом | 15 червня 2023 | Помер у госпіталі у Києві. Отримав важке поранення 10 травня виконуючи бойове завдання у Запорізькій області. |
| 11967                          |                                 | Горбатюк Валерій                                                | 53 роки, с. Літовище, Шумська громада. Служив в АТО. До повномасштабного вторгнення працював кочегаром у Літовищенській гімназії. Молодший сержант. Служив старшим техніком ремонтно-відновлювального батальйону. Пройшов важкі випробування війною у зоні ведення бойових дій | 15 червня 2023 | Загинув внаслідок ворожих обстрілів поблизу міста Авдіївка Донецької області. |
| 11968                          |                                 | Корнієнко Дмитро Олегович                                       | 8 листопада 1993, м. Червоноград. Проходив військову службу у в/ч А0216. Матрос, стрілець номеру обслуги 35-ї окремої бригади морської піхоти. | 15 червня 2023 | Загинув під час виконання бойового завдання в районі населеного пункту Старомайорське Донецької області. |
| 11969                          |                                 | Панчишин Владислав Ігорович («Італієць»)                        | 27 вересня 1999, с. Ничипорівка Яготинського району. Був круглим сиротою. Виховувався в дитячому будинку сімейного типу родини Бурдун в місті Березань, Київської області. Проживав в Італії, досконало володів італійською мовою. З 2014 р. по 2019 р. навчався в Херсонській Державній Морській Академії на факультеті судноводіння. З моменту повномасштабного вторгнення проживав в селі Карапиші, Обухівського району, Київської області (Миронівська територіальна громада). У перші дні війни одним із перших приєднався до Миронівської територіальної оборони. | 15 червня 2023 | Загинув в районі населеного пункту Спірне Бахмутського району, Донецької області. 23 червня похований в селі Карапиші, Миронівський район, Київська область. |
| 11970                          |                                 | Цюпер Михайло                                                   | 24 січня 1971, с. Красилівка Тисменицької громади. Мешкав у селі Старі Кривотули. Вступив до війська у лютому 2022 року. Був старшим сержантом. На фронті служив бійцем протитанкового взводу роти вогневої підтримки мотопіхотного батальйону 10 окремої гірсько-штурмової бригади «Едельвейс». | 15 червня 2023 | Загинув отримавши смертельні поранення поблизу села Берестове Донецької області. |
| 11971                          |                                 | Бахмач Станіслав Сергійович                                     | 28 травня 2000, м. Мала Виска. Закінчив Маловисківську школу № 4. Був обдарованою дитиною — навчався по класу «Гітара» та по класу «Театральне мистецтво» у дитячій школі мистецтв. Навчався у ПТУ № 16, де здобув професію перукаря. У 2021 році був призваний на строкову військову службу, а з 2022 — уклав контракт на службу в лавах ЗСУ. Служив зв'язківцем на Півдні України. | 15 червня 2023 | Загинув під час виконання військового обов'язку. |
|                                |                                 | Мельник Сергій («Мудрий»)                                       | 55 років, селище Попільня Житомирської області. Закінчив Донецьке вище військово-політичне училище інженерних військ і військ зв'язку. Згодом здобув фах економіста. Працював провідним спеціалістом з благоустрою у Попільнянській ОТГ. Під час повномасштабного російського вторгнення чоловік поповнив лави Збройних Сил України. Служив у 31-ій окремій механізованій бригаді (в/ч А4773). Командував взводом. | 15 червня 2023 | Загинув біля села Рівнопіль на Донеччині. Виконуючи бойове завдання, отримав смертельні поранення під час ворожого артилерійського обстрілу. |
|                                |                                 | Солнцев Богдан Валентинович («Кукі»)                            | 1.03.1972, м. Миколаїв. Своє життя пов'язав із морем, працював на суднах коком. Головний сержант. | 15 червня 2023 | Загинув в Запорізькій області. Похований в місті Житомир |
|                                |                                 | Моргун Владислав («Студент»)                                    | 24 роки, с. Гладковичі Житомирської області. Закінчив Овруцький ліцей, здобув спеціальності тракториста-машиніста сільськогосподарського виробництва, слюсаря-ремонтника, водія. Працював на фармацевтичній фабриці «Ельфа». Служив у 47-ій окремій механізованій бригаді «Маґура». Пройшов навчання за кордоном та обійняв посаду старшого стрільця-оператора. | 15 червня 2023 | Виконуючи службові обов’язки, отримав смертельні поранення внаслідок ворожого мінометного обстрілу поблизу села Мала Токмачка Запорізької області. Похований у рідному селі |
|                                |                                 | Марціновський Назар Михайлович                                  | 18 травня 1994, с. Ценява, Коломийського району, Івано-Франкіська область. Навідник 47ОМБр. Служив у складі 2 механізованого відділення 3 механізованого взводу 5 механізованої роти 2 механізованого батальйону військової частини А4699. | 15 червня 2023 | Загинув поблизу села Мала Токмачка Запорізької області. Вважався зниклим безвісти до початку жовтня 2024 . |
|                                |                                 | Макаров Павло Віталійович («Ганнібал»)                          | 9 липня 1995, м. Херсон. До повномасштабного вторгнення був моряком. Коли Херсон окупували російські військові — виїхав з міста. Спочатку був у територіальній обороні, потім проходив навчання у Великій Британії. З вересня 2022 року служив у 47ОМБр. | 15 червня 2023 | Загинув поблизу села Мала Токмачка Запорізької області. Похорон відбувся 20 лютого 2024 |
|                                |                                 | Бабійчук Юрій Петрович                                          | 22.01.1987, м. Нетішин, Хмельницької області. Після закінчення нетішнської школи навчався в Національному університеті "Одеська політехніка", проте диплом про вищу освіту не отримав. Працював в Одесі, згодом у рідному місці на різних роботах. З повномасштабним російським вторгненням він став на захист країни. Служив оператором управління механізованого батальйону в лавах 33-ї ОМБр, виконував бойові завдання на Запоріжжі. | 15 червня 2023 | Майже рік вважався зниклим безвісти |
|                                |                                 | Соловей Василь                                                  | 1977. Головний сержант роти | 15 червня 2023 | Загинув під час виконання бойового завдання на Донеччині. |
| 16 червня                      |                                 |                                                                 | |                | |
| 11972                          |                                 | Дідух Олег                                                      | 52 роки, м. Львів. Навчався у львівській Середній загальноосвітній школі № 60. Після завершення навчання працював слюсарем-збірником радіоелектронної апаратури у Приватному акціонерному товаристві «Львівський електроламповий завод „Іскра“». Проходив військову службу у місті Санкт-Петербург (тоді — Ленінград). У мирний час працював наладником склоформуючої машини. Із початком повномасштабного вторгнення російської федерації Росії вступив до лав територіальної оборони. Виконував завдання у складі 125-ї окремої бригади територіальної оборони регіонального управління «Захід» Сил територіальної оборони ЗСУ. | 16 червня 2023 | Похорон відбувся 19 червня у Львові. |
| 11973                          |                                 | Тимків Василь                                                   | 1972. проживав у селі Підмихайля Новицької громади. Служив стрільцем у Збройних силах України. | 16 червня 2023 | Загинув внаслідок танкового обстрілу. |
| 11974                          |                                 | Рильчук Сергій Володимирович («Рес»)                            | 29 липня 1991, м. Чернівці. Проживав разом із дідусем та бабусею в селі Полянки Верховинського району. Старлий солдат. | 16 червня 2023 | Загинув в Луганській області. |
| 11975                          |                                 | Філатов Андрій                                                  | 36 років, м. Озерськ Челябінської області РФ. Коли йому був рік його родина переїхала в Славутич на Київщині. Закінчив Славутицьку школу № 3. Здобув вищу освіту. Працював в електроцеху ВП «АРС» та на Чорнобильській АЕС. Брав участь в АТО на Донбасі. З 2021 мешкав у Вараші на Рівненщині. До лав ЗСУ він потрапив наприкінці серпня 2022. Служив бойовим медиком, солдатом 1-ї штурмової роти військової частини А4640. | 16 червня 2023 | Загинув біля села Новоданилівка Запорізької області від артобстрілу. Похований в селі Сопачів на Рівненщині. |
| 11976                          |                                 | Романенко Владислав                                             | 21 рік, с. Гладковичі, Житомирщина. Проходив службу в 9 прикордонному загоні з 2020 року. Закінчивши Київське вище професійне училище залізничного транспорту, хлопець не пішов за освітою, а вибрав для себе професію — захищати кордони Батьківщини. Служив старшим сержантом. Спершу обороняв Київщину, стояв на шляху просування окупантів на столицю України. | 16 червня 2023 | Загинув в районі Ковалівки Луганської області мужньо обороняючи українську землю від російських окупантів. |
| 11977                          |                                 | Комарницький Володимир                                          | 28 липня 1972, с. Ляхівці Ужгородського району. Проходив строкову службу в армії протягом 1990—1992 років. У вересні 2022 року вступив до лав Збройних сил України. Був навідником 3-го штурмового відділення 2-го штурмового взводу 1-ї штурмової роти військової частини А4640 | 16 червня 2023 | Загинув у районі населеного пункту Новоданилівка Оріхівського району Запорізької області під час виконання бойового завдання. Похорон відбувсія 23 червня 2023. |
| 11978                          |                                 | Прокопишин Ярослав                                              | 28 років, с. Ріпинці Бучацької громади | 16 червня 2023 | Загинув внаслідок обстрілу, він отримав поранення несумісне з життям, поблизу населеного пункту Левадне Запорізької області. |
| 11979                          |                                 | Рудий Дмитро                                                    | с. Білий Камінь Золочівського району. Був стрільцем-помічником гранатометника гірсько-штурмового взводу гірсько-штурмової роти гірсько-штурмового батальйону військової частини. | 16 червня 2023 | Загинув неподалік населеного пункту П'ятихатки Запорізької області під час танкового обстрілу. |
| 11980                          |                                 | Балицький Микола                                                | с. Стрільбичі Старосамбірської громади. Військовослужбовець частини А4674. | 16 червня 2023 | Загинув в населеного пункту Червона криниця Запорізької області. |
| 11981                          |                                 | Суходольський Віктор Тарасович(«Дідусік»)                       | 55 років. Був приватним підприємцем. Свого часу служив у військово-транспортній авіації під Москвою та Арцизі, під Одесою. Був активним учасником Революції Гідності, перебував на Майдані у найгарячіші дні протистоянь. На війну пішов добровольцем ще у вересні 2014 року. Воював у розвідці. Там під час підготовки набув спеціальності снайпера. Вів власний YouTube-канал Didusik.TV, який відеохостинг зніс через «ворожі висловлювання». Вивчав екологію в Національному університеті водного господарства та природокористування, був власником садово-опоряджувального центру в селі Жадківка на Рівненщині. | 16 червня 2023 | 14 червня 2023 року старший солдат Віктор Суходольський 2-ї ГШБ військової частини А1556 отримав високу нагороду — медаль «За хоробрість у бою», а за кілька днів дістав смертельне поранення. Похований в Рівному. |
| 11982                          |                                 | Парфенов Олександр Сергійович («Флеш»)                          | 13 грудня 1995, Вінницька область. У дитинстві з мамою та сестрою переїхав у село Сказинці, де закінчив школу. У 2011 році вступив до Могилів-Подільського технолого-економічного коледжу на спеціальність «Харчові технології». На другому курсі познайомився з майбутньою дружиною Оленою. Після випуску у 2015 році пара переїхала до Вінниці. Там Олександр влаштувався на роботу в піцерію. Мав досвід роботи у Києві, Одесі та Коблево. Також працював у Польщі й Чехії. Останнім місцем роботи був дитячий розважальний центр «Країна Мрій» у Вінниці. Під час повномасштабної війни, 11 березня 2023 року, Олександр приєднався до лав Збройних Сил України. Служив у 80-й окремій десантно-штурмовій бригаді. | 16 червня 2023 | Загинув біля села Іванівське під Бахмутом на Донеччині. Він потрапив під артилерійський обстріл під час виконання бойового завдання. Похований у селі Сказинці на Вінниччині. Нагороджений орденом «За мужність» III ступеня (посмертно). |
| 11983                          |                                 | Дудчекно Анатолій («Учитель»)                                   | 49 років, с. Онішки Полтавської області. Закінчив Кременчуцьке педагогічне училище. Працював учителем молодших класів в Оржицькій загальноосвітній школі І-ІІІ ступенів. З початком повномасштабного вторгнення чоловік мобілізувався до лав Збройних Сил України. Служив у 72-ій окремій механізованій бригаді імені Чорних Запорожців. Був розвідником зенітного артилерійського взводу мотопіхотного батальйону. | 16 червня 2023 | Загинув під час штурмових дій в районі міста Вугледар на Донеччині. Отримав смертельні поранення внаслідок ворожого обстрілу. |
|                                |                                 | Дімітров Іван Іванович                                          | 28 червня 1983, с. Виноградне Болградського району. В березні 2023 року мобілізований до лав ЗСУ - у 79 десантно-штурмову бригаду. | 16 червня 2023 | Згинув в районі н.п. Новомихайлівка Донецької області, похований 22 червня 2023 року в рідному селі. В жовтні 2023 нагороджений орденом "За мужність" ІІІ ст. (посмертно). |
|                                |                                 | Галабурда Юрій Тарасович («Майстер»)                            | 50 років, селище Мізоч Рівненської області. Закінчив Луцький педагогічний інститут, де здобув професію вчителя фізичної культури. Працював за фахом у Рівненській школі №11. Був активним у громадсько-політичній роботі, входив до складу ВО «Свобода». З 2015 року відслужив три ротації. Був розвідником, а потім очолював відділення, отримав звання сержанта. Після звільнення повернувся до мирного життя. В перші дні повномасштабної війни знову став у стрій, служив у 128-ій окремій гірсько-штурмовій бригаді ЗСУ. Був командиром відділення-командиром бойової машини.За весь період служби військовий отримав відзнаки: «За участь в антитерористичній операції», «Учасник АТО», «Учасник бойових дій», «Ветеран війни», «Захисник рідної землі». | 16 червня 2023 | Помер біля села П'ятихатки Запорізької області. Отримав смертельні поранення від прямого влучання ворожого снаряда. Похований в рідному селищі Мізоч . |
|                                |                                 | Сітка Андрій                                                    | 37 років, с. Лугове Золочівського району. Був навідником першого механізованого відділення першого механізованого взводу третьої механізованої роти першого механізованого батальйону військової частини А4447. | 16 червня 2023 | Загинув 16 червня 2023 року біля Нової Токмачки Запорізької області. Вважався зниклим безвісти. Похорон відбувся 16 серпня 2024 |
|                                |                                 | Рокоч Олександр Миколайович («Алекс»)                           | 1.07.1972, м. Чернівці. Солдат, в.ч. А4640. | 16 червня 2023 | Загинув на Запорізькому напрямку |
| 17 червня                      |                                 |                                                                 | |                | |
| 11984                          |                                 | Кава Роман Миколайович                                          | 29 років. Був мобілізований у грудні 2022 року. Боєць служив навідником аеромобільного взводу. 16 січня 2023 року під час ворожого мінометного обстрілу на Донеччині поліг його батько — сержант Микола Кава. | 17 червня 2023 | . |
| 11985                          |                                 | Романюк Михайло Васильович                                      | 3.01.1974, с. Долішнє Залуччя Коломийського району. З 29.02.2022 року добровелець ЗСУ. З 17.05.2022 року учасник бойових дій, штурмовик. У лавах ЗСУ служив стрільцем-помічником гранатометника. | 17 червня 2023 | Загинув під час звільнення села П'ятихатки у Запорізькій області |
| 11986                          |                                 | Герінго Богдан                                                  | 6 листопада 1984, селище Тересва. Зростав у багатодітній родині. Навчався у Тересвянській загальноосвітній школі I—III ступенів та професійно-технічному училищі, після закінчення якого отримав спеціальність столяра. Служив у лавах української армії, працював на приватному підприємстві селища Тересва. Був мобілізований на військову службу 20 квітня 2022 року. Служив старшим солдатом механізованого взводу механізованої роти механізованого батальйону військової частини А7013. | 17 червня 2023 | Помер 17 червня 2023 року у лікарні міста Запоріжжя від отриманих поранень. |
| 11987                          |                                 | Стольніцький Олександр Васильович                               | 29 вересня 1981, м. Ковель. Навчався в ліцеї № 10. У 2002 році закінчив Ковельський машинобудівний технікум за спеціальністю “Обробка матеріалів на верстатах і автоматичних лініях” і здобув кваліфікацію техніка-технолога. 7 травня 2022 року призваний на військову службу. Був навідником зенітного кулеметного відділення зенітного ракетно-артилерійського взводу роти вогневої підтримки військової частини А7063. | 17 червня 2023 | Загинув під час бойових дій біля села Торське Краматорського району Донецької області. Похорон відбувся 21 червня в Ковелі. «Почесний громадянин міста Ковеля» (посмертно) . |
| 11988                          |                                 | Тиміцький Володимир Ярославович                                 | 41 рік, смт. Щирець, Львівська область. | 17 червня 2023 | Загинув внаслідок обстрілу зі ствольної артилерії та танку у районі н. п. Веселе Бахмутського району Донецької області |
| 11989                          |                                 | Тур Олександр                                                   | 8 червня 1977. Житель села Довгошиї Млинівської громади Дубнівського районі | 17 червня 2023 | Загинув населеного пункту Діброва Сєвєродонецького району. |
| 11990                          |                                 | Чорний Сергій Ігорович                                          | 28 років, с. Буцики. Гримайлівська громада. Був солдатом, стрільцем, снайпером єгерського батальйону військової частини А4056. | 17 червня 2023 | Загинув на Донеччині . |
| 11991                          |                                 | Шаргут Володимир                                                | 34 роки, м. Пустомити Львівського району. Був учасником антитерористичної операції на сході України. У 2022 році був мобілізований на військову службу до Збройних Сил України Нововолинським РВК на посаду "Стрілець-санітар 9 роти військової частини А1008. | 17 червня 2023 | 12 травня отримав важке поранення під час бойового зіткнення на території Куп'янського району Харківської області. 17 червня 2023 року помер в медичному закладі |
| 11992                          |                                 | Грабовець Дмитро («Круглий»)                                    | 37 років, м. Сновськ Чернігівської області. Після закінчення школи здобув фах кухаря-кондитера у Сновському професійно-технічному училищі № 7. Пройшов строкову військову службу. Працював начальником цеху з виготовлення пінопласту у ТОВ «СіверЕкоПолімер». Під час повномасштабної війни чоловік був мобілізований до лав Військово-морських сил ЗСУ. Служив у 37-ій окремій бригаді морської піхоти. | 17 червня 2023 | Загинув під час штурмових дій в районі селища Велика Новосілка на Донеччині. Похований на кладовищі «Яцево» у Чернігові. |
| 11993                          |                                 | Хомик Богдан-Михайло Романович                                  | 14.11.1994 року, м. Винники Львівської області. Військову службу проходив у складі 128 бригади, 15 ОГШБ. Був нагороджений орденом за мужність II та III ступеня, отримав відзнаку медаль «Хрест Сухопутних військ». | 17 червня 2023 | Загинув під час звльнення н.п. П'ятихатки, Запорізької області. Похований на Алеї Героїв у Львові |
| 11994                          |                                 | Мащенко Олексій («Бабай»)                                       | Білопілля, Сумська область. Працював слідчим і юристом. Був оператором керованих протитанкових ракет в стрілецькому батальйоні | 17 червня 2023 | Загинув від вистрілу снайпера в Донецькій області |
|                                |                                 | Сернюк В`ячеслав Петрович («Господар»)                          | 28 серпня 1985, 37 років, с. Городець на Рівненщині. У 2003 році закінчив вище професійне училище №29 селища Володимирець, де здобув професії електрика та зварювальника. У мирному житті працював різноробом. У 2014-2015 роках брав участь в АТО. Нагороджений нагрудними знаками «Ветеран війни – Учасник бойових дій», «Учасник АТО» та відзнакою «За участь в антитерористичній операції». Під час повномасштабного вторгнення знову став на захист України, долучившись до 68-ї окремої єгерської бригади. Обіймав посаду командира відділення безпілотних авіаційних комплексів, молодший сержант. | 17 червня 2023 | Загинув внаслідок вибухової травми в селі Благодатне Донецької області. Похований у селі Сварині, де він мешкав . |
|                                |                                 | Немирович Віктор Григорович                                     | 9 вересня 1979 року в м.Ізяслав Хмельницької області. Гранатометник, гірсько-штурмове відділення гірсько-штурмового взводу гірсько-штурмової роти | 17 червня 2023 | Загинув 17 червня 2023 року на Донеччині під час ведення бойових дій (внаслідок обстрілу зі ствольної артилерії та танку, отримавши поранення, несумісні із життям) |
|                                |                                 | Нікітішин Олександр Вікторович                                  | 5 липня 1988 року м.Ізяслав Хмельницької області. Солдат, водій-електрик, відділення управління командира батареї артилерійської батареї. | 17 червня 2023 | Загинув 17 червня 2023 року на Луганщині. Похований в Ізяславі |
|                                |                                 | Данайканич Павло                                                | 47 років, с. Сусково Полянської територіальної громади. Долучився до війська ще в 2014 році. Старший солдат, водій-механік | 17 червня 2023 | Загинув в ході виконання бойового завдання у населеному пункті Новоданилівка Запорізької області. Залишилась дружина та двоє дітей. Понад півроку вважався зниклим безвісти . |
|                                |                                 | Заріцький Сергій Леонідович                                     | 46 років, с. Скобелка. Командир 1-го єгерського відділення | 17 червня 2023 | Загинув виконуючи бойове завдання у районі населеного пункту Павлівка Донецької області |
|                                |                                 | Мовчанюк Павло Володимирович                                    | 11.09.1993, м. Київ. Випускник факультету соціології КНУ імені Тараса Шевченка 2017 року, маґістр. | 17 червня 2023 | [ 267 ] [ 268 ] |
|                                |                                 | Самбольський Олександр                                          | 1973, с. Сокілець, Дунаєвецька громада.. | 17 червня 2023 | [ 154 ] |
|                                |                                 | Тур Олександр Анатолійович                                      | 8 червня 1977, с. Довгошиї колишнього Млинівського району. На захист країни став у вересні 2022 року. Мав звання сержанта. Служив у механізованій роті. | 17 червня 2023 | Загинув поблизу села Діброви Сєвєродонецького району Луганщини . |
|                                |                                 | Губатий Євгеній Сергійович                                      | 21 січня 1978, смт Рокитне. Стрілець 2 стрілецького відділення 1 стрілецького взводу 3 стрілецької роти в/ч А4066, 41ОСБ, 32ОМБр, старший солдат. | 17 червня 2023 | Загинув поблизу населеного пункту Білогорівка Северодонецького району Донецької області. |
|                                |                                 | Гриньок Павло Володимирович                                     | 11.08.1989, м. Житомир. Закінчив ЗОШ №7. Отримав середню базову освіту, вступив до Житомирського комерційного технікуму. Далі – строкова служба. Займався бізнесом. | 17 червня 2023 | Загинув в Донецькій області |
|                                |                                 | Константинов Валентин Олександрович                             | 16 липня 1989, м. Кілія Ізмаїльського району. | 17 червня 2023 | Загинув під час виконання бойового завдання у районі населеного пункту Мала Токмачка Запорізької області. Тільки на початку листопада тіло загиблого воїна вдалося опізнати. Похований в рідному місті |
|                                |                                 | Чумак Дмитро («Чувак»)                                          | 3 березня 1992, с. Кам'янка Попільнянського району на Житомирщині. Отримав середню освіту у Кам'янецькій загальноосвітній школі. Далі — строкова військова служба у Збройних силах України та робота в Головному управлінні Національної поліції Києва. Після переїзду до Житомира з 2017 року працював у сфері приватного бізнесу. З квітня 2022 року — у лавах ЗСУ, добровільно став на захист Батьківщини від російських загарбників. | 17 червня 2023 | Підірвався на гранаті, отримав поранення трьох кінцівок. Загинув через 4 години в евакуаційній Бредлі. Майже через півроку Герой на щиті повернувся до рідного міста. 4 грудня 2023 відбувся похорон |
|                                |                                 | Голубенко Вадим Сергійович («Раджа»)                            | 10 червня 1983, с. Махнівка, Вінницької області. Навчався в місті Вінниця в школі №18. Після закінчення школи поступив на столяра в професійне училище №5. Закінчивши училище, проходив строкову службу в Калинівці. Приєднався до батальйону «Ягуар». Згодом пройшов відбір в один з елітних підрозділів світу — іноземний легіон у Франції. В його складі займався миротворчими місіями, де здобув спеціальну підготовку та напрацював виняткові навички. У 2014 році вирішив стати на захист Батьківщині, приєднався до батальйону поліції особливого призначення «Миротворець». Брав участь в бойових діях в одній з найгарніших точок, під Іловайськом потрапив в так званий котел, де, попри величезну загрозу життю, продовжував рухатись вперед та допомагав рятувати життя побратимів. Переховувався декілька днів без їжі та води в оточенні та потрапив в полон. За допомогою власної кмітливості та спостережливості зміг втекти з полону та добратись до точки зустрічі з друзями, які допомогли йому дістатись до своїхю З перших днів повномасштабного вторгнення брав активну участь в підготовці оборони Вінниці та Києва. Записався добровольцем в територіальну оборону та згодом пройшов відбір в 47-у окрему механізовану бригаду «Маґура».                       | 17 червня 2023 | Загинув під час виконання бойового завдання у селі Мала Токмачка Пологівського району Запорізької області. Загинув від уламків в легенях. Похорон відбувся 7 листопада на Алеї Слави Сабарівського кладовища . |
|                                |                                 | Соловйов Марк («Соло»)                                          | 11 грудня 2000, 22 роки, с. Молога. 2 рота, 1 батальйон 47ОМБр. Був випускником Молозької загальноосвітньої та Випаснянської музичної шкіл, грав на гітарі. У 2018 році хлопець вступив до Українського гуманітарного інституту в місті Буча. | 17 червня 2023 | Загинув під час виконання бойового завдання у селі Мала Токмачка Пологівського району Запорізької області. Понад чотири місяці молодий військовий вважався зниклим безвісти |
|                                |                                 | Джалалудін Саід Мухамед Асан («Джонні»)                         | 46 років, м. Кабул, Афганістан. Виріс в багатодітній родині. Його батько загинув під час Афганської війни. Його родина втікала від талібів. Він з мамою приїхав в Україну у 1998 році, а брати переїхали в Польщу та Канаду. Пройшов Революцію Гідності, був в АТО, і ООС. 25 лютого 2022 долучився до 112-ї бригади ТРО. Прямо в окопі кілька разів на день читав намаз – мусульманську молитву. Суворо тримав піст під час рамадану. Майже рік він ніс службу у Київській області. Потім поїхав в Німеччину на навчання з керування бойової машини "Бредлі". Після проходження навчань захищав Україну на Північних рубежах. Через деякий час у складі 47-ї бригади переїхав на Південь України у Запорізьку область для ведення контрнаступу. 2 рота, 1 батальйон 47ОМБр. | 17 червня 2023 | За три дні до загибелі він самостійно вів бій проти чотирьох ворожих танків і героїчно підбив один з них, та вийшов живим з поля бою. Джонні намагався зберегти кожного від загибелі, і до останнього перебував у підбитому "Бредлі", евакуювавши всіх поранених. Двічі влучило в машину. Екіпаж вижив, всі поранені змогли евакуюватись. Джонні керував машиною. Він залишився там. Афганському воїну відірвало кінцівку, і єдине, що він встиг зробити – це вийти на зв’язок по рації. Останніми його словами, які він сказав в рацію були: "Це Джонні, я помер!". Хлопці дивились через віконце техніки і бачили його тіло, уже бездиханне. Через шквальні обстріли тіло Джонні не могли забрати відразу. Він пролежав у броні майже 42 дні. Лише через місяць побратимам вдалося відбити ті позиції та забрати підбитий "Бредлі" і разом з ним тіло Джонні. Поховали героя місяць тому у столиці, поруч із його матір’ю, котра померла у 2015 році . |
|                                |                                 | Солодкий Василь («Солодкий»)                                    | 3 січня 1995. 2 рота, 1 батальйон, 47ОМБр. | 17 червня 2023 | Загинув від танкового обстрілу поблизу населеного пункту Мала Токмачка Пологівського району Запорізької області. Від цього обстрілу було поранено трьох воїнів і четверо загинуло. У Василя народився син, але він його не побачив. |
|                                |                                 | Тетеря Олександр Вікторович («Сокіл»)                           | 27 вересня 1996, 26 років, с. Соколів, Житомирська область. Із багатодітної родини: нині його батьки – пенсіонери і мають ще п’ятьох дітей. Його старший брат Микола із 2014 року був в АТО, отримав серйозне поранення і змушений лишити військову службу. Долучився до війська в квітні 2022 року. Служив снайпром, 2 рота, 1 батальйон 47ОМБр. | 17 червня 2023 | Загинув від танкового обстрілу поблизу населеного пункту Мала Токмачка Пологівського району Запорізької області. Від цього обстрілу було поранено трьох воїнів і четверо загинуло |
|                                |                                 | Орлов Євген Володимирович («Айболіт»)                           | 5.1.1986, 38 років, селище Мирове, Дніпропетровська область. Парамедик, 2 рота, 1 батальйон 47ОМБр. | 17 червня 2023 | Загинув рятуючи побратима |
|                                |                                 | Скаковський Микола Болеславович («Скачик»)                      | 1983, м. Звягель. 2 рота, 1 батальйон 47ОМБр. Сержант взводу. | 17 червня 2023 | 2 місяці не могли забрати його тіло з поля бою. Похорон відбувся в жовтні 2023 . |
|                                |                                 | Кривенюк Євген Олегович («Тротил»)                              | 28 років, м. Київ. Закінчив школу №45. У мирному житті працював пекарем, випікав печиво. Добровільно пішов на військову службу в серпні 2022 року. Він був мобілізований до лав 47-ї окремої механізованої бригади «Маґура» ЗСУ. Воював на посаді стрільця-помічника гранатометника. 2 рота, 1 батальйон 47ОМБр. | 17 червня 2023 | Загинув біля села Мала Токмачка Запорізької області. Похований на Берковецькому кладовищі |
|                                |                                 | Муринченко Микола Геннадійович                                  | 17 січня 1974, селище Червоне, Житомирська область. Навідник-оператор механізованого батальйону в.ч. А4699, 47ОМБр, солдат. | 17 червня 2023 | Загинув в районі населеного пункту Мала Токмачка Пологівського району Запорізької області |
|                                |                                 | Трунов Олександр («Алекс»)                                      | 1 січня 1991, м. Миколаїв. Проходив навчання в Німеччині, добре знав англійську мову, тому був перекладачем для інших військових. Був кулеметником, потім став командиром відділення. 3-й взвод, 2-га рота, 1-й батальйон 47ОМБр. | 17 червня 2023 | |
| 18 червня                      |                                 |                                                                 | |                | |
|                                |                                 |                                                                 | |                | |
| 11996                          |                                 | Попович Михайло                                                 | 16 листопада 1996, с. Кострина. Солдат. | 18 червня 2023 | Загинув виконуючи бойове завдання |
| 11997                          |                                 | Вовчук Віктор Борисович                                         | с. Угринів біля Івано-Франківська. Командир відділення розвідувального взводу, сержант. | 18 червня 2023 | Загинув біля населеного пункту Роботине Запорізької області |
| 11998                          |                                 | Береза Вадим Іванович                                           | 4 січня 1990, с. Ліпляве Черкаського району Черкаської області. Водій автомобільного відділення, автомобільного взводу підвозу боєприпасів автомобільної роти батальйону логістики. | 18 червня 2023 | Загинув 18 червня 2023 року на Луганщині під Кремінною. |
| 11999                          |                                 | Лук'яненко Павло («Лисий»)                                      | 24 роки, с. Соловіївка Житомирської області. Здобув середню освіту. Працював на СТО. У вільний час любив відпочивати з друзями та їздити на риболовлю. Служив у 72-ій окремій механізованій бригаді імені Чорних Запорожців. | 18 червня 2023 | Загинув під час бою з окупантами за місто Вугледар на Донеччині. |
| 12000                          |                                 | Бирчак Мирослав                                                 | 1968, с. Перерив. Командир відділення - командир машини 1 роти 3 механізованого батальйону, молодший сержант | 18 червня 2023 | Загинув під час виконання бойового завдання біля населенного пункту Роботине Запорізької області |
| 12001                          |                                 | Ільченко Олександр Миколайович («Дніпро»)                       | 25 липня 1986, м. Київ. Мав юридичну освіту. З першого дня повномасштабного вторгнення долучився до добровольчого формування і обороняв рідний Київ. Влітку 2022 року, вступив до лав ЗСУ. Служив на посаді командира взводу. У червні 2022 року разом з побратимами брав участь в обороні на Донеччині. У 2023 році брав участь в українських контранступальних діях. | 18 червня 2023 | 15 червня отримав поранення під час виконання бойового завдання на Запорізькому напрямку. Помер 18 червня від отриманих травм |
| 12002                          |                                 | Матлак Назар Тарасович («Штахета»)                              | м. Борщів. Брав активну участь у Революції Гідності, і коли у 2014 році долучився до лав волонтерів. Працював у видавництві «Наш Формат» з 2019 року — спершу як верстальник, а згодом став технічним редактором. Голова Київського осередку Молодіжного Національного Конгресу, організатор вишкільних та освітніх заходів МНК. Коли розпочалося повномасштабне вторгнення, Назар без вагань у перший же день пішов добровольцем в ЗСУ. Отримав орден «За мужність» III ступеня. | 18 червня 2023 | Загинув на фронті |
| 12003 … 12005                  |                                 | Україна                                                         | Військовослужбовці ЗС України. | 18 червня 2023 | |
| 19 червня                      |                                 |                                                                 | |                | |
| 12006                          |                                 | Соколянський Олександр                                          | 47 років, с. Катеринівка колишнього Сахновщинського району. Трудовий шлях розпочав у Катеринівському радгоспі. Потім довгий час працював на залізорудній шахті у Кривому Розі. Останні кілька років проживав у Лозовій. Коли розпочалася повномасштабна агресія росії, не вагаючись пішов до лав ЗСУ. | 19 червня 2023 | Загинув поблизу населеного пункту Берхівка Бахмутської громади. Похорон відбувся 23 червня на кладовищі в Лозовій. |
| 12007                          |                                 | Мельничук Микола Васильович                                     | 19 грудня 1992, м. Мукачево. Солдат, військовослужбовець в/ч А 1778 — 15-го окремого гірсько-штурмового батальйону 128 ОГШБр. | 19 червня 2023 | Загинув, захищаючи Батьківщину від підступного та безжального ворога. Прощання відбулося 24 червня у Кафедральному Соборі Різдва Божої Матері, в мікрорайоні Росвигово |
| 12008                          |                                 | Тихонець Олександр Олександрович («Тихон»)                      | 10 квітня 2002. Відомий український футзаліст. Був вихованцем ДЮСШ «Славута». Змалку любив футзал і не сумнівався з приводу вибору професії. Встиг пограти у складі юнацької команди «Сокола» із Хмельницького, а також за «Славуту». Тренери високо відзначали його професіоналізм та талант. Служив у протитанковому батальйоні 3-ї ОШБр. | 19 червня 2023 | Загинув під час виконання бойового завдання у районі Бахмута |
| 12009                          |                                 | Веклюк Микола Миколайович                                       | м. Рахів. | 19 червня 2023 | Загинув під час виконання бойового завдання біля населеного пункту Новоданилівка Запорізької області. Похорон відбувся 25 червня. Похований на міському цвинтарі міста Рахів |
| 12010                          |                                 | Лебедєв Дмитро                                                  | 37 років, м. Львів. Закінчив Національний університет "Львівська політехніка. У мирний час займався приватним підприємництвом у сфері торгівлі та послуг. Із початком повномасштабного вторгнення Росії добровольцем став на захист України. Виконував бойові завдання на Сумщині, Харківщині та Донеччині у лавах 125-ї окремої бригади територіальної оборони регіонального управління «Захід» Сил територіальної оборони Збройних Сил України. Не зважаючи на те, що був двічі важко поранений, повертався на фронт. | 19 червня 2023 | Похорон відбувся 22 червня. Похований на Личаківському цвинтарі у Львові. |
| 12011                          |                                 | Шморгун Станіслав Михайлович («Вишня»)                          | 51 рік, м. Судова Вишня Львівської області. Здобував освіту у колишній Львівській школі міліції (сьогодні — Львівський державний університет внутрішніх справ). Після завершення навчання працював вчителем фізкультури. Велику частину свого життя присвятив роботі у правоохоронних органах, у 2013 році вийшов на пенсію. Згодом працював у ресторанній сфері. У вільний час захоплювався кулінарією, займався виноградарством. Із перших днів повномасштабного вторгнення Росії добровольцем вступив до лав територіальної оборони. Боронив державний суверенітет та територіальну цілісність у складі 125-ї окремої бригади територіальної оборони регіонального управління «Захід» Сил територіальної оборони Збройних Сил України. Виконував бойові завдання на східному напрямку. | 19 червня 2023 | Похорон відбувся 22 червня. Похований на Личаківському цвинтарі у Львові. |
| 12012                          |                                 | Гусак Олесь Андрійович («Флойд»)                                | 30 березня 1995, с. Баня Лисовицька Львівської області. Боєць 3-го батальйону «Свобода» Бригади швидкого реагування НГУ «Рубіж». Його батько Андрій продовжує служити в 3-му батальйоні «Свобода». | 19 червня 2023 | Похорон відбувся 27 червня 2023 року в Гарнізонному храмі у Львові. Похований на Личаківському цвинтарі. |
| 12013                          |                                 | Барабець Валерій Миколайович                                    | 25 травня 1977, селище Козлів. Майор ЗСУ. | 19 червня 2023 | Загинув внаслідок мінометного обстрілу позицій ЗСУ в районі населеного пункту Діброва Луганської області |
| 12014                          |                                 | Бобик Ігор                                                      | с. Мишків Тернопільщина. | 19 червня 2023 | Загинув на Лиманському напрямку, що на Донеччині. Похорон відбувся 23 червня 2023 |
| 12015                          |                                 | Холмогоров Ярослав Леонідович («Холм»)                          | 20 грудня 1988, Київ. Молодший лейтенант, служив командиром взводу 1-ї роти протитанкового батальйону. До війни був відомим фанатом ЦСКА (Київ), який почав активно підтримувати клуб ще в нульових. На початку повномасштабного вторгнення потрапив у підрозділ Територіальної оборони «АЗОВ», який згодом перетворився у Полк «Сил Спеціальних Операцій Азов», а в подальшому переріс у 3-тю окрему штурмову бригаду (3 ОШБр). | 19 червня 2023 | Загинув поблизу Бахмуту. |
| 12016                          |                                 | Козловський Володимир Ігорович                                  | 21 липня 1968, м. Львів. Навчався у Львівській середній загальноосвітній школі № 2. Закінчив кафедру фізіології та екології рослин біологічного факультету Львівського національного університету імені Івана Франка. Після першого року навчання проходив два роки строкової військової служби. Протягом 1993—1996 років навчався в аспірантурі Інституту екології Карпат НАН України. Кандидат біологічних наук за спеціальністю «Екологія», український дослідник ґрунтів і екосистем України. Обіймав посади від інженера до старшого наукового співробітника (з 2018 року) відділу екосистемології Інституту екології Карпат НАН України, а також старшого наукового співробітника Наукового центру Інституту гірничо-хімічної промисловості за сумісництвом. У 2005—2006 роках — постдокторант у Корнелльському університеті (США). Автор численних наукових публікацій. Із початком повномасштабного вторгнення російської федерації добровольцем став на захист Батьківщини до лав 125-ї окремої бригади територіальної оборони регіонального управління «Захід» Сил територіальної оборони Збройних Сил України. Виконував бойові завдання на східному напрямку фронту. | 19 червня 2023 | Загинув внаслідок танкового обстрілу по бойових позиціях під м. Кремінна. Похований 26 червня на Личаківському цвинтарі у Львові. |
| 12017                          |                                 | Корольчук Олег Сергійович                                       | 26 березня 1998, м. Луцьк на Волині. Закінчив Луцьку школу № 25. У травні 2022 пішов добровольцем до військкомат у. Був направлений до Одеси. Потім проходив короткотривале навчання в Бердичеві, 25 вересня 2022 вирушив в зону бойових дій. 8 місяців без ротації виконував свій громадянський обов'язок. | 19 червня 2023 | Загинув в районі населеного пункту Курахове Донецької області |
|                                |                                 | Карасьов Олександр Сергійович («Студент»)                       | | 19 червня 2023 | |
|                                |                                 | Пустовіт Антон («Генрі»)                                        | 29 років, м. Ірпінь Київської області. Мав юридичну освіту. Під час повномасштабного російського вторгнення Антон взяв до рук зброю, щоб захистити свою сім'ю та країну від окупантів. Приєднався до лав Військово-морських сил ЗСУ. Служив у 501-му окремому батальйоні морської піхоти, що у складі 36-ї ОБрМП. Обіймав посаду кулеметника роти вогневої підтримки. 23 травня 2023 року склав клятву та отримав право носити берет морського піхотинця. А наступного місяця загинув. | 19 червня 2023 | Загинув виконуючи бойове завдання біля села Левадне Запорізької області. Похований на Алеї Героїв Ірпінського міського кладовища. |
|                                |                                 | Кашуба Олексій Олексійович                                      | 26 років, Горностаївка Херсонської області. Народився в багатодітній сім`ї. Після окупації з труднощами виїхав в село Бистровиця звідки родом його дружина. Солдат 2-го кулеметного відділення. | 19 червня 2023 | Загинув внаслідок мінометного обстрілу поблизу населеного пункту П’ятихатки Запорізької області |
|                                |                                 | Чобанюк Тарас                                                   | 14 грудня 1973, с. Струпків Отинійської громади. Був мобілізований 23 грудня 2022. Воював у складі механізованого взводу військової частини А4667. Мав звання сержант. | 19 червня 2023 | Загинув під час бойового завдання у Серебрянському лісі, поблизу села Діброва Луганської області. Рік вважався зниклим безвісти |
|                                |                                 | Трохимчук Павло                                                 | с. Тишиця, Березнівської громади. Захищав Україну з березня 2023 року | 19 червня 2023 | Загинув поблизу населеного пункту Кузьмине Луганської області |
|                                |                                 | Піжівський Василь Михайлович                                    | 28.12.1976, с. Гвіздівці. До війни активно займався сільським господарством. На фронті був старшим водієм розвідувального взводу. | 19 червня 2023 | Загинув у червні 2023 року на Запорізькому напрямку. |
| 20 червня                      |                                 |                                                                 | |                | |
| 12017                          |                                 | Кондрат Святослав («Кишка»)                                     | 21 серпня 1997, м. Болехів. Закінчив Болехівський ліцей №1 “Академічний”. У 17 років він став одним із засновників патріотичної організації «Карпатська Січ». Наприкінці 2016 брав участь в АТО на Донеччині. Повномасштабне вторгнення у 2022 застало Святослава у Польщі, звідки він поспіхом повернувся з друзями з Азовського руху, щоб захищати Україну. Воював на чотирьох напрямках фронту: захищав Київщину, Херсонщину, Харківщину та Донеччину. Був командиром відділення управління мінометної батареї підрозділу «Карпатська Січ». Під час контрнаступу перейшов у штурмовики на чолі штурмового відділення. | 16 червня 2023 | Загинув під час штурму на Південному фронті, прикриваючи відхід своєї бойової групи. |
| 12018                          |                                 | Нінадовський Микола                                             | 42 роки, м. Борислав. Закінчив Бориславську ЗОШ № 6, а згодом Бориславський професійний ліцей. Упродовж 2015—2016 років ніс службу в зоні АТО. У 2022 знову долучився до лав ЗСУ. | 20 червня 2023 | Загинув в Бахмутському районі Донецької області. |
| 12019                          |                                 | Горобець Євген                                                  | 1 березня 1970, с. Шелудьківка. У 1985 році закінчив вісім класів Слобожанської ЗОШ № 2, після вступив до Зміївського професійного енергетичного ліцею. У 1988—1990 роках проходив строкову військову службу. Після цього працював зварювальником на різних підприємствах в Україні та закордоном: на Зміївській ТЕС, ТОВ «Теплоенергопром», ПП «Енергомонтаж», ТОВ «Спецгазбуд», ТОВ «Буденерго». З початку повномасштабного вторгнення російської федерації записався до тероборони. 9 травня 2022 року добровольцем пішов до лав Збройних Сил України. Служив у 93 військовій частині, обороняв Бахмут. | 20 червня 2023 | Загинув на Бахмутському напрямку. |
| 12020                          |                                 | Шевчук Володимир                                                | 1969, с. Сарники. 21 березня 2022 року був мобілізований до війська. Служив стрільцем-зенітником ракетного відділення одного з військових формувань. | 20 червня 2023 | Загинув у бою з військовими РФ поблизу міста Сіверськ Бахмутського району на Донеччині. |
| 12021                          |                                 | Кочелаб Дмитро Ігорович                                         | Стрілець третього відділення, першого стрілецького зводу, першої стрілецької роти військової частини А7170. | 20 червня 2023 | Загинув у Харківській області в населеному пункті Вінницькі Івани |
| 12022                          |                                 | Тішков Мирослав                                                 | 43 роки, с. Сімер Ужгородський район. Навчався у Сімерській загальноосвітній школі та продовжив освіту в Ужгородському національному університеті на інженерно-технічному факультеті. З перших днів повномасштабного вторгнення чоловік був призваний за мобілізацією та у складі Львівського прикордонного загону боронив Україну від російських окупантів. | 20 червня 2023 | Загинув під час виконання бойового завдання на Донеччині, внаслідок осколкового поранення. Похорон відбувся 24 червня 2023 |
| 12023                          |                                 | Мовчан Михайло Анатолійович («Тінь»)                            | Вихованець гуртка тренер, турист, Майстер спорту України зі спортивного туризму, командир та відважний захисник | 20 червня 2023 | Загинув поблизу Бахмуту. |
| 12024                          |                                 | Москаль Юрій                                                    | 17 серпня 1984. Навчався у Львівській середній загальноосвітній школі № 33. Здобув освіту у Вищому професійно–технічному училищі № 48 міста Львова (сьогодні — Державний професійно-технічний навчальний заклад «Львівське вище професійне училище комп'ютерних технологій та будівництва»). Після завершення навчання проходив військову службу, входив до складу миротворчого контингенту в Іраку. У мирний час працював у львівському представництві Товариства з обмеженою відповідальністю «Онур Конструкціон Інтернешнл» та на місцевому будівництві. Із початком повномасштабного вторгнення рф добровільно став на захист Батьківщини. Боровся із російськими загарбниками на східному напрямку у лавах 42-ї окремої механізованої бригади Сухопутних військ Збройних Сил України. | 20 червня 2023 | Похорон відбувся 29 червня у Львові. |
| 12025                          |                                 | Капіж Олександр Петрович («Кіпіш»)                              | с. Биківка, Романівська громада. | 20 червня 2023 | Загинув біля населеного пункту Мала Токмачка Запорізької області. |
| 12026                          |                                 | Казанджі Олександр Олександрович («Одеса»)                      | 20 вересня 1993, м. Одеса. У 2013 році закінчив Одеську національну юридичну академію. Паралельно навчався на військовій кафедрі, де отримав звання молодшого лейтенанта запасу. У вільний час займався єдиноборствами та боксом, брав участь у боях без правил у клубі «Заруба». Останні два роки працював у морському порту «Південний». Також навчався в Національному університеті кораблебудування імені адмірала Макарова в Миколаєві. Хотів стати інженером. Ніс службу у 35-ій окремій бригаді морської піхоти імені контрадмірала Михайла Остроградського. Командував танковою ротою, старший лейтенант. Брав участь у боях на Херсонщині, Миколаївщині й Донеччині. За місяць до загибелі був нагороджений орденом «За мужність» ІІІ ступеня. | 20 червня 2023 | Загинув під час бойових дій поблизу села Макарівка на Донеччині. Похований на Фонтанському кладовищі у рідному місті. |
| 12027                          |                                 | Дуброва Андрій                                                  | 1978, м. Сміла. Був солдатом, стрільцем 3 стрілецького відділення 2 стрілецького взводу 2 стрілецької роти в/ч ЗСУ (254 окремого батальйону територіальної оборони 118 окремої бригади територіальної оборони). | 20 червня 2023 | Загинув поблизу населеного пункту Іванівське, Бахмутського району, Донецької області внаслідок мінометного обстрілу противника з міномета великого калібру. |
|                                |                                 | Нінадовський Микола Євгенович («Бандерчик»)                     | 18 квітня 1981, м. Борислав. Навчався в Бориславській ЗОШ №6, пізніше в Бориславському професійному ліцеї. Брав участь в АТО у 2015-2016 роках і з травня 2022 року. За посадою був розвідником. У травні 2022 року знову став на захист України повернувшись з-за кордону, вступив до лав ДУК Правий Сектор, який був у структурі ССО до листопада 2022 року. У серпні 2022 року отримав осколкові поранення у селі Піски, після відновлення повернувся до побратимів на фронт. Після реформи ДУК Правий Сектор потрапив у 2 роту, 3 батальйону, де став командиром відділення. Брав участь у боях у Кремінній, де також отримав поранення, Пісках, Бахмуті. Молодший сержант. | 20 червня 2023 | Загинув поблизу населеного пункту Серебрянка Бахмутського району на Донеччині. Похований на Бориславському міському кладовищі |
| 21 червня                      |                                 |                                                                 | |                | |
| 12028                          |                                 | Серебряков Ілля                                                 | 17 червня 1988, м. Івано-Франківськ | 21 червня 2023 | Похований 26 червня на Алеї героїв на міському кладовищі у Чукалівці. |
| 12029                          |                                 | Фегер Алік                                                      | 35 років, с. Лалово Мукачівського району. | 21 червня 2023 | Загинув на Запорізькому напрямку |
| 12030                          |                                 | Ісмайілов Віталій Батирович                                     | с. Каноничі, Рівненщина. Був стрільцем-снайпером 1-го десантно-штурмового відділення 1-го десантно-штурмового взводу 2-ї десантно-штурмової роти 1-го десантно-штурмового батальйону військової частини А0281. | 21 червня 2023 | Загинув внаслідок артилерійського обстрілу в Луганській області. |
| 12031                          |                                 | Степанюк Григорій-Гайк                                          | 5 жовтня 1991, м. Тирасполь (Республіка Молдова). З ранніх років покинув Молдову через початок Придністровського конфлікту. Навчався у Середній загальноосвітній школі села Кошелівка Хмельницької області, згодом вступив до Хмельницького спеціалізованого ліцею-інтернату поглибленої підготовки в галузі науки (сьогодні — Хмельницький ліцей ІІ-ІІІ ступенів Хмельницької обласної ради), який закінчив з відзнакою. Після завершення навчання вступив на юридичний факультет Львівського національного університету імені Івана Франка, там здобув освітню кваліфікацію «Магістр права». Протягом 8-ми років жив та працював у Казахстані на керівних посадах. У червні 2022 року повернувся до України, вступив до лав 79-ї окремої десантно-штурмової бригади Десантно-штурмових військ Збройних Сил України. Виконував бойові завдання на східному напрямку. | 21 червня 2023 | Загинув у боях із російськими окупантами. Чин похорону відбувся 28 червня у Вірменському катедральному соборі Успіння Пресвятої Богородиці у Львові. Похований на Личаківському цвинтарі. |
| 12032                          |                                 | Вовків Богдан                                                   | 15 березня 1970, с. Нагуєвичі, Львівської області. Закінчив Івано-Франківське училище, за спеціальністю — столяр. Із повномасштабним вторгненням приймав ВПО, підтримував та допомагав їм і військовим. У лютому був мобілізований до лав ЗСУ. Попри недугу виявив бажання іти на фронт та захищати рідний край. Проходив навчання на Яворівському полігоні. Відтак, з квітня виконував бойові завдання на Бахмутському напрямку. | 21 червня 2023 | Загинув виконуючи бойові завдання поблизу с. Хромове, Бахмутського району. Похорон відбувся 4 липня в селі Нагуєвичі на цвинтарі. |
| 12033                          |                                 | Крулів Роман                                                    | 28 червня 1985, с. Черніїв. Навчався в Черніївському ліцеї з 1992 по 2000 роки. Служив оператором-радіотелефоністом розвідувального відділення взводу спостереження та технічних засобів розвідки. Воював на Миколаївщині, Херсонщині, Донеччині та Луганщині. | 21 червня 2023 | Отримав вогнепально-уламкове поранення під час російського мінометного обстрілу. Похований на кладовищі у селі Черніїв. Посмертно нагородили відзнакою міського голови Івано-Франківська "За честь і звитягу" |
| 12034                          |                                 | Конончук Данило                                                 | 19 червня 1991, м. Ніжин Чернігівської області. Навчався у місцевій школі № 1 та ліцеї при Ніжинському університеті. У 2013 році навчався на військовій кафедрі та здобув первинне офіцерське звання. У 2015-му році закінчив із відзнакою Ніжинський державний університет імені Миколи Гоголя та здобув фах викладача соціальної педагогіки. Через три роки закінчив аспірантуру. Працював соціальним педагогом у Ніжинській гімназії № 3. У 2021-му влаштувався оператором відеоспостереження у компанію «SMART TEAM». Писав вірші, пісні і музику, створив рок-гурт «ВИРІЙ», який у 2018 році випустив альбом «Грані сновидінь». Служив у військовій частині А4883. | 21 червня 2023 | Загинув на Харківщині. Під час виконання бойового завдання офіцер підірвався на ворожій міні |
| 12035                          |                                 | Васалатій Олександр Володимирович                               | 18 травня 1988, житель с. Яланець Томашпільської громади Вінницької області. 15 березня 2023 року став на захист Батьківщини. Службу ніс у званні солдат, був навідником 1 десантно-штурмового відділення 1 десантно-штурмового взводу 1 десантно-штурмової роти 1 десантно-штурмового батальйону 80-ї окремої десантно-штурмової бригади. | 21 червня 2023 | Загинув поблизу населеного пункту Іванівське, Бахмутського району Донецької області. Нагороджений орденом «За мужність» III ступеня (посмертно). |
| 12036                          |                                 | Білий Едуард («Едос»)                                           | 48 років, с. Мизинівка Черкаської області. Більшу частину життя прожив у Черкасах. Закінчив Шевченківський гідромеліоративний коледж, де отримав спеціальність техніка-гідромеліоратора. Після строкової служби в армії працював у Черкасах помічником слідчого, потім був інспектором у податковій поліції, згодом — старшим інкасатором у ПриватБанку. Останні три роки працював у зерновій компанії «Хорс» начальником охорони. Цікавився мисливством, мав дозвіл на персональну рушницю, яку придбав за рік до війни, але так і не встиг використати. Під час повномасштабної війни чоловік добровільно поповнив лави ЗСУ. Служив у 67-ій окремій механізованій бригаді. Був командиром відділення протитанкових керованих ракет. | 21 червня 2023 | Загинув біля села Діброва на Луганщині. Коли українські захисники тримали позиції під час наступу ворога, в них влучила міна, внаслідок чого боєць отримав смертельні поранення. Похований на Алеї Слави кладовища № 4 у Черкасах. |
| 12037                          |                                 | Сайтарли Іван Іванович                                          | 6 листопада 1993 року, с. Владичень Одеської області. З листопада 2014 року в ЗСУ, в липні 2015 вирушив у свою першу ротацію в сектор М. В 2018 році демобілізувався та влаштувався водолазом на підприємство у Миколаєві. З початком повномасштабного вторгнення вступив до 123 окремої бригади ТРО, став командиром 3 розвідувального взводу 189 батальону бригади. 2 червня 2023 року нагороджений медаллю «За військову службу Україні». | 21 червня 2023 | Загинув в районі острова Великий Потьомкін Херсонського району Херсонської області. Декілька місяців вважався зниклим без вісті. Похований 8 жовтня у рідному селі. 6 листопада 2023 року у школі відкрили меморіальну дошку на його честь. |
| 12038                          |                                 | Соколовський Артем Олександрович\| \| \| \|                     | 5 грудня 1992, Сутиски, Вінницька область. Після закінчення школи навчався на спортивному факультеті Тиврівського ліцею поглибленої підготовки в галузі науки. В 2010—2013 роках навчався у Харківській академії внутрішніх військ. У 2017-му році підписав контракт з збройними силами. Брав участь у бойових діях на сході України. З початком повномасштабного вторгнення захищав Україну від російських окупантів в складі хмельницького окремого полку спеціального призначення ЗСУ. | 21 червня 2023 | Загинув в селі Васюківка поблизу Бахмута.. |
|                                |                                 | Василів Павло Васильович («Балу»)                               | 10 липня 2000, с. Верин, Львівська область. Молодший сержант | 21 червня 2023 | Ямполівка, Донецька область. |
|                                |                                 | Рильчук Сергій Володимирович                                    | 29 липня 1991, м. Чернівці. Проживав в селі Полянки Верховинського району, Івано-Франківської області. В 2015 році служив в АТО. Був поранений 15 травня 2022. Старший солдат, стрілець, помічник грантометника в/ч А4856. | 21 червня 2023 | Загинув в Луганській області від мінометного обстрілу |
|                                |                                 | Мельников Євген Олегович                                        | 22 червня 1990. 60 окремий батальйон, 109ТРО, кулеметник 3-ї роти, 3-го взводу, 3-го відділення. | 21 червня 2023 | Загинув під час виконання бойового завдання, поблизу н.п. Дружба Донецької області |
|                                |                                 | Пінчук Анатолій Васильович                                      | 7 листопада 1975. 60 окремий батальйон, 109ТРО, водій стрілецького відділення | 21 червня 2023 | Загинув під час виконання бойового завдання, поблизу н.п. Дружба Донецької області |
|                                |                                 | Рибалко Роман                                                   | 47 років. Брав участь в АТО. Запускав проєкт Національної поліції в 2016-му році. Колишній заступник командира Полку Національної поліції Кривого Рогу, підполковник. Вийшов на пенсію в квітні 2023 року та одразу записався в один з підрозділів спецпризначення Національної гвардії України. | 21 червня 2023 | Загинув на Запорізькому напрямку. Ворожий снаряд потрапив прямо в бліндаж. Залишилися дружина і дитина. Похований на Центральному кладовищі Кривогу Рогу |
|                                |                                 | Зубенко Сергій                                                  | 5.12.1974, м. Нікополь Дніпропетровської області. Навчався у Нікопольській гімназії № 10 Нікопольської міської ради. Здобув освіту у Нікопольському фаховому коледжі Дніпровського державного аграрно-економічного університету. Після завершення навчання проходив військову службу на посаді військового кінолога у лавах прикордонників на Львівщині. Впродовж 23 років пропрацював у Акціонерному товаристві «Нікопольський завод феросплавів». Із перших місяців повномасштабного вторгнення став на оборону Батьківщини. Захищав державу на східному напрямку фронту у лавах 53-ї окремої механізованої бригади. | 21 червня 2023 | Залишилися дружина та донька. Похорон відбувся 30 листопада 2024 у Львові . |
| 22 червня                      |                                 |                                                                 | |                | |
| 12039                          |                                 | Дячишин Віктор                                                  | 9 лютого 1987, м. Єзупіль. Вступив до війська 20 лютого 2023. Служив у 8-му окремому гірсько-штурмового батальйоні 10 окремої гірсько-штурмової бригади «Едельвейс». | 22 червня 2023 | Після поранень військовий лікувався в Чернівецькому обласному госпіталі ветеранів війни. Помер 22 червня 2023 року в Чернівецькій лікарні швидкої медичної допомоги. |
| 12040                          |                                 | Кохан Роман Віталійович                                         | 32 роки, мешкав в місті Белз. | 22 червня 2023 | Загинув біля населеного пункту Іванівське, що у Бахмутському районі Донецької області |
| 12041                          |                                 | Шимко Віталій                                                   | 14 березня 1993, м. Стебник. Був випускником стебницької гімназії № 6 імені Героїв АТО. Перед початком повномасштабного вторгнення чоловік мешкав в Ужгороді. Там був мобілізований у лави ЗСУ. Був матросом десантно-штурмового відділення військової частини А4210 (18ОБМП). | 22 червня 2023 | Загинув в Донецькій області |
| 12042                          |                                 | Петришин Михайло Іванович                                       | 23 листопада 1991. Був мобілізований 8 березня 2023 року. Служив стрільцем аеромобільного відділення, військова частина А0281. | 22 червня 2023 | Загинув під час виконання бойового завдання під Мар'їнкою Донецької області. Похорон відбувся 26 червня в Тернополі. Похований на Микулинецькому цвинтарі на Алеї Героїв. |
| 12043                          |                                 | Осолінський Олег                                                | 29 років, с. Чумалі. Стрілець-санітар взводу морської піхоти роти морської піхоти прослужив лише трохи більше місяця. | 22 червня 2023 | Загинув від ран, отриманих під час штурму ворожої позиції поблизу Макарівки Донецької області. Похорон відбувся 29 червня. |
| 12044                          |                                 | Борщовський Володимир                                           | м. Золочів, що на Львівщині. Був водієм-радіотелефоністом 2 стрілецького відділення 2 стрілецького взводу 2 стрілецької роти військової частини. | 22 червня 2023 | Загинув біля населеного пункту Хромове Бахмутського району Донецької області. |
| 12045                          |                                 | Гордієнко Олександр Васильович                                  | 17 листопада 1973. У лавах Збройних Сил України з січня 2023 року був старшим сапером інженерно-саперного відділення інженерно-саперного взводу механізованого батальйону однієї з військових частин. | 22 червня 2023 | Загинув під час виконання бойового завдання поблизу н.п. Новодарівка Пологівського району Запорізької області. |
| 12046                          |                                 | Васін Ілля Олександрович                                        | 1 серпня 1988. Був сапером інженерно-саперного відділення інженерно-саперного взводу механізованого батальйону однієї з військових частин. | 22 червня 2023 | Загинув під час виконання бойового завдання поблизу н.п. Новодарівка Пологівського району Запорізької області. |
| 12047                          |                                 | Цокурова Наталія Станиславівна                                  | Молодша сержантка, бойова медикиня. Вступила до лав ЗСУ 26 лютого 2022 року. | 22 червня 2023 | Загинула у бою від поранень після артилерійського обстрілу поблизу населеного пункту Берегове Херсонської області . |
| 12048                          |                                 | Нечволод Данило                                                 | 23 роки, народився на Донеччині. У юні роки вступив у Добровольчий український корпус "Правий сектор". З 2018 року проходив службу в Державній прикордонній службі України. Після початку повномасштабного вторгнення РФ в Україну старший сержант служив у 79 прикордонному загоні, брав участь в обороні Маріуполя, Марʼїнки, Волновахи, Херсона. | 22 червня 2023 | Загинув під час бойового завдання у Херсонській області, на лівому березі Дніпра. Похований в Коломиї . |
| 12049 … 12049                  |                                 | Україна                                                         | Військовослужбовці ЗС України. | 22 червня 2023 | |
| 23 червня                      |                                 |                                                                 | |                | |
| 12050                          |                                 | Каленіченко Павло Олексійович                                   | Активний учасник Революції гідності. 18 лютого 2014 року отримав вогнепальне поранення на Майдані. Згодом лікувався у Чехії. 17 лютого 2016 року Президент України Петро Порошенко підписав указ про нагородження орденом «За мужність» III ступеня. Після Революції гідності став одним із засновників громадської організації «Ініціативна група постраждалих/поранених на Майдані». Окрім того, допомагав створювати центр для учасників АТО та їхніх сімей «Бандерівський Схрон». На початку повномасштабного вторгнення РФ в Україну пішов служити у Сили спеціальних операцій ЗСУ. Згодом воював у розвідувальному батальйоні. Дивом вижив під Запоріжжям влітку 2022 року, коли автомобіль з б/к наїхав на протитанкову міну. Отримав поранення ноги та ока. Вилікувався і знову повернувся у бій. | 23 червня 2023 | Загинув на Сумщині потрапивши у засідку ДРГ . |
| 12051                          |                                 | Осадчук Роман                                                   | 1990, с. Сороки Коломийського району. В лавах ЗСУ служив молодшим сержантом. | 23 червня 2023 | Загинув під час бойового завдання поблизу села Іванівське Бахмутського району Донецької області, потрапив під мінометно-артилерійський обстріл військових РФ. |
| 12052                          |                                 | Гевці Василь Олександрович                                      | селище Чинадійово. | 23 червня 2023 | [ 354 ] |
| 12053                          |                                 | Свирид Василь Васильович                                        | м. Нікополь. Працював понад 20 років у Нікопольській міський лікарні № 4 в акушерсько-гінекологічному відділенні лікарні. Був фахівцем своєї справи та уважним до своїх пацієнток. | 23 червня 2023 | Похорон відбувся 27 червня 2023 |
| 12054                          |                                 | Грицак Андрій                                                   | 1987, с. Сімерки. Воював у складі 95 ОДШБ | 23 червня 2023 | . |
| 12055                          |                                 | Трофімов Анатолій                                               | 14 липня 1981, с. Орлівка, АР Крим. У 1984-му родина переїхала до Срібного, що на Прилуччині, де Анатолій закінчив місцеву загальноосвітню школу. З 1999 року проходив військову службу, йому присвоїли військове звання «сержант». Далі працював у Срібнянському відділенні АТ «Укртелеком». З часом чоловік переїхав до села Пирогівці того ж Прилуцького району, а у 2010 році одружився. Працював на Прилуцькій тютюновій фабриці. У грудні 2022 року чоловік долучився до оборонців України. Службу ніс у складі одного з підрозділів військової частини А4123, був на посаді стрільця. | 23 червня 2023 | Загинув під час виконання бойового завдання на Луганщині. Похорон відбувся 27 червня, похований на цвинтарі в Прилуках. |
| 12056                          |                                 | Гонтар Олександр                                                | Випускник історичного факультету університету Шевченка 1999 року. До повномасштабної війни працював завідувачем Сектору освітньої роботи Музею Історії Десятинної Церкви. | 23 червня 2023 | Загинув на Донецькому напрямку |
| 12057                          |                                 | Кобилюх Володимир                                               | с. Скнилів Золочівського району. Служив навідником десантно-штурмового батальйону. | 23 червня 2023 | Загинув поблизу населеного пункту Кремінна Луганської області, внаслідок стрілецького бою |
| 12058                          |                                 | Сохан Любомир                                                   | 35 років, с. Жирова Ходорівської громади. Служив у 18 окремому батальйоні морської піхоти. | 23 червня 2023 | Загинув в районі населеного пункту Старомайське Донецької області під час виконання бойового завдання. Чин похорону відбудеться у селі Жирова. |
| 12059                          |                                 | Костюк Дмитро Петрович                                          | 10 травня 1992, житель села Лука-Мелешківська Вінницької області. Старший солдат 80-ї окремої десантно-штурмової бригади. | 23 червня 2023 | Загинув під час виконання бойового завдання в районі Бахмутського напрямку. Похований 29 червня 2023 року в с. Лука-Мелешківська. Нагороджений орденом «За мужність» III ступеня (посмертно). |
| 12060                          |                                 | Ковальчук Юрій Петрович                                         | 17 квітня 1993, житель с. Перемиль Берестечківської громади Луцького району. Призваний на військову службу 2 травня 2023 року. Солдат, стрілець-номер обслуги 4, десантно-штурмового відділення 1, десантно-штурмового взводу 2, десантно-штурмової роти 1, десантно-штурмового батальйону 80-ї окремої десантно-штурмової бригади. | 23 червня 2023 | Загинув поблизу села Іванівське Бахмутського району Донецької області під час виконання бойового завдання. Похований у с. Вербень Демидівської громади Рівненської області. Нагороджений орденом «За мужність» III ступеня (посмертно). |
|                                |                                 | Гладкий Дмитро                                                  | 19.08.1975, м. Львів. Навчався у Ліцеї №52 Львівської міської ради. Закінчив історичний факультет Львівського національного університету імені Івана Франка. Після завершення навчання працював зв’язківцем у Львівській філії Акціонерного товариства «Укртелеком». Згодом обіймав посаду завідувача на підприємстві «Віконні системи». Із початком повномасштабного вторгнення російської федерації став на захист Батьківщини від російських загарбників. Боронив суверенітет та територіальну цілісність держави на посаді командира бойової машини-командира відділення у складі 33-ї окремої механізованої бригади ЗСУ. | 23 червня 2023 | Похорон відбувся 21 червня 2024 у Львові. Залишилися мама та сестра |
|                                |                                 | Перевертайло Валентин Олександрович («Берил»)                   | 14.06.1996, селище Зачепилівка, Харківська область. Капітан, 93ОМБр. Командир 3-ї самохідної артилерійської батареї. Захищав Охтирку та звільняв Тростянець. | 23 червня 2023 | Загинув поблизу Часового Яру врятувавши двох побратимів. Похований в селищі Зачепилівка Красноградського району на Харківщині |
|                                |                                 | Матвійчук Олександр Володимирович                               | 1 лютого 1987, м. Южне. Солдат механізованого батальйону в/ч А4699. | 23 червня 2023 | Загинув в районі н.п. Роботине Пологівського р-ну Запорізької області. Похорон відбувся 11 жовтня 2024 . |
| 24 червня                      |                                 |                                                                 | |                | |
| 12060                          |                                 | Наумчук Віталій                                                 | 42 роки, м. Ковель. | 24 червня 2023 | Загинув на Донеччині. |
| 12061                          |                                 | Кузів Олександр                                                 | 42 роки, с. Слобода-Рівнянська Калуського району Івано-Франківської області. Був мобілізований у 2022 році. | 24 червня 2023 | Помер на Закарпатті в лікарні після отриманих травм на війні. Похорон відбувся 29 червня 2023 |
| 12062                          |                                 | Рибалко Михайло                                                 | с. Максимівка Харківської області. | 24 червня 2023 | Загинув в районі села Миньківка Бахмутського району під час штурмових дій |
| 12063                          |                                 | Шукаль Михайло Михайлович                                       | 14 вересня 1994, с. Оноківці Закарпатської області. Після повномасштабного вторгнення росії на українські землі добровільно пішов на війну, бажаючи захистити рідну землю від ворога. | 24 червня 2023 | Загинув біля міста Кремінна Сіверськодонецького району Луганської області. Похорон відбувся 29 червня в селі Оноківці. |
| 12064                          |                                 | Гайдучок Роман-Дмитро                                           | 9 жовтня 1991. Закінчив Ліцей № 74 імені Марійки Підгірянки Львівської міської ради. Навчався у Національному лісотехнічному університеті України, згодом вступив до Міжрегіонального центру професійно-технічної освіти художнього моделювання і дизайну міста Львова, здобув професію «Кухар; кондитер». Із початком повномасштабного вторгнення російської федерації, попри відсутність військового досвіду, став на захист Батьківщини. Виконував бойові завдання на східному напрямку у лавах 13-го окремого десантно-штурмового батальйону імені Героя України полковника Тараса Сенюка 95-ї окремої десантно-штурмової бригади Десантно-штурмових військ Збройних Сил України. | 24 червня 2023 | Похований 30 червня на Личаківському цвинтарі |
| 12065                          |                                 | Боровський Дмитро Станіславович                                 | 1983. м. Подільськ Одеської області. | 24 червня 2023 | Загинув у боях на Донеччині. Похорон відбувся 29 червня на головній площі міста Подільськ. |
| 12066                          |                                 | Гурський Андрій                                                 | 45 років, м. Будапешт, Угорщина. Батько Андрія був військовим льотчиком і служив в Будапешті. Навчався у середній школі № 52 міста Львова. У 1996 році закінчив колишнє Професійно-технічне училище № 1 за професією «електромонтер з ремонту та обслуговування промислового електрообладнання». Протягом останнього періоду працював старшим менеджером з продажу у мережі магазинів. Із початком повномасштабного вторгнення Росії в Україну, попри відсутність військового досвіду, став на захист Батьківщини до лав військової частини А4821 Збройних Сил України. | 24 червня 2023 | Похорон відбувся 3 липня 2023 на Личаківському цвинтарі |
| 12067                          |                                 | Стан Сергій («Тайсон»)                                          | 41 рік, місто Кишинів, Молдова. У 3 роки переїхав із родиною до села Золоті Пруди Донецької області. Там навчався у школі. Згодом закінчив Донецьке культурно-просвітницьке училище. Працював за робітничими професіями в Донецьку, потім — на шахті «Свято-Покровська». Захоплювався спортом, зокрема, важкою атлетикою та воркаутом. Брав участь у змаганнях. До повномасштабної війни чоловік пішов на службу за контрактом до лав Військово-морських сил ЗСУ. Служив у 35-ій окремій бригаді морської піхоти імені контрадмірала Михайла Остроградського. Від початку вторгнення разом із побратимами продовжував воювати проти окупантів. Брав участь у звільненні Херсонщини, потім виконував бойові завдання під Вугледаром та Авдіївкою на Донеччині. Старший матрос. | 24 червня 2023 | Загинув в районі села Сторожеве на Донеччині. Захисник отримав смертельні осколкові поранення під час виконання бойового завдання. Похований в селі Золоті Пруди на Донеччині. |
| 12068                          |                                 | Мельник Микола                                                  | 1976, с. Пациків Вигодської громади. Служив стрільцем-санітаром штурмового відділення однієї з військових частин. | 24 червня 2023 | Загинув у Запорізькій області під час бойового завдання . |
| 12069                          |                                 | Скірин Дмитро Анатолійович                                      | 1 листопада 2000, м. Івано-Франківськ. Навчався у ліцеї № 2 Івано-Франківської міської ради. У січні 2023 року долучився до лав ЗСУ. Служив у 10 окремій гірсько-штурмовій бригаді "Едельвейс". Солдат-кулеметник | 24 червня 2023 | Загинув у бою 24 червня 2023 року поблизу села Берестове Донецької області. Нагороджений орденом "За мужність" 8 листопада 2023 року . |
|                                |                                 | Білас Григорій                                                  | 50 років, с. Мальованка Великолюбінської громади. Від початку повномасштабного вторгнення став на захист України. | 24 червня 2023 | Загинув поблизу населеного пункту Роботине Запорізької області. Вважався зниклим безвісти близько року. Похорон відбувся 1 липня 2024 |
|                                |                                 | Биканов Владислав                                               | 26 червня 2000, м. Черкаси. Випускник Черкаської школи №28 (після 9-го класу), а потім школи №25 (10 — 11 клас), син учительки математики 28-ї школи. Служив помічником начальника зв’язку відділення зв’язку окремої механізованої бригади “Маґура”, старший лейтенант. | 24 червня 2023 | Загинув на Запоріжжі . |
|                                |                                 | Варга Артем                                                     | | 24 червня 2023 | Загинув внаслідок артилерійського обстрілу у районі села Роботине Запорізької області . |
|                                |                                 | Оніщук Сергій                                                   | 38 років, с. Білин на Волині. Навчався у Дніпропетровському національному університеті залізничного транспорту імені академіка В. Лазаряна, де здобув кваліфікацію інженера-механіка. Із 2007 року працював у пасажирському вагонному депо Ковель. Трудовий шлях розпочав слюсарем, потім був бригадиром і понад десять років – майстром. 25 лютого 2022 мобілізований. Рік прослужив у роті охорони Ковельського районного територіального центру комплектування та соціальної підтримки. Після цього отримав наказ боронити Україну від російської армії на передових позиціях. Був командиром взводу 33-ої окремої механізованої бригади, старший лейтенань. | 24 червня 2023 | Загинув внаслідок ворожого артилерійського обстрілу поблизу села Роботине Запорізької області. Певний час військовий вважався зниклим безвісти. Залишились дружина Ірина та син Олександр . |
|                                |                                 | Ніхаєнко Володимир Миколайович                                  | Грав футбол за рідне селище Обертин. Працював будівельником і водієм. Після початку повномасштабного вторгнення долучився до ЗСУ. Був командиром артилерійської батареї. | 24 червня 2023 | Помер в госпіталі в Києві не вийшовши з коми після отриманого поранення 19 червня біля села Різниківка на Бахмутському напрямку. Залишилися дружина та двоє синів. |
|                                |                                 | Деменев Валерій Анатолійович                                    | 26 жовтня 1995, с. Матусів Шполянського району Черкаської області. Був командиром стрілецького відділення. Із квітня 2022 року брав участь у боях за Луганщину, Донеччину та Харківщину. | 8 липня 2023   | Загинув, виконуючи бойове завдання, біля с. Лиман Перший Куп'янського району Харківської області. Герой України (посмертно, 21.02.2025). |
| 25 червня                      |                                 |                                                                 | |                | |
| 12070                          |                                 | Саманюк Юрій Юрійович («Тринадцятий»)                           | 10 квітня, м. Ворохта. У цивільному житті він був тренером з рукопашного спорту, виготовляв меблі. Був відомим бійцем із фрі-файту, рукопаш-гопака, займався спортивним туризмом, грав на народних музичних інструментах. Кавалер ордена «За мужність» III ступеня (2022). Очолював Івано-Франківський обласний осередок ВГО «Всеукраїнська федерація фрі-файту, контактних єдиноборств та змішаних бойових мистецтв», а також очолював обласну організацію партії «Пряма дія». Під час повномасштабного російського вторгнення в Україну служив у складі Української добровольчої армії та 93-ї окремої механізованої бригади «Холодний Яр». Брав участь у боях за Київщину, Харківщину і Бахмут. Перевівся із 93-ї окремої механізованої бригади ЗСУ «Холодний Яр» у 78-й полк спеціального призначення «Герць». | 25 червня 2023 | Загинув у боях поблизу села Мала Токмачка Запорізької області |
| 12071                          |                                 | Данько Олег Геннадійович                                        | 1968, с. Жабка Луцької громади. Був мобілізований на військову службу по мобілізації до складу військової частини на посаду головного сержанта — командира відділення зенітно-ракетного взводу стрілецького батальйону. | 25 червня 2023 | Загинув під час виконання бойового завдання щодо захисту територіальної цілісності та незалежності України в районі населеного пункту Степова Новоселівка Харківської області. Похорон відбувся 29 червня на цвинтарі в селі Дачне. |
| 12072                          |                                 | Сакулич Юрій                                                    | Служив у 5 окремій штурмовій бригаді, 3 окрема штурмова рота. | 25 червня 2023 | [ 389 ] |
| 12073                          |                                 | Семенович Сергій                                                | 1975, м. Березне. Був мобілізований 26 лютого 2022 року. | 25 червня 2023 | Загинув під час виконання бойового завдання в районі населеного пункту Степова Новоселівка Куп'янського району Харківської області. |
| 12074                          |                                 | Войцеховський Сергій                                            | 29 років, м. Вінниця. Закінчив школу із золотою медаллю. Отримав червоний диплом у Харківській Національній академії Нацгвардії України. Брав участь в АТО/ ООС, воював у найгарячіших точках операції. На війні з 2014 року. У 2021 році через травму та підірване здоров'я, був змушений звільнитися. З початком повномасштабного вторгнення добровільно повернувся у лави Національної гвардії, у військову частину 3008, 40-й полку НГУ імені Данила Нечая. Побратими відмічають, що він був професіоналом БТРів. Вмів добре їх лагодити та влучно стріляти. До свого 30-ліття воїн не дожив лише три тижні. | 25 червня 2023 | Загинув при виконанні бойового завдання. Похований на Алеї Слави Сабарівського кладовища |
| 12075                          |                                 | Цимбарович Антон Олександрович                                  | 24 квітня 1996, проживав у Полтаві. Призваний Полтавським об'єднаним міським територіальним центром комплектування та соціальної підтримки 1 травня 2023 року до військової частини А 0281 — 95 ОДШБр на посаду стрілець-снайпер 2 десантно-штурмового відділення, 1 десантно-штурмового взводу, 5 десантно-штурмової роти 2 десантно-штурмового батальйону. | 25 червня 2023 | Загинув біля населеного пункту Діброва Лиманського району Донецької області. |
| 12076                          |                                 | Беген Степан                                                    | 8 травня 1966, с. Колодруби Львівської області. Навчався у Колодрубівському закладі загальної середньої освіти І-ІІІ ступенів. Закінчив Державний навчальний заклад «Львівське вище професійне училище торгівлі та сфери послуг». Після завершення навчання проходив військову службу у лавах десантно-штурмових військ. Протягом 15-ти років працював на фабриці із виготовлення виробів із хутра у Львові, згодом — у сфері торгівлі. Із перших місяців повномасштабного вторгнення став на захист Батьківщини від російських загарбників. Боронив суверенітет та територіальну цілісність держави на східному напрямку у складі військової частини Т0910. Під час проходження служби Степану Бегену було присвоєно звання «молодший сержант». | 25 червня 2023 | Похований 30 червня на Личаківському цвинтарі |
| 12077                          |                                 | Орлова Ілона                                                    | 17 лютого 1993, с. Жовчів Івано-Франківської області. Навчалась у Калуському ліцеї № 5 Калуської міської ради Івано-Франківської області, згодом вступила до Середньої загальноосвітньої школи І-ІІІ ступенів № 48 міста Львова. Закінчила Львівський національний медичний університет імені Данила Галицького. Проходила інтернатуру у столиці. У мирний час працювала сімейним лікарем у селищі міського типу Драбів Черкаської області. Старший лейтенант медичної служби. У грудні 2019 року добровільно вступила до лав 2-ї окремої Галицької бригади Західного оперативно-територіального об'єднання Національної гвардії України. Згодом проходила службу у Вінниці. Із початком повномасштабного вторгнення виконувала завдання у «гарячих точках» фронту у лавах 14-ї бригади Національної гвардії «Червона Калина». | 25 червня 2023 | Похорон відбувся 29 червня у Львові. |
| 12078                          |                                 | Тріщ Володимир                                                  | 15 вересня 1990. Навчався у Середній загальноосвітній школі № 64 міста Львова. У 2008 році закінчив Вище професійне училище № 20 міста Львова, згодом — Українську академію друкарства. Учасник Революції Гідності, у 2014 році приєднався до лав «Правого сектору». Виконував бойові завдання у зоні проведення антитерористичної операції у складі 5-го окремого батальйону Добровольчого Українського Корпусу «Правий сектор». Потім вступив до підрозділу патрульної поліції особливого призначення «Гарпун». Постійно навчався військовій справі: проходив підготовку на базі 197-го центру підготовки сержантського складу Сухопутних військ ЗСУ, у 2020 році здобув кваліфікацію «Інструктор І рівня БАрС» та закінчив навчання у Військовому коледжі сержантського складу Національної академії сухопутних військ імені гетьмана Петра Сагайдачного. Протягом 2021—2022 років входив до 18-го окремого вертолітного загону ЗСУ Місії ООН у Демократичній Республіці Конго. Із початком повномасштабного вторгнення проходив військову службу на посаді командира підрозділу у складі військової частини А4002, виконував завдання на східному напрямку фронту. У вільний час озвучував аніме і серіали українською мовою, любив комп'ютерні ігри та був затятим колекціонером. | 25 червня 2023 | Похорон відбувся 29 червня у Львові. |
| 12079                          |                                 | Браславський Руслан Миклайович                                  | 1978, с. Уланів. Мешкав в місті Хмільник. | 25 червня 2023 | Похорон відбувся 30 червня |
| 12080                          |                                 | Клітний Антон                                                   | У 2015 року закінчив факультет соціології і права КПІ за спеціальністю «право» | 25 червня 2023 | Загинув під час виконання завдання під Запоріжжям. Був смертельно вражений кулею ворога. |
| 12081                          |                                 | Завольський Іван Михайлович («Танк»)                            | 13 червня 1980, м. Ужгород. Закінчив місцеву школу № 12 міста Ужгород, після чого вступив в ПТУ № 6, де здобув освіту столяра. Тривалий час працював за кордоном та в рідному місті, постійно вдосконалював свої професійні навички, мав золоті руки. Був нащадком Фірцака-Кротона, найсильнішої людини ХХ століття. Пишався цим і сам мав спортивні досягнення та хорошу фізичну форму, здобув кандидата майстра спорту з важкої атлетики. Був волонтером та допомагав постраждалим. Але в один момент він чітко вирішив для себе, що більше не може дозволити собі бути просто спостерігачем, тому пішов боронити нашу державу. був старшим стрільцем 4-го десантно-штурмового відділення військової частини А0281 | 25 червня 2023 | Загинув в Луганській області внаслідок артилерійського обстрілу, захищаючи Україну від російських окупантів. Похорон відбувся 4 липня в Ужгороді |
| 12082                          |                                 | Марцевич Вадим Вікторович                                       | 26 листопада 1996, с. Гаївка (Смолінська селищна громада). У ЗСУ служив старшим солдатом. У бійця залишились батьки й брат. | 25 червня 2023 | Загинув під час артилерійського обстрілу позицій російськими військовими біля населеного пункту Новоданилівка Запорізької області. |
|                                |                                 | Кобешов Дмитро                                                  | Працював гірничим майстром шахтоуправління гірничого департаменту підприємства «АрселорМіттал Кривий Ріг». До лав Збройних сил його мобілізували 21 березня 2023. | 25 червня 2023 | Деякий час його вважали зниклим безвісти. Втім наразі вдалося встановити, що військовий загинув 25 червня цього року в боях біля села Роздолівка у Бахмутському районі Донеччини. |
|                                |                                 | Дьомін Владислав                                                | 28 років, с. Великі Кринки Глобинської громади. На військову службу його призвали у квітні 2023-го року. Був старшим стрільцем-оператором механізованого відділення у складі 30-ї окремої механізованої бригади імені князя Костянтина Острозького. | 25 червня 2023 | Зник безвісті на Донеччині під час наступальних дій в районі села Міньківка Донецької області |
| 26 червня                      |                                 |                                                                 | |                | |
| 12083                          |                                 | Лазарев Ігор Миколайович                                        | 1987, с. Дорофіївка Підволочиської селищної громади. Молодший сержант 79-тої десантної-штурмової бригади ЗСУ. | 26 червня 2023 | Загинув на Донеччині. Нагороджений орденом «За мужність» III ступеня (посмертно). |
| 12084                          |                                 | Дзендзя Юрій                                                    | 31 грудня 1976. Був старшим лейтенантом. На фронті служив командиром протитанкового взводу 2 єгерського батальйону одного з військових формувань. | 26 червня 2023 | Загинув внаслідок мінно-вибухової травми поблизу села Павлівка Волноваського району Донецької області. |
| 12085                          |                                 | Пархоменко Ростислав(«Рос»)                                     | 17 травня 1993, м. Чернігів. Закінчив військовий ліцей у Києві та пізніше став розвідником. На військовій службі із серпня 2010 року. | 26 червня 2023 | Похований у селі Хмільниця Чернігівської області. |
| 12086                          |                                 | Оніщук Олександр Олексійович                                    | 18 березня 1975, м. Первомайськ. Проживав у с. Корпилівка. | 26 червня 2023 | Загинув під час наступальних дій в населеному пункті Яковлівка, Бахмутського району. |
| 12087                          |                                 | Парфанюк Ростислав                                              | 36 років, м. Львів. Навчався у Середній загальноосвітній школі № 23 міста Львова. Здобув вищу освіту у Національному лісотехнічному університеті України. У мирний час працював за фахом у сфері деревообробки та виробництва меблів. Із початком повномасштабного вторгнення Росії став на захист Батьківщини від російських окупантів. Виконував бойові завдання на східному напрямку у лавах 68 окремої єгерської бригади імені Олекси Довбуша оперативного командування «Захід» Сухопутних військ ЗСУ. | 26 червня 2023 | Загинув на фронті. Похований 5 липня у Львові |
| 12088                          |                                 | Кошелєв Юрій                                                    | Закінчив Таврійський державний агротехнологічний університет, де здобув професію інженера-енергетика. До початку повномасштабного вторгнення працював на АТ «Херсонобленерго». У вересні 2022 року евакуювався разом з родиною до Новояворівська Львівської області. До квітня 2023 року працював на ПрАТ «Львівобленерго». Потім — захищав Україну у складі 81 окремої аеромобільної бригади. | 26 червня 2023 | Загинув біля Кремінної Луганської області. Похований в місті Новояворівськ Львівської області. |
| 12089                          |                                 | Роговець Олег                                                   | с. Підберізці Львівського району. Мав звання сержанта. Захищав Україну від військ РФ на східному напрямку. | 26 червня 2023 | Воїн загинув 26 червня 2023 року біля Старомайорівського Волноваського району Донецької області. |
|                                |                                 | Дмітрієв Дмитро («Денчик»)                                      | 28 років, м. Миколаїв. Закінчив загальноосвітню школу № 1 імені Олега Ольжича. Потім навчався в Одеській морській академії та Миколаївському національному аграрному університеті, але так і не закінчив навчання, оскільки не відчував тяги до обраних професій. Працював на будівництві, допомагав у виготовленні та укладанні тротуарної плитки. Грав на ударних, гітарі, мав відмінний слух. Любив музику. Попри прагнення захищати рідну країну, його не взяли до лав ЗСУ через відсутність досвіду. Через рік він прийшов знову та був відправлений на військові навчання до Великобританії, де потрапив у п'ятірку кращих. Коли повернувся до України, став кулеметником 35-ї окремої бригади морської піхоти і вирушив на Донбас. Матрос. | 26 червня 2023 | Загинув прикриваючи відхід побратимів в районі села Старомайорське на Донеччині. Ворожий снаряд влучив прямо в окоп, з якого він відстрілював позиції окупантів з кулемета. |
|                                |                                 | Сватко Дмитро Васильович                                        | 38 років. | 26 червня 2023 | Загинув на Донеччині |
|                                |                                 | Євич Павло Володимирович                                        | | 26 червня 2023 | [ 409 ] |
|                                |                                 | Пікуза Ярослав Віталійович («Манчестер»)                        | 12.08.1984., м. Ірпінь. Навчався в середні школі №1 та №12. Після 9-го класу вступив до Київського вищого залізничного училища, продовжив освіту в коледжі за спеціальністю “Менеджмент”, але знайшов себе в професії художника-постановника, працюючи на телеканалі СТБ. Працював у таких проєктах, як «МайстерШеф», «Хата на тата», «Холостяк» та «Битва екстрасенсів». Після початку повномасштабного вторгнення долучився до ТРО. Майже одразу отримав поранення, опинився в лікарні. Один із осколків, який влучив у вухо, так і не змогли дістати. Після одужання повернувся до лав ЗСУ. Спочатку він був мінометником, але дуже хотів потрапити до своїх ірпінських хлопців, які перебували в штурмовій бригаді, тому через рік пішов у піхоту». | 26 червня 2023 | Загинув 26 червня 2023 року під Бахмутом неподалік населеного пункту Іванівське Бахмутського району. Залишився син, якому на момент загибелі батька було лише 9 років . |
|                                |                                 | Ніколаєв Іоанн                                                  | 21 травня 1992, Дунаївці. Мобілізований у травні 2023 року | 26 червня 2023 | Загинув під час ведення наступально-штурмових дій поблизу населеного пункту Яковлівка Донецької області. З того часу вважався безвісти зниклим. У грудні 2024 року результати ДНК-експертизи підтвердили загибель бійця. Залишилась мама |
| 27 червня                      |                                 |                                                                 | |                | |
| 12090                          |                                 | Сенич Володимир                                                 | м. Рахів. Був військовослужбовцем 69-го батальйону ТрО. З перших днів повномасштабного вторгнення захисник добровільно приєднався до територіальної оборони міста Рахів, надалі — до лав Збройних сил України. За час проходження служби гідно виконував бойові завдання та разом з побратимами обороняв українську землю від російських загарбників. | 27 червня 2023 | Загинув у Сімській області. |
| 12091                          |                                 | Суховій Артем Олегович («Сухий»)                                | 23 липня 2000 (22 роки), м. Черкаси. Боровся з несправедливістю в судах по справі Сергієнка, незаконних забудов, з браконьєрами, розливайками, та наркоторгівлею в місті. Кілька останніх років жив в Європі та повернувся в Україну, щоб стати на захист. Бойовий медик 1-го штурмового батальйону 3ОШБр. | 27 червня 2023 | Загинув внаслідок ракетного удару по піцерії RIA Pizza в центрі Краматорська. Похорон відбувся 4 липня. |
| 12092                          |                                 | Шумінський Андрій                                               | с. Вороняки Золочівського району. Був водієм-електриком 1 стрілецького взводу. | 27 червня 2023 | Загинув під час виконання військового обов'язку. У Андрія залишилося дві сестри. |
| 12093                          |                                 | Ковальчук Зоряна                                                | м. Броди, Золочівського району. Служила у ЗСУ з 2016 року. Старший солдат 16-ї окремої бригади армійської авіації «Броди». | 27 червня 2023 | Загинула на сході України |
| 12094                          |                                 | Вража Олександр                                                 | 24 роки, м. Кривий Ріг. До повномасштабного вторгнення він працював прохідником на АТ «Криворізький залізорудний комбінат». До початку великої війни він працював підземним гірником, а згодом став прохідником на шахті «Криворізька». У 2018—2020 роках пройшов строкову службу у лавах Збройних Сил України. Мобілізований 8 березня 2022 року. Служив гранатометником, отримав звання старшого солдата. | 27 червня 2023 | Загинув на Донеччині. Останні бойові завдання захисник виконував у населеному пункті Роздолівка, Бахмутського району, де під час боїв 27 червня загинув, виконуючи свій обов'язок до останнього подиху. |
| 12095                          |                                 | Ян Торторичі(«Френк»)                                           | 23 роки. Ветеран морської піхоти США. Приїхав в Україну 15 місяців до загибелі. Воював у складі Інтернаціонального легіону | 27 червня 2023 | Загинув внаслідок ракетного удару по піцерії RIA Pizza в центрі Краматорська. |
| 12096                          |                                 | Саприкін Павло Анатолійович                                     | 28 червня 1976 року, м. Київ. Солдат, стрілець 241 бригада 243 батальйону ТРО м. Київ. Закінчив Національний авіаційний університет за напрямом «Психологія». Працював, мав власний бізнес. Із початком повномасштабного вторгнення увійшов до лав 243 батальйону територіальної оборони м. Києва. Без батька залишився 10-річний син. | 27 червня 2023 | 27 червня 2023 року загинув біля м. Бахмуту, внаслідок отриманого поранення при виконанні бойового завдання. Похований 12 липня 2023 року на Берковецькому кладовищі у м. Києві. 42 ділянка, 17 ряд. |
| 12097                          |                                 | Борисюк Андрій Вікторович                                       | с. Подільске Немирівської громади. | 27 червня 2023 | Загинув на Донеччині |
| 12098                          |                                 | Сокуренко Володимир Сергійович («Сокіл»)                        | 14 лютого 1984, м. Баштанка, Миколаївської області. У 1999 році закінчив дев’ять класів Баштанської ЗОШ №2. Займався активно боротьбою. Після школи поступив до Баштанського професійно-технічного училища №9, яке закінчив в 2002 році за фахом будівельник. Тривалий час працював у Франції, де займався встановленням вікон. Боровся проти держави-терориста у складі 125-ї окремої бригади територіальної оборони ЗСУ, служив командиром стрілецького відділення. За час служби отримав звання "молодший сержант" | 27 червня 2023 | Загинув, виконуючи бойові завдання, поблизу с. Діброва на Луганщині. |
| 12099                          |                                 | Тимощук Віктор Миколайович («Батя»)                             | 52 роки, с. Кириївка Житомирської області. Жив у селі Авратин. Здобув середню спеціальну освіту за професіями механізатора та шофера. Працював у колгоспі трактористом, в останні роки займався ремонтом будинків. З перших днів повномасштабного вторгнення чоловік пішов на фронт. Спочатку служив у 95-ій окремій десантно-штурмовій бригаді ЗСУ. В 2023 році був переведений до 103-ї окремої бригади територіальної оборони | 27 червня 2023 | Загинув біля села Кислівка Куп'янського району Харківської області. Похований в селі Авратин на Житомирщині |
|                                |                                 | Ксьонз Владислав Петрович                                       | 21.03.1999р.н., житель с.Підгайці Волинської області. солдат, 33 ОБМР | 27 червня 2023 | Помер в обласній клінічній лікарні м.Запоріжжя від отриманих важких поранень поблизу с.Мала Токмачка. |
| 28 червня                      |                                 |                                                                 | |                | |
| 12028                          |                                 | Філон Олександр Русланович («Вірний»)                           | 17 липня 1997, м. Ковель. У 2015 році прийшов до Азову, потім був на посаді Голови Ковельського осередку Національного Корпусу. Був тренером з рукопашного гопаку у спортивному клубі «СІЧ», керівником ГО Цивільний Корпус «АЗОВ» Ковель, керівником Ковельського осередку ПП «Національний Корпус». У 2019 році заснував та очолив Правильний простір «ВАТРА». 24 лютого він зібрав найкращих і пішов воювати. Служив командиром 4-го взводу, 2-ї роти, 2-го штурмового батальйону 3ОШБр. | 28 червня 2023 | Загинув під час штурму ворожих позицій у стрілковому бою на Бахмутському напрямку. |
| 12029                          |                                 | Кротич Кирило Геннадійович («Моднік»)                           | 23 роки, м. Черкаси. Служив кулеметником штурмового батальйону, боєць 2 роти 2 штурмового батальйону 3ОШБр. | 28 червня 2023 | Загинув при штурмі позицій ворога. Похорон відбувся 4 липня в селі Хутори . |
| 12030                          |                                 | Будзанович Микола Миколайович («Будз»)                          | 10 квітня 1974, с. Бистрець Зеленської громади. Був гранатометником стрілецького відділення одного з військових формувань ЗСУ. | 28 червня 2023 | Загинув поблизу Бахмута Донецької області під час танкового обстрілу військами РФ. |
| 12031                          |                                 | Сидляр Володимир Іванович                                       | 42 роки, Підгайцівська громада Луцького району. | 28 червня 2023 | Похований на місцевому кладовищі |
| 12032                          |                                 | Демченко Володимир                                              | 26 років, Первомайський. Навчався у місцевій школі № 5. Потім закінчив ПТУ № 29, де здобув спеціальність газозварювальника. До лав ЗСУ хлопець вступив 18 квітня 2022 року. На війні отримав спеціальність помічника гранатометника | 28 червня 2023 | Загинув під час виконання бойового завдання у Лугівському Запорізької області. |
| 12033                          |                                 | Вірстюк Василь Степанович                                       | 15 листопадп 1986, Солотвинська громада. | 28 червня 2023 | . |
| 12034                          |                                 | Лисенко Дмитро Миколайович                                      | 25 серпня 1995, м. Лисичанськ. Снайпер. Вперше на війну він потрапив у 2016 році, відслужив трирічний контракт і повернувся до цивільного життя — працював айтівцем. З початком повномасштабного російського вторгнення знову пішов до лав, 25 лютого долучився до лав ТРО Харкова. Брав участь у звільненні Харківщини. Мріяв повернутись у Лисичанськ у перші дні після звільнення. | 28 червня 2023 | Російський танк влучив у бліндаж, де він перебував. Загинув на місці від травм несумісних з життям. Пару днів не могли вивезти його тіло, бо були щільні обстріли. Похований 5 липня на харківському кладовищі № 18 |
| 12035                          |                                 | Созонюк Юрій                                                    | 37 років, м. Кривий Ріг. Працював прохідником шахтобудівельного управління «Сухої Балки». Працював підривником, завзято опановував новітню техніку. Служив стрільцем-зенітником, звання старший солдат. Із початку червня, разом з побратимом почав один за одним звільняти захоплені окупантами містечка та села на Запорізькому напрямку | 28 червня 2023 | [ 426 ] |
| 12036                          |                                 | Ратніков Юрій Євгенійович                                       | 1986 р. н., житель м. Вінниця. Став до лав ЗСУ в березні 2023 року. Служив у 80-й десантно-штурмовій бригаді. | 28 червня 2023 | Загинув на Донецькому напрямку під час масованого обстрілу позицій наших захисників. Похований 1 липня 2023 року у Вінниці. Нагороджений орденом «За мужність» III ступеня (посмертно). |
| 12037                          |                                 | Чепіль Андрій Ігорович («Кріс»)                                 | 6 квітня 1994, с. Бабухів Рогатинського району Івано-Франківської області. У 2010 р. – закінчив ЗОШ № 10 в м.Івано-Франківськ. У цивільному житті був музикантом, учасником кавер-гуртів «Frisson Band» і «Smerichka». З 2018 року він грав на трембіті в фолк-рок гурті «КораЛЛі». З 2001 року Андрій Чепіль був членом скаутської організації «Пласт». У 2016 – 2017 рр. – проходив строкову службу в оркестрі Почесної варти Окремого Київського полку Президента України. Після вторгнення РФ в Україну в березні 2022 року Андрій Чепіль пішов боронити українську землю. Воював на Харківщині поблизу Ізюма та Куп'янська як кулеметник в одному з підрозділів ЗСУ. Згодом перевівся до 47 окремої механізованої бригади «Маґура». У Німеччині, на базі НАТО опанував управління БМП "Bradley". Нагороджений Залізним пластовим хрестом №156. | 28 червня 2023 | Загинув поблизу села Роботине на Запоріжжі. |
| 12038                          |                                 | Кугал Юрій («Джексон»)                                          | 25 років, с. Раківка на Херсонщині. Дитиною переїхав із родиною до селища Любимівка. Закінчив Любимівську загальноосвітню школу. Старший солдат 47 ОМБр. У вересні 2022-го Юрій долучився до війська та став бійцем 47-ї окремої механізованої бригади «Маґура». Воював на посаді гранатометника. | 28 червня 2023 | Зі слів побратимів, воїн намагався допомогти пораненому командиру, коли 28 червня 2023 року звʼязок із ним зник. Більше року вважався зниклим безвісти. Залишилися мама Тетяна, батько Віталій, бабуся Валентина, брат Максим, дружина Ілона та син Нікіта |
|                                |                                 | Плохих Олександр Вікторович («Плохой»)                          | 15.05.1978, м. Маріуполь.Загинув 28.06.2023 під час виконання бойового завдання поблизу міста Бахмут Донецька область. | 28 червня 2023 | |
|                                |                                 | Андріяш Іван Олександрович                                      | 34 роки, м. Мелітополь. Після окупації рідного міста разом з родиною переїхав до родичів на Вінниччину в село Демівка. В квітні 2023 був мобілізований до лав ЗСУ. | 28 червня 2023 | Похорон відбувся 2 липня 2023 |
|                                |                                 | Ковальчук Іван Петрович                                         | 28 червня 1992 | 28 червня 2023 | Загинув в Донецькій області |
|                                |                                 | Цион Олександр                                                  | 19 липня 1991, м. Запоріжжя. Після повномасштабного вторгнення добровільно доєднався до лав 36-ої бригади морської піхоти. Служив на посаді старшого сапера-гранатометника інженерно-саперного відділення інженерно-саперного взводу 1 батальйону. Отримав низку нагород, зокрема нагрудний знак «За зразкову службу». | 28 червня 2023 | Загинув поблизу села Левадне Запорізької області під час виконання бойового завдання. Його штурмова група потрапила в оточення. Отримав тяжке поранення, не міг самостійно пересуватися. Розуміючи складність ситуації, він прийняв рішення прикрити відхід групи. Цим дав можливість багатьом вийти живими. Похований в місті Запоріжжя на кладовищі Святого Миколая. Залишились дружина, син, донька, мама . |
| 29 червня                      |                                 |                                                                 | |                | |
| 12028                          |                                 | Брус Микола                                                     | 9 жовтня 1968. У 1987 році закінчив Дніпродзержинський металургійний технікум. Упродовж 1987—1989 рр. проходив строкову військову службу. Тривалий час працював на Дніпровському металургійному комбінаті. Останнє місце роботи — «Метінвест-Промсервіс». 30 серпня 2022 був мобілізований до НГУ. | 29 червня 2023 | Похований 1 липня на кладовищі на вулиці Романківській. |
| 12029                          |                                 | Горб Олег Іванович(«Кемел»)                                     | 13 березня 1976, с. Лихоліти Ірліївської громади, Черкащина. Після закінчення школи Олег навчався в Київській поліцейській академії. Певний час пропрацював у Черкаській поліції. з 2014 року служив в добробаті «Дніпро», а потім в 93-й бригаді. Пройшов Піски, Авдіївку, Грозові ворота в районі Кримського. У мирному житті був підприємцем у галузі деревообробки. З початком повномасштабної війни служив у ТрО. Водій-електрик штурмового батальйону бригади ТРО. | 29 червня 2023 | Загинув виконуючи штурмові дії. Похований на Алеї Героїв у Черкасах. Нагороджений орденом «За мужність» III ступеня (посмертно). |
| 12030                          |                                 | Змієвський Олексій («Змій»)                                     | 41 рік, селище Ворзель Київської області. У дитинстві переїхав з батьками до столиці. Там закінчив школу та здобув фах столяра у професійно-технічному училищі № 7. Згодом оселився у місті Буча. Працював за спеціальністю на заводі «Антонов», потім — на будівництві. З перших днів повномасштабного російського вторгнення чоловік приєднався до Бучанської ТРО та брав участь в обороні Бучі й Ірпеня на Київщині. Влітку приєднався до 241-ї окремої бригади територіальної оборони ЗСУ та вирушив обороняти інші напрямки фронту. | 29 червня 2023 | Загинув біля села Іванівське під Бахмутом на Донеччині. Виконуючи бойове завдання, група захисників потрапила під ворожий мінометний обстріл. Змій отримав смертельне осколкове поранення. |
| 12031                          |                                 | Івашків Василь Михайлович                                       | 52 роки, с. Гумниська, Львівська область. Старший лейтенант. | 29 червня 2023 | Загинув у Волноваському районі отримавши поранення |
| 12032                          |                                 | Дяків Юрій Юрійович                                             | 21 рік, с. Руданське Шаргородської громади. Номер обслуги протитанкового відділення взводу вогневої підтримки десантно-штурмової роти. служив у війську з квітня 2023. | 29 червня 2023 | [ 244 ] |
| 12033                          |                                 | Репей Анатолій                                                  | м. Жмеринка. Пройшов найгарячіші точки на фронті, пройшов Бахмут та Авдіївку. | 29 червня 2023 | Загинув на Донеччині |
| 12034                          |                                 | Толочик Василь                                                  | 49 років. Солдат. Навідник 2-го механізованого взводу 6-ї механізованої роти. | 29 червня 2023 | Загинув поблизу с. Роботине на Запоріжжі . |
| 12035 … 12038                  |                                 | Україна                                                         | Військовослужбовці ЗС України. | 29 червня 2023 | |
| 30 червня                      |                                 |                                                                 | |                | |
| 12028                          |                                 | Дзебчук Дмитро Васильович                                       | 8 листопада 1993, с. Максимець Надвірнянського району. Отримав нагороду «Золотий Хрест» та орден «За мужність 3-го ступеня». 2 роки був у АТО. За 2 місяці до війни виїхав за кордон і коли дізнався, що 24 лютого розпочалась війна, то повернувся додому, і 2 березня 2022 року вступив до лав ЗСУ «Добровольцем». Воював у складі 10 ОГШБ «Едельвейс». 12 липня 2023 року мав одружитися, а 4 липня мав приїхати додому. | 30 червня 2023 | Загинув внаслідок авіадару в селі Роздолівка Бахмутського району |
| 12029                          |                                 | Соколенко Олександр                                             | 38 років, м. Лозова. Служив кулеметником. | 30 червня 2023 | Загинув поблизу села Новосілка Волноваського району на Донеччині. Похорон відбувся 4 липня. |
| 12030                          |                                 | Митюк Дмитро                                                    | м. Кривий Ріг. У цивільному житті працював на Криворізькому залізорудному комбінаті. До лав військовослужбовців був мобілізованим 15 травня 2023 року. Служив стрільцем-санітаром. | 30 червня 2023 | Загинув біля населеного пункту Приютне Пологівського району Запорізької області. |
| 12031                          |                                 | Прохорович Максим Віталійович («Турист»)                        | 2 серпня 1982, м. Кривий Ріг. У 1999 році закінчив 11 класів середньої загальноосвітньої школи №96. Із 1999 по 2005 роки Максим навчався в Криворізькому технічному університеті за спеціальністю «Економіка підприємства». Працював на Інгулецькому гірничозбагачувальному комбінаті токарем та газорізальником. В 2005-2006 працював у ВАТ «Криворізький гірничо-металургійний комбінат “Криворіжсталь”» монтажником IV розряду. У 2015 році здобув другу вищу освіту в Українській інженерно-педагогічній академії, став бакалавром із машинобудування.Служив у 174-й зенітній ракетній бригаді. | 30 червня 2023 | Загинув біля населеного пункту Рівнопіль Донецької області від поранень . |
| 12032                          |                                 | Бойза Адальберт                                                 | 8 січня 1978, с. Ратівці Ужгородського району. У січні 2023 був мобілізований. Загинув 30 червня 2023 року виконуючи свій обов'язок. | 30 червня 2023 | Похований на місцевому цвинтарі. Залишилися дружина та донька |
| 12033                          |                                 | Вітковський Олександр Романович («Іскандер»)                    | 22 червня 1997, м. Калуш. Навчався в ЗОШ I-III ступенів №6 та ліцеї №10. Закінчив природничий факультет, Національний університет "Києво-Могилянська Академія". Закінчив кіношколу в Києві і працював на одному з телеканалів. 25 лютого 2022 року долучився до лав ТРО. Брав участь у звільненні Бучі та Ірпеня. Служив навідником механізованого відділення. Обороняв кордон в Чорнобильській зоні. Потім був направлений на Бахмутський напрямок. | 30 червня 2023 | Зник безвісти внаслідок влучання КАБ по школі після повернення з бойового завдання в селі Роздолівка Бахмутського району. В школі зберігався БК, тому вибух був такий сильний, що загинули всі (близько 40 військовослужбовців) крім одного хлопця, котрий не зняв каску і бронжилет. В квітні 2024 підтверджено ДНК збіг. «Почесний громадянин Калуської міської територіальної громади» посмертно . |
| 12034                          |                                 | Левченко Сергій Володимирович                                   | 24 жовтня 1985, с. Семенівка, Кременчуцький район. Закінчив Семенівський НВК №2. Після повернення зі строкової служби чоловік працював вантажником на Глобинському цукрозаводі. 14 веренся 2022 був мобілізований до військової частини А7376. | 30 червня 2023 | Загинув від влучанна КАБ по школі в селі Роздолівка поблизу Бахмута . |
| 12035                          |                                 | Мединський Ігор Едуардович («Демон»)                            | 9 вересня 1997, м.Селидове, Донецька область. Навчався в Селидівській загальноосвітній школі № 6, потім – у Селидівській загальноосвітній гімназії. Закінчив Національний технічний університет «Дніпровська політехніка». Після закінчення навчання пішов служити до армії та півтора року відслужив у Президентському полку. Останнім часом жив у місті Першотравенськ Дніпропетровської області. Працював у компанії «Vodafone». З початку повномасштабної війни долучився до лав тероборони, а до лав ЗСУ став у серпні 2022 року. Був оператором БПЛА. У складі свого підрозділу боронив рідну Донеччину. Отримав відзнаку «Хрест 54 ОМБр» | 30 червня 2023 | Загинув внаслідок авіаудару в районі с. Роздолівка Бахмутського району Донецької області. Чотири місяці вважався зниклим безвісти. Залишилися батьки, брати, сестра та бабусі. Похований у рідному місті . |
| 12036                          |                                 | Колесников Артем Іванович                                       | 5 липня 1988, м. Ніжин Чернігівської області. В перші дні пішов у ТРО. Стрілець, помічник-гранатометника 1-го відділення 3-го взводу 1-ї роти СП в/ч А4219. 01.05.2022 року прийняв військову присягу та вступив до лав Збройних Сил України, проходив службу у в/ч А3160. Із 30.05.2023 року солдат разом із побратимами боронив Україну на Бахмутському напрямку. | 30 червня 2023 | Виконуючи чергове бойове завдання, під час мінометно-артилерійського обстрілу позицій противником у Донецькій області, с. Яковлівка та с. Роздолівка, 30 червня 2023 року, отримав несумісні з життям поранення . |
| 12037                          |                                 | Голяк Максим Віталійович                                        | 30 червня 2002, Солоне, Дніпропетровська область. Загинув у свій день народження | 30 червня 2023 | [ 454 ] |
| 12038                          |                                 | Гавриленко Олексій                                              | Родом з окупованої частини Запорізької області. Переїхав із сімʼєю з окупованої території у село Ганнівці Гніздичівської громади. Був старшим навідником гранатометного відділення військової частини А0693. Вважався безвісти зниклим з червня 2023 року. | 30 червня 2023 | Загинув 30 червня 2023 року в населеному пункті Роздолівка Бахмутського району Донецької області. Похорон відбувся 3 липня 2024 на Львівщині . |
| 12039                          |                                 | Польний Тарас Вікторович                                        | 27 грудня 1989, м. Тернопіль. З 2013 по 2015 роки проходив строкову службу в лавах Української армії в Президентських військах. До повномасштабного вторгнення працював на Укрзалізниці електромеханіком. 26 лютого 2022 долучився до лав ЗСУ, оператор-радіотелефоніст 1-го розвідувального взводу ВЧ А4248, 55-й батальйон, 54ОМБр. | 30 червня 2023 | Загинув в населеному пункті Роздолівка Бахмутського району Донецької області . |
| 12040                          |                                 | Удод Євген Вячеславович («Птаха»)                               | 40 років, м. Дніпро, проте все життя прожив у Запоріжжі. Там навчався у школі. Потім закінчив Запорізький металургійний фаховий коледж, здобув фах машиніста тепловоза. Працював на заводі «Запоріжсталь». Під час повномасштабного вторгнення захищав проходив службу в 54-ій окремій механізованій бригаді. Був оператором БПЛА. Разом із побратимами боронив Донеччину. | 30 червня 2023 | Загинув внаслідок авіаудару в населеному пункті Роздолівка Бахмутського району Донецької області. Окупанти вдарили по опорному пункті. Похований на кладовищі Святого Миколая у Запоріжжі. Залишилися батьки, брат, дружина, син, донька . |
| 12041                          |                                 | Скорина Олександр Васильович                                    | 24 січня 1972, с. Красилівка. Закінчив місцеву школу, вивчився на водія. Згодом працював охоронцем в охоронних структурах у Києві. Останніми роками займався домашнім господарством. 28 лютого 2023 року був призваний на військову службу Ніжинським районним територіальним центром комплектування та соціальної підтримки Чернігівської області. Служив старшим стрільцем-оператором другого відділення другого стрілецького взводу третьої стрілецької роти військової частини А4863. | 30 червня 2023 | Загинув внаслідок мінометного обстрілу ворога. Похорон відбувся 9 липня 2023 в Красилівці . |
| 12042                          |                                 | Пелипів Володимир («Хімік»)                                     | 10 березня 1981, с. Воробіївка Підволочиського району. Був мобілізований 24 червня 2022. Був молодшим сержантом, служив командиром відділення хімічного, біологічного, радіаційного захисту 55 окремого стрілецького батальйону 63 окремої механізованої бригади. | 30 червня 2023 | Загинув від авіаудару в селі Роздолівка . |
| 12043                          |                                 | Білопольський Олександр Анатолійович                            | 27 травня 1974, Десна Козелецького району Чернігівської області в сім'ї військовослужбовця. Разом з батьками переїхав до міста Сміла. Навчався у загальноосвітній школі №5. У 1993 році закінчив Запорізький радіотехнічний технікум, а у 1998 році - Дніпропетровський державний університет. Старший лейтенант. Виконував бойові завдання в Харківській, Миколаївській та Полтавській областях. | 30 червня 2023 | Помер у лікарні в місті Бар Вінницької області |
| 12044                          |                                 | Співак Максим Сергійович («Рятівник»)                           | 18 липня 1981, м. Сміла. Після закінчення школи вступив до Черкаського інституту пожежної безпеки ім. Героїв Чорнобиля, який успішно закінчив в 2002 році. За розподіленням був направлений до міста Дніпро. За час служби на посаді головного інженера у ВОППР на закритих об'єктах отримав звання капітана. 21 березня 2022 року пішов добровольцем до лав ЗСУ. За час служби був нагороджений Почесною грамотою та медаллю "За вірну службу" I ступеня. Солдат, стрілець-помічник гранатометника 2 гранатометного відділення взводу вогневої підтримки роти вогневої підтримки, крім того був оператором БПЛА, 128 ОБрТрО. | 30 червня 2023 | Загинув 30 червня 2023 у районі населеного пункту Макарівка та Урожайне, Волноваського району, Донецької області . |
| 12045                          |                                 | Кибалюк Роман                                                   | 31 рік, Монастирище. Закінчивши Монастирищенську школу, у 2007 році вступив до Уманського обласного музичного фахового коледжу. Потім продовжив навчання в Уманському Державному педагогічному університеті, де здобув спеціальність психолога". Добровільно приєднався до лав ЗСУ у січні 2023 року. Військову підготовку проходив у Німеччині. Служив на посаді стрільця-санітара. | 30 червня 2023 | Загинув під час відбиття позиції поблизу населеного пункту Новоселівське Луганської області внаслідок постійних артилерійських і мінометних обстрілів з боку Росії. Роман зник безвісти. Через пів року після проведеної ДНК-експертизи смерть підтвердили. Похований 15 січня 2024 на Новоміському кладовищі . |
| 12046                          |                                 | Закліцький Ігор Володимирович («Паркер»)                        | 1.09.1995, с. Тріски Хмельницького району. Вступив до Красилівського професійного ліцею, який закінчив у 2013 році, здобувши спеціальність водій-механік. Солдат, заступник командира бойової машини-навідник-оператор механізованого віділення механізованого взводу механізованної роти механізованного батальйону війскової частини А4699 (47ОМБр, Маґура). | 30 червня 2023 | Загинув в районі населеного пункту Степове Пологівського району Запорізької області. Похований на місцевому кладовищі в с. Юзіно Хмельницького району Хмельницької області |
| 12047                          |                                 | Підлісний Микола Володимирович                                  | 7 березня 1986, с. Чаньків. Учасник АТО в 2015-2016 роках, сапер. Командир 1-го інженерно-саперного відділення 3-го механізованого батальйону 65ОМБр. | 30 червня 2023 | Загинув поблизу населеного пункту Роботине Запорізької області |
| 12048                          |                                 | Юзвак Андрій Вікторович                                         | 29 років, Білоцерківський район Київської області. Був жителем селища Веснянка. Тривалий час працював на СТО в Києві. Згодом повернувся до Білої Церкви і влаштувався фахівцем на меблеву фабрику. З початком повномасштабної війни меблева фабрика закрилася і він втратив роботу. Рідний брат Віталій покликав його до себе у ТОВ «Нова пошта». На початку жовтня 2022-го мобілізований і відправлений на навчання у Велику Британію, де він отримав спеціалізацію гранатометника. Після повернення потрапив до складу 95-ї окремої десантно-штурмової бригади. | 30 червня 2023 | Загинув на території Серебрянського лісництва, що біля міста Кремінна Луганської області. Разом зі своїм підрозділом він пішов на штурм ворожих позицій, і зв’язок з ним був утрачений. ише в жовтні 2023 року під час обміну загиблими тіло в Україну. У лютому 2024-го, було підтверджено збіги ДНК. Похований в селі Городище-Пустоварівське на Київщині . |
| 12049                          |                                 | Дембіцький Олександр                                            | 12 червня 1993, с. Райки Житомирської області. Жив у місті Бердичів. Закінчив Бердичівський професійно-технічне училище №4, де здобув фах зварювальника. Працював на меблевому виробництві. Останні два роки був водієм логістичної фірми «Бізнес груп». У січні 2023 року долучився до ЗСУ. Став військовослужбовцем 31-ої окремої механізованої бригади. Обіймав посаду водія та весь час був із побратимами на передовій. | 30 червня 2023 | Загинув в бою поблизу села Рівнопіль під Волновахою на Донеччині. Виконуючи бойове завдання, українські військові потрапили під ворожий мінометний обстріл. Кілька бійців отримали поранення, зокрема, й Олександр. Його побратими не могли відразу зайти на потрібну позицію для евакуації, і врешті для цього знадобились сили цілого взводу. Дехто з поранених йшов сам, а Олександра та ще кількох несли дуже повільно, адже обстріли не вщухали. Він ще говорив, ще зробив останню затяжку. Проте поранення виявились несумісними з життям і навіть до пункту евакуації він не дожив. Похований в Бердичеві. Залишилися мама, дружина, син і донька . |
| 12050                          |                                 | Пашин Олександр Костянтинович                                   | 3 травня 1996, м. Полтава. Був мобілізований 24 лютого 2022-го року, він був сапером інженерно-саперного відділення. На фронті проходив службу на посаді сапера інженерно-саперного відділення, солдат. | 30 червня 2023 | Загинув 30 червня 2023 року під час виконання бойового завдання у Запорізькій області . |
| 12051                          |                                 | Квятковський Сергій                                             | 32 роки, с. Чаньків Дунаєвецької громади Хмельниччини. Працював слюсарем на суконній фабриці, згодом — помічником майстра. З 2012 року їздив на роботу за кордон. 18 квітня 2023 року був мобілізований. Два тижні проходив службу в Житомирі. Потім був направлений на навчання в Велику Британію. Служив у Лимані на Донеччині, у місті Кремінна на Луганщині. | 30 червня 2023 | Загинув під час російського артилерійського обстрілу поблизу міста Кремінна. Довгий час вважався зниклим безвісти. Після результатів ДНК загибель підтвердилася. Залишились два сини, дружина, батьки, сестра та брат . |
| 12052                          |                                 | Паламар Ігор Степанович                                         | с. Серхів. Був старшим навідником мінометного взводу, старший солдат. | Шаблон:Дтс     | Підірвався на ворожій міні поблизу села Роботино Запорізької області . |
| 12053                          |                                 | Шаблон:Flagicon Бабчук Олексій                                  | 1972, Гайворонська територіальна громада. Після закінчення школи він навчався в Гайворонському машинобудівному технікумі за спеціальністю “Технологія зварювального виробництва”. У 1991-1993 роках проходив службу в українській армії, опісля працював на заводі “Актан”, потім в Гайворонському теплотягоремонтному заводі, в АТ “Гайворонський спеціалізований кар’єр”, звідки був призваний на службу 1 березня 2023 року. Головний сержант. Служив головним сержантом 2 стрілецького взводу 3 стрілецької роти 2 стрілецького батальйону. | Шаблон:Дтс     | Загинув в районі населеного пункту Григорівка Донецької області . |
| 12054                          |                                 | Шаблон:Flagicon Трач Андрій                                     | 24 липня 1985, с. Ладичин | Шаблон:Дтс     | Похований в селі Ладичин |
|                                |                                 |                                                                 | |                | |
| Орден «За мужність» ІІ ступеня | Орден «За мужність» ІІІ ступеня | Нагрудний знак «За взірцевість у військовій службі» ІІІ ступеня | |                | |